# مملكة الحجاز
الْمَمْلَكَةُ الْحِجَازِيَّةُ الْهَاشِمِيَّةُ أو مَمْلَكَةُ الْحِجَازِ هي مملكة أسسها الهاشميون بعد نجاح الثورة العربية الكبرى في عام 1916م ضد الدولة العثمانية، قاد الشريف حسين بن علي الهاشمي أمير مكة الثورة وأسس خلالها مملكة الحجاز مناديًا باستقلال العرب عن حكم الدولة العثمانية، وشملت المملكة أراضي الحجاز من العقبة شمالًا إلى القنفذة وجبال عسير جنوبًا ومن البحر الأحمر غربًا إلى نجد شرقًا، واتُّخذ من مكة المكرمة عاصمةً للدولة الفتية. كانت الحجاز خلال فترة انهيار الدولة العثمانية في نزاع عائلي بين آل عون ممثلًا بالشريف حسين بن علي، وآل زيد ممثلًا بالشريف علي حيدر، حتى صدر فرمان سلطاني بتعيين الشريف حسين بن علي أميرًا على مكة عام 1908م بمساندة من جمعية الاتحاد والترقي. نجح الشريف حسين في إعادة وضع شرافة مكة إلى سابق عهدها من قوة، ومارس نشاطًا عسكريًا تجاه جيرانه في شبه الجزيرة العربية بقصد توسيع حدود إمارته. لما خُلع السلطان عبد الحميد الثاني عام 1909م بدأ الشريف حسين بالتفكير في الثورة ضد العثمانيين وإعلان استقلال العرب، وفي 10 يونيو 1916م أعلنت الثورة العربية الكبرى ضد العثمانيين بمساندة قوات الحلفاء، وأدت لجلاء العثمانيين عن البلاد العربية وإعلان قيام مملكة الحجاز وتنصيب الشريف حسين ملكًا على العرب.
عانت مملكة الحجاز منذ قيامها من صراع طويل مع قوات الحلفاء بسبب أطماعهم المعلنة في البلاد العربية، ممّا أدى في نهاية الأمر لتوقيع معاهدة سايكس بيكو من قبل الحلفاء وتقسيم البلاد العربية وإعلان انتداب فرنسا على سوريا ولبنان وانتداب بريطانيا على العراق وفلسطين وشرق الأردن، وتكلل بإعلان وعد بلفور من قبل البريطانيين الذي ضمن إنشاء وطن قومي لليهود في فلسطين.
لم تكد المملكة الفتية تتعامل مع الاستعمار الغربي للبلاد العربية حتى بدأت الحرب النجدية الحجازية والتي أدت عام 1924 لتنازل الملك حسين لابنه علي بن حسين ملكًا على الحجاز بعد ضغوط مورست من قبل الحزب الوطني الحجازي، في محاولة لإيجاد حل سياسي للحرب النجدية الحجازية، لكن هذا التنازل لم يغير من مجريات الحرب شيئا، واستمرت القوات النجدية في دخول مدن الحجاز الواحدة تلو الأخرى، وانتهت الحرب بتوقيع اتفاقية تسليم جدة في 17 ديسمبر 1925 الموافق 1 جمادى الآخرة 1344 هـ التي ضمنت للأسرة الهاشمية خروجاً آمناً من الحجاز وتسليم جدة آخر معاقلهم للسلطان عبد العزيز آل سعود، وبذلك سقطت مملكة الحجاز بعد أن استمرت مدة 10 أعوام، وتم إعلان ضم الحجاز إلى نجد تحت اسم مملكة الحجاز ونجد وملحقاتها.

## شرافة مكة

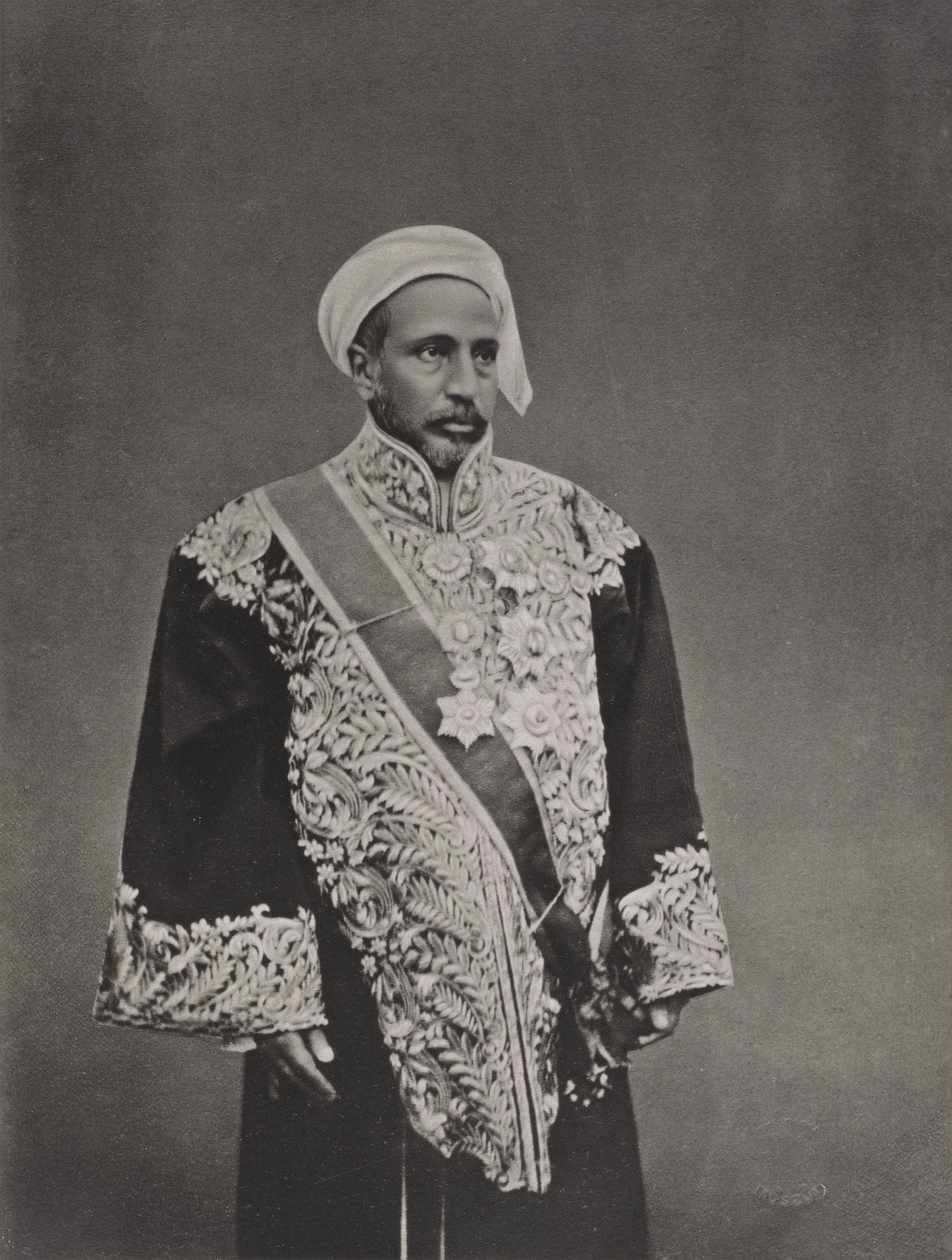
الشريف عون الرفيق باشا المتوفى سنة 1905م.

ورث العثمانيون السيادة على الحجاز من المماليك بعد معركة الريدانية عام 1517م والتي انتصر فيها السلطان سليم الأول على الأشرف طومان باي آخر سلاطين الدولة المملوكية. ومنذ ذلك اليوم أصبح سلاطين آل عثمان حماة الحرمين منذ أن قَدَّم بركات الثاني شريف مكة ولاءه للسلطان سليم. وقد استمرت السيادة العثمانية على الحجاز حتى يوم 9 شعبان 1334 هـ الموافق 10 يونيو 1916م، حينما أعلن الحسين بن علي شريف مكة ثورته واستقلاله عن الدولة العثمانية.
كانت أوضاع الحجاز في مطلع القرن العشرين مضطربة؛ إذ تم اغتيال الحسين بن محمد بن عون في جدة سنة 1879 على يد مقيم من الجالية الأفغانية، فتولى عبد المطلب بن غالب شرافة مكة وبقي فيها إلى أن تم خلعه في سنة 1881، وخلفه في منصبه الشريف عون الرفيق سنة 1905، ولم يمض الشريف علي بن عبد الله بن محمد بن عبد المعين بن عون الذي تولى الإمارة من بعده، أكثر من ثلاثة أعوام حيث قدم استقالته ولجأ إلى مصر خشية بطش الاتحاديين الذين وثبوا على الحكم في العام 1908م خلال فترة انهيار الدولة العثمانية، وتوفي الشريف عبد الإله الذي أعقبه وهو يتأهب للسفر إلى الحجاز. أصبح منصب الشرافة شاغرًا بوفاة الشريف عبد الإله، مما فسح المجال لنزاع عائلي بين آل عون ممثلًا بالشريف الحسين بن علي، وآل زيد ممثلًا بالشريف علي حيدر، والذي كان انعكاسًا للنزاع القائم بين جمعية الاتحاد والترقي من جهة والعثمانيين المحافظين من جهة أخرى. كان الشريف حيدر في خلافٍ مع السلطان عبد الحميد الثاني، واستمر الخلاف فترة طويلة، وسعت أسرة الحسين لاغتنام الفرصة واتصل أبناؤه بمختلف الجهات لإقناعهم بأحقية الحسين بالإمارة، ورفعوا مذكرة إلى السلطان عبد الحميد بواسطة الصدر الأعظم كامل باشا يناشدون فيها إيصال الحسين إلى حقه لكونه أكبر العائلة الهاشمية سنًا والأحق بالمنصب، وأردفوا بمذكرةٍ ثانيةٍ للغرض نفسه، ووجهوها إلى كلٍّ من الصدارة العظمى ومشيخة الإسلام ورئاسة كتاب القصر السلطاني. ساهمت هذه الجهود في ترشيح الحسين بن علي، وصدر الفرمان السلطاني بتعيينه شريفًا على مكة المكرمة في الأول من نوفمبر عام 1908م.  تضاربت الآراء في تحديد موقف كل من السلطان عبد الحميد الثاني وجمعية الاتحاد والترقي من تعيين الحسين في المنصب، يرجع البعض تنصيبه إلى الجمعية وإصرارها عليه رغم معارضة السلطان الذي كان يرتاب من نيات الحسين وأهدافه في فصل الحجاز عن الدولة، وقد قال لما عيّن الحسين شريفًا لمكة: «قد خرجت الحجاز من يدنا، واستقل العرب وتشتت ملك آل عثمان بتعيين الشريف حسين أميرًا على مكة المكرمة، وياليته يقنع بإمارة مكة المكرمة وباستقلال العرب فقط، ولكنه سيعمل إلى أن ينال مقام الخلافة لنفسه»، بينما يخالف آخرون هذا الرأي، فالاتحاديون كانوا عازمين على إسناد المنصب للشريف حيدر لولا مقاومة كل من السلطان والصدر الأعظم، ضمن مساعيهم الرامية إلى الحد من نفوذ جمعية الاتحاد والترقي.

### الصراع مع الحكومة الاتحادية
أظهر الحسين منذ وصوله الحجاز نزعته المعارضة للسياسة المركزية التي تتبعها جمعية الاتحاد والترقي وتسعى لتطبيقها في الحجاز كغيره من الولايات الأخرى، وشرع يسعى لتثبيت مركزه وسيادته في البلاد، ومع انتباه السلطات العثمانية لهذه التحركات، إلا أنها لم تعدُ في إجراءاتها بعض المضايقات والتنبيهات الوقتية خصوصًا وأن النزاع بين الطرفين لم يكن بتلك الدرجة من التوتر، لكن الاتحاديين وبسبب اتجاه الحسين المعارض لسياستهم المركزية شرعوا بالتشدد في تطبيق سياساتهم منذ عام 1913م، وحاولوا الضغط على الحسين وعزله لو اقتضى الأمر، ولتنفيذ قانون الولايات الجديد لعام 1913م عينوا الوالي وهيب باشا المعروف بصرامته وتحمسه لمبادئ جمعية الاتحاد والترقي، وجمعوا بيده السلطتين التنفيذية والإدارية، وزودوه بقوات مسلحة، مع تعليمات بإضعاف ما للشريف من نفوذ والقبض عليه إذا استوجب الأمر، وإلغاء امتيازات الحجاز المحلية التي تمتع بها من قبل بسبب وضعه الاقتصادي والجغرافي والديني، وجعله ولاية عادية، والعمل على تطبيق قانون الولايات الجديدة، والمباشرة بمد خط حديد الحجاز من المدينة المنورة إلى مكة المكرمة. تحتم النزاع بين الحسين والوالي الجديد بعدما تيقن الشريف من نوايا الاتحاديين خاصة وأنه كان يطلع على المراسلات بين الوالي والأستانة، وكان من ذلك غضبُ الحسين من طلب الوالي بتجهيز مئة بندقية لتسليح حرسه ورفضه مرتين باعتباره إهانة لمكانته، فكانت هذه الحادثة ذريعة لمناوشة بين الطرفين نتج عنها سقوط عدد من القتلى والجرحى، وواصل وهيب باشا تنفيذ ما أوكل إليه وشرع يتدخل في صلاحيات الشريف وإناطة أحكام البلاد الداخلية بالحكومة والإشراف المباشر على شؤون البدو، وأعلن أن الشريف حيدر مستعد لتنفيذ الأوامر الحكومية إذا ما رفض الحسين ذلك. أرسل الشريف حسين إلى الصدر الأعظم يخبره بضرورة عرض أمور خطيرة بواسطة أحد أبنائه. استجاب الصدر الأعظم لطلب الشريف واختار الحسين ابنه عبد الله لهذه المهمة التي كان الهدف منها تبليغ الباب العالي بإخلاصه للسدة الملوكية والخلافة الإسلامية، وأنه ما انفك محافظًا على إخلاصه وارتباطه بالعرش العثماني، وأن بقاء الوالي في الحجاز يعني مؤازرة الباب العالي لأعماله الأمر الذي سيؤدي إلى نتائج سيئة.
كان الأمير عبد الله بن الحسين في هذه الأثناء في القاهرة في طريقه إلى الأستانة، وبمجرد وصوله إليها أجرى اتصالاتٍ مع المسؤولين أوضح خلالها لطلعت باشا [وزير الداخلية] خلاف والده والحكومة، ورده إلى الإدارة العثمانية الرامية إلى إضعاف مركز والده من خلال إضعاف مكانة الحجاز وإخضاعه للإجراءات المتبعة في الولايات الأخرى مؤكدًا أن غاية والده خدمة الدولة، وضرورة دعمها له، أما عن معارضة والده لمشروع مد خط حديد الحجاز إلى مكة المكرمة، فمرده إلى الأضرار التي سيلحقها بالقبائل التي ترتزق من مزاولة مهنة النقل بين الشام والحجاز بواسطة الجمال. أبدى طلعت باشا للأمير عبد الله في حضرة الصدر الأعظم الاستياء الكبير من أوضاع الحجاز، وإصراره على مد الخط الحديدي إلى مكة المكرمة وإلى كافة مدن الحجاز منذرًا بالعواقب المترتبة على مخالفة الأوامر، وعرض شروط الاتفاق مع والده لمباشرة العمل، وهي:
- أن يحصل الشريف على ثلث دخل المشروع مع حرية التصرف به،
- أن تكون الإمارة له ولأولاده من بعده مدى الحياة،
- أن توضع قوة كافية تحت إمرة الشريف لتنفيذ المشروع،
- وضع ربع مليون جنيه تحت تصرف الشريف لإنفاقها على البدو.

رفض الحسين المشروع ريبةً منه بنوايا الاتحاديين والنتائج المترتبة على موافقته. رأى عبد الله إمكانية استقلال الحجاز بمساعدة الوحدات العربية الموجودة في سوريا والعراق، فضلا عن تأييد بريطانيا الدبلوماسي، واقترح خطةً -لإبعاد الضغوط الحكومية عن والده- مفادها اعتقال الحجاج في موسم الحج والمساومة بهم مع الدول الكبرى بحكم مسؤوليتها عن رعاياها من الحجيج حيث يكون والده مستعدًا لإطلاق سراحهم إذا استجابت له الدول الكبرى في الوقوف بجانبه أمام ضغوط الدولة العثمانية في المستقبل، غير أن الفكرة لم تحظَ باقتناع أخويه علي وفيصل. وضح فشل الاتحاديين في إضعاف نفوذ الحسين أو إزاحته، وذلك بالدرجة الأولى لمشاكل الدولة الخارجية التي تضطرها للتروي في الشؤون الداخلية، فضلًا عن المقاومة التي كان يبديها سكان الحجاز وبالذات القبائل لسياسة الاتحاديين الجديدة، بالإضافة لمكانة الحسين لدى بعض الشخصيات التركية القديمة المحافظة، وتعاطفها معه في وقتٍ كان فيه الاتحاديون عاجزين عن الاستغناء عن هذه الجماعات كليًا، وهذا ما كان يدركه الحسين جيدًا من أن سكوت الدولة عنه أحيانًا إنما هو سكوت مؤقت وإمهال منها لا إهمال.
في عام 1915م أرسل الشريف الحسين ابنه فيصل بن الحسين إلى الأستانة مارًا بدمشق، وفيها أكد فيصل لجمال باشا إخلاص والده وجميع عرب الحجاز للسلطنة العثمانية، وتلقى فيصل قبل مغادرته دمشق إلى الأستانة مضبطةً سريةً باسم علماء الشام ومنهم الشيخ بدر الدين الحسني يعترفون فيها بملكية الحسين بن علي على البلاد العربية. نجح فيصل في مهمته في الأستانة، وجرى عزل وهيب باشا وتولية الوالي غالب باشا الذي أعطي تعليمات بالتقرب من الشريف حسين. استمر الشريف حسين ببذل جهوده للتفاهم مع الدولة العثمانية، وعندما زار أنور باشا وزير الحربية العثماني وجمال باشا حاكم سوريا المدينة المنورة عام 1916م بصحبة الأمير فيصل اعتذر الشريف حسين عن الحضور إليهم وأرسل إليهما الهدايا التي تؤكد إخلاصه للدولة العثمانية، وقيل إن الاتحاديين كانوا يخططون للقبض عليه ونفيه لو حضر.

### مرحلة التوسع

مملكة الحجاز في أقصى اتساع لها.

نجح الشريف الحسين في إعادة وضع الشرافة إلى سابق عهدها، ومارس نشاطًا عسكريًا تجاه جيرانه في شبه الجزيرة العربية بقصد توسيع حدود إمارته معلنًا أنه يحارب من أجل الدولة العثمانية. كانت وجهته الأولى نجد وذلك عام 1910م بهدف منع عبد العزيز آل سعود من أخذ الزكاة من قبائل عتيبة التابعة سياسيًا للشريف، وكان هذا التحرك متماشيًا مع رغبة الدولة العثمانية في فرض سيطرتها على ابن سعود، فأوعزت للشريف بالزحف تجاه نجد. تمكن الشريف أثناء وجوده في أراضي عتيبة النجدية من أسر سعد شقيق عبد العزيز بن سعود. قام خالد بن لؤي أمير الخرمة بالتوسط بين الطرفين، وأخذ الحسين المواثيق على ابن سعود بالولاء للدولة العثمانية، وبعد موافقة ابن سعود على ذلك أطلق الشريفُ سعدًا شقيق عبد العزيز، جاء في ختام كتاب ابن سعود للشريف حسين: «ولنا أمل بالله أن تكونوا واسطة قوية بيننا وبين متبوعنا الحكومة الشورية، وتعرضوا إخلاصنا وخدماتنا الصادرة من مرضاة دولتنا الدستورية، وتروني حاضراً استعدادًا مع عموم أهل نجد لكل ما تكلفوننا وتأمروننا به. أفدي السدة العثمانية بعزيز روحي». تحسنت إثر ذلك علاقات ابن سعود والدولة العثمانية، وحرص الحسين على تحسين العلاقات مع ابن سعود في الفترة بين عامي 1910 - 1913، واستمر ابن سعود في رسائله إلى الشريف بالتأكيد على إخلاصه للدولة العثمانية.
كانت وجهة الحسين الثانية عسير وذلك لإخماد ثورة الإدريسي على الدولة العثمانية وفك حصاره لمدينة أبها عام 1911م. بعد فشل الدولة العثمانية في عقد الصلح مع الإدريسي بواسطة متصرف عسير سليمان شفيق باشا، استغل الإدريسي انشغال الدولة العثمانية بخلافها مع إيطاليا حول ليبيا وضرب حصارًا على أبها بغية ضمها لإمارته. أيد الحسين محاولة العثمانيين إخضاع الإدريسي فتولى قيادة الحملة بنفسه مصطحبًا معه ولديه عبد الله وفيصل، وتكون الجيش في معظمه من القبائل العربية من القوات النظامية وغير النظامية، مع مشاركة عددًا من الجنود العثمانيين تتبعهم الطرادات القتالية بحرًا، وكان الحسين قد أرسل إلى الإدريسي قبل وصوله عسير طلبًا يحضه فيه على العدول عن خروجه على العثمانيين ولكن الإدريسي رفض ذلك. تمكن الحسين من إخضاع كثيرٍ من القبائل خلال ذهابه لعسير، وكانت القبائل تقدم الطاعة للدولة العثمانية بواسطة الشريف، كما تمكن من بسط نفوذه على عسير، لكن الخلاف بين الشريف ومتصرف عسير سليمان شفيق باشا تفاقم لأن سليمان كان يرى أن الحسين لم يهدف من حملته على عسير إلى إعلاء كلمة الدولة العثمانية، بل بسط سلطانه في مناطق عسير. وكانت عودة الحسين إلى الحجاز عام 1911م بعد أن تمكن من فك حصار أبها وتقليص نفوذ الإدريسي، وكان الخلاف بين الحسين وسليمان باشا في أبها بداية الخلاف بين الحسين والدولة العثمانية. استعانت الدولة العثمانية بالشريف حسين مرةً أخرى عام 1912م بعدما ساعدت إيطاليا الإدريسي على الخروج على الدولة العثمانية، فأرسل الشريف حسين حملة إلى عسير بقيادة ابنه فيصل، لكنها عادت دون نصر أو ترجيح كفة طرف على آخر. بذل الشريف حسين مساعيَ في الصلح بين الدولة العثمانية والإمام يحيى في اليمن عام 1911م، وكتب الشريف حسين إلى الإمام يحيى يدعوه إلى تقوية مركز الخليفة العثماني، وأدت محاولاته إلى عقد الصلح بين الإمام يحيى والدولة العثمانية في شهر أغسطس عام 1911م، وبقي الإمام يحيى منذ ذلك التاريخ حليفًا للعثمانيين حتى نهاية الحرب العالمية الأولى.

## الثورة العربية الكبرى

### التحضير للثورة

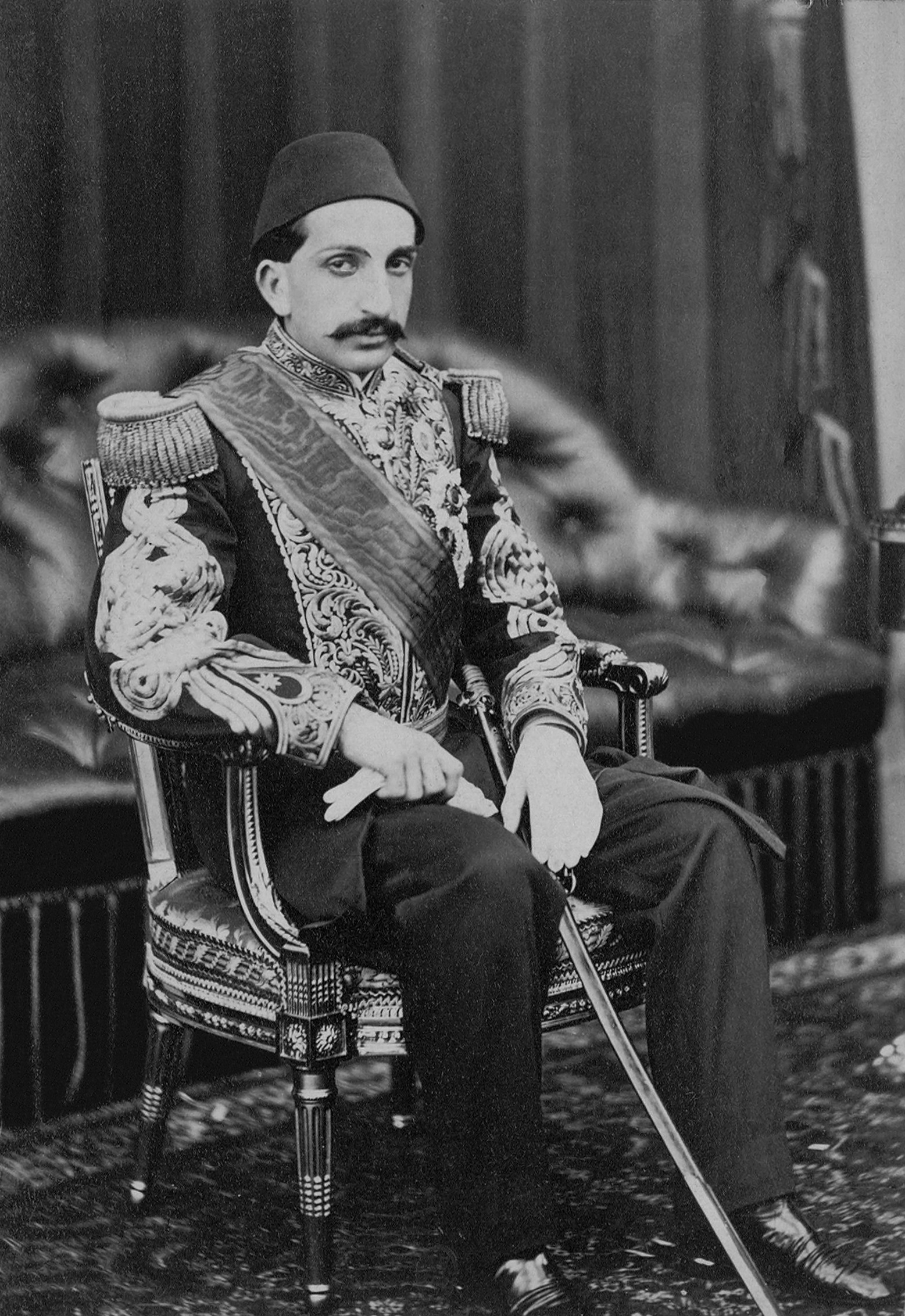
صورة للسلطان عبد الحميد الثاني الذي كان خلعه من الخلافة بداية تفكير الشريف الحسين بالثورة ضد الدولة العثمانية.

بدأ البحث في مسألة الخلافة العثمانية وموقف العرب منها بعد خلع السلطان عبد الحميد الثاني عام 1909م، وأخذت الجرائد العربية في نشر عزم أمراء الجزيرة العربية على إنشاء اتحاد يجمعهم وأنهم بنوا ذلك على فكرة نصب خليفة من أنفسهم يخضعون له وينضوون تحت لوائه. كان السبب الرئيسي الذي دعا العرب لاستقلال قرارهم هو ما لحق العرب من ظلم في عهد الاتحاديين الذين انقلبوا على السلطان عبد الحميد الثاني، وذلك بعد خيبة آمالهم في العهد الدستوري الجديد، وأصبح كثير من العرب يصرحون بزوال رابطة الخلافة وأن القضية أصبحت قضية عرب وأتراك خاصة فيما يتعلق بالنسبة العددية وعدد النواب واللغة. سعت بريطانيا بالاتصال بالعرب عام 1914م كونهم أكثر عناصر الدولة العثمانية عددًا، وتضمنت الرسالة البريطانية إلى الشريف حسين تصريح على أنها لا تعارض إعادة الخلافة إلى العرب، واقترحت السفارة البريطانية بالأستانة إمكانية خلق خلافة جديدة في الجزيرة العربية لضرب سلطة السلطان العثماني إذا ما أعلنت الدولة العثمانية الحرب ضد الحلفاء. كان موقف الشريف حسين في ذلك الوقت مترددًا، فهو مازال مرتبطًا بالدولة العثمانية، فرد على تلك الرسائل بالمماطلة والتسويف. شاركت فرنسا بريطانيا في خلق فكرة الخلافة العربية لضرب الدولة العثمانية، وكان لخوف الحلفاء من إعلان الجهاد من قبل السلطان العثماني أثر كبير في زيادة اهتمامهم بالشريف حسين. وورد ذكر الخلافة في مراسلات الشريف حسين مع بريطانيا أو ما عرف بمراسلات الحسين - مكماهون، ففي رسالة الشريف حسين عام 1915م طلب من بريطانيا المصادقة على عدة أمور لضمان وقوف العرب بزعامة الشريف بجانبها أهمها: أن توافق بريطانيا على إعلان خليفة عربي على المسلمين لكي لا تضيع الخلافة الإسلامية بعد زوال العثمانيين.
عمد الحسين وبعد أن قطعت مفاوضاته مع البريطانيين شوطًا كبيرًا في الاستعداد للثورة ضد الدولة العثمانية، ومما زاد في قناعة الحسين لمواصلة خطواته، التقارب الذي تم له مع ممثلي الحركة العربية المتمثلة في الجمعيات العربية في سوريا، وكانت هذه وبحكم ظروفها الصعبة وامكانياتها القليلة قد لجأت إلى التعاون مع الكيانات السياسية القائمة في الجزيرة العربية للوقوف في وجه الاتحاديين، وحصل أن استغلت جمعية العربية الفتاة سفر أحد أعضائها فوزي البكري إلى الحجاز وحملته رسالة خاصة للشريف ضمنتها استعداد العرب في سوريا والعراق القيام بوجه الاتحاديين والحصول على الاستقلال. بعث الشريف حسين نجله فيصل إلى الأستانة بمهمة التباحث مع الحكومة، وواقعها الفعلي التعرف عن كثب على واقع نشاط القوميين العرب وإمكانياتهم المتوفرة، التقى فيصل بزعماء جمعية العهد وجمعية العربية الفتاة عند وصوله إلى دمشق عام 1915، واتضح له عزمهما على الاستقلال عن الدولة العثمانية، انتهى فيصل مع أعضاء الجمعيتين والفئات المساندة الأخرى من مشايخ ووجوه الشام إلى اتفاق كامل لمباشرة العمل، وتسلم منهم ميثاقًا اتفقوا عليه أثناء وجوده في الأستانة، تضمن الشروط التي اعتقدوا بضرورتها للاتفاق مع بريطانيا. مَثَّل ميثاق دمشق محاولة من قبل القادة العرب للحفاظ على استقلال أقطار المشرق العربي، لم تقتصر أهمية الاتفاق على ما تضمنه من شروط، بل في استخدامها من قبل الشريف في مفاوضاته مع السير مكماهون، وكان أبرز نقطتين أوردتهما الوثيقة هما استقلالا كاملا بعيدًا عن أي تدخل أجنبي، ثم التحالف مع بريطانيا. عاد فيصل إلى مكة بعد مقابلته لجمال باشا في القدس واثباته للأخير ولاءه وولاء عائلته للدولة، وقدم لوالده تقريرًا عن رحلته بما في ذلك قناعته التي تبرر القيام بالحركة، وقد تدارس الحسين مع أبنائه جوانب الوضع في اجتماع عقده في الطائف للتعرف على آرائهم، بدا فيه فيصل رغم قناعته بالحركة الثورية أكثر تأنيًا من أخيه عبد الله، حيث رآى عدم الإقدام على الحركة ما لم تتم المفاوضات مع بريطانيا، أو عند تعرض الدولة العثمانية لانتكاسة قوية أو لحين إنزال قوات من الحلفاء في الإسكندرونة، بينما أكد عبد الله الإسراع في تنفيذ المشروع، واتهم فيصل بالتلكؤ. ارتأى الحسين إرسال فيصل إلى سوريا ابعادًا للشك خصوصًا وأن الأخير قد وعد جمال بالعودة إلى دمشق، بينما عمد إلى فتح المفاوضات مع بريطانيا لضمان خطواته القادمة في تنفيذ المشروع، ومن هنا جاءت رسالته الأولى إلى السير مكماهون في عام 1915م، فكانت فاتحة المراسلات المعروفة بمراسلات حسين مكماهون.

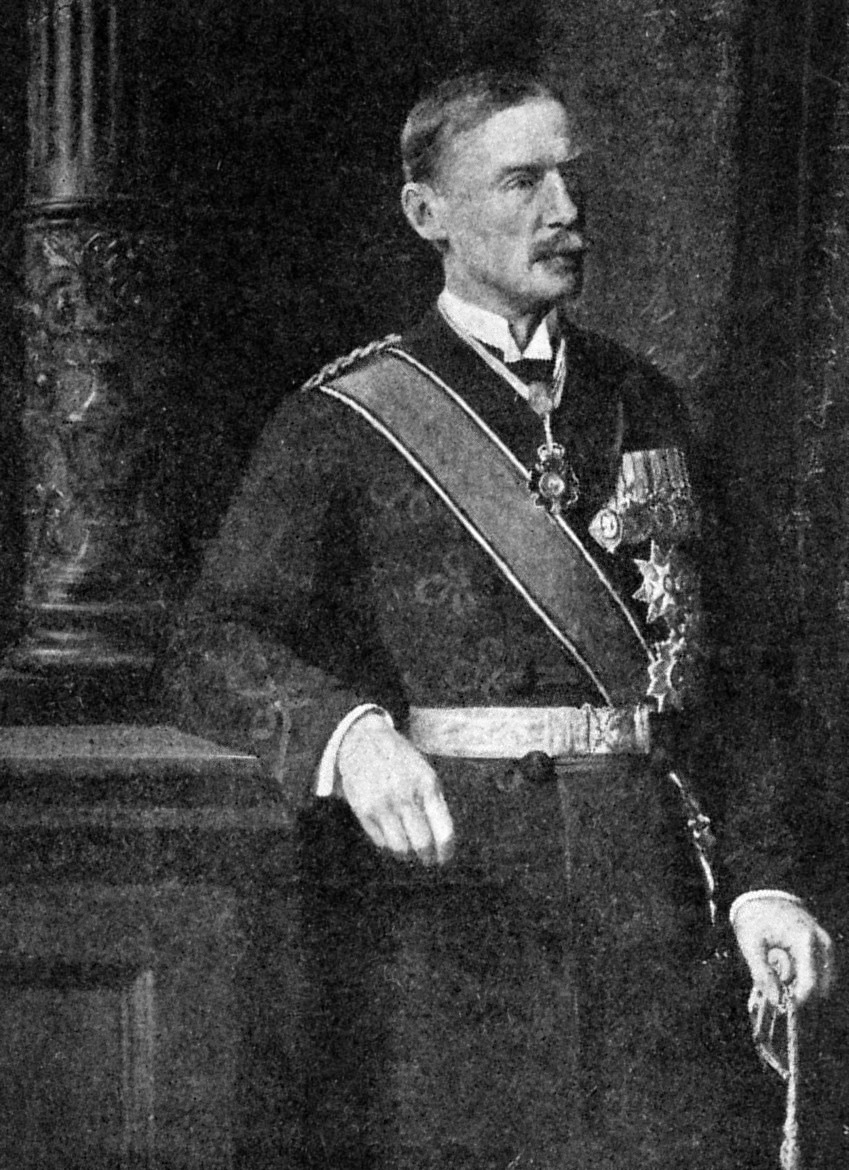
هنري مكماهون الممثل الأعلى لملك بريطانيا في مصر، اشتهر بمراسلاته مع الشريف حسين بن علي، وكان موضوع الرسائل يدور حول المستقبل السياسي للأراضي العربية في حال قام العرب بالقيام بثورة مسلحة ضد الحكم العثماني.

بعث الشريف حسين بنجله الأمير علي إلى المدينة لحشد القبائل والتشاور معهم بأمر الثورة، فضلًا عن مراقبته لتحركات الوالي العثماني، بينما لازم عبد الله والده طيلة الستة أشهر التي استغرقتها المراسلات مع مكماهون، يعينه على الشؤون السياسية، وتنظيم قبائل الطائف ومكة لاستخدامها عند الضرورة. لكن تطور الأحداث في سوريا جاء مخيبًا لآمال الحسين بسبب السياسة القمعية التي اتبعها جمال باشا ضد العاملين في القضية العربية، واعدامه العديد منهم، فضلا عن تشتيته للقطعات العسكرية العربية المرابطة في سورية التي كانت محط الاعتماد لتنفيذ الحركة، ومن هنا أصبح الحجاز مكانًا لإعلان الثورة بدلًا من سورية التي لم يبق فيها سوى بعض القادة الثانويين. كان جمال باشا وزير البحرية العثماني عالمًا بالتحركات المريبة التي كان يديرها الحسين، عبر التقارير التي كان يتسلمها من بصري باشا عن تحركات الشريف وضرورة القبض على نجليه علي وفيصل، إضافة إلى ما كانت تشيعه جريدة الطان التركية عن الحسين وتواطؤه مع الإنجليز واتصالاته بهم منذ يناير 1916م، لكن جمال باشا لم يكن راغبًا في اتخاذ إجراء يضر بالحسين أو أحد أبنائه خوفا من غضب العرب، بل طالب بصري باشا الوالي العثماني على المدينة بعدم مضايقة فيصل أو التعرض له. لكن القوات العثمانية في المدينة كانت تعتقد بصواب مخاوف بصري باشا، ولما اقتربت شكوكها من الصحة دفعت برجالها إلى الاحتراس والحذر، فأصدر جمال أوامره في أواخر أبريل 1916 بإيقاف القوات العثمانية المتجهة إلى اليمن في المدينة، والمباشرة في تدريب قوات المدينة وتسليحهم بالأسلحة التي يفترض تسليمها للمتطوعة، كما أمر بمراقبة كل من الأميرين فيصل وعلي وذلك عقب الأخبار التي نقلها بصري باشا عن الكمائن التي نصبتها العشائر الموالية للحسين في طريق القوات المتجهة إلى اليمن. ومضى جمال في استعداداته وبعث بأحسن قادته فخري باشا برفقة تعزيزات عسكرية ليتولى مع بصري باشا مهمة الدفاع عن المدينة، في الوقت الذي وضع فيه قوات أخرى على أهبة التوجه إلى المدينة.
سارع الشريف بتنفيذ خطواته الأخيرة، ولعل تسرعه في الانتفاضة قبل موعدها المقرر في أغسطس 1916م يعود إلى جملة عوامل منها: خشيته من حملة اليمن، وتخوفه من اكتشاف السلطات العثمانية لمفاوضاته مع الإنجليز والزعماء العرب، خاصة بعد تعرض قسم من هؤلاء إلى بطش جمال باشا، وأخيرا مخاوفه من إفشال فخري باشا المعروف بشكيمته لخططه بعد أن عهدت إليه قيادة حامية المدينة، لهذا سارع الحسين بإبلاغ نجليه في المدينة بخطوته، وطالبهم بتحديد موعد للبدء بالعمل، وقد اتفق الأخوان مع والدهما، وبعد اتفاقهما مع قبائل المدينة على أن يكون شهر يونيو موعدًا لحركاتهما في المدينة، فيما أبلغ الحسين الجهات البريطانية بذلك القرار عن طريق نجله عبد الله حيث أبرق الأخير إلى القاهرة في 23 مايو حيث أبلغ بموافقة وزارة الخارجية البريطانية، وتعهدت بالمساهمة في تأمين العتاد والمؤن. بدأ الأميران فيصل وعلي بحركاتهما في ضواحي المدينة وأخذا بحشد القوات والمعدات، وبانتهائهما من ذلك اجتمعا في صباح 5 يونيو مع 1500 مقاتل وأعلنا باسم والدهما الثورة على الدولة العثمانية، تحركت بعدها قواتهما إلى جنوب غرب المدينة حيث المكان المتفق عليه لبدء العمليات، بينما راح الأمير عبد الله يتولى مهامه في الطائف وأخذ يستكمل استعداداته أمام أنظار الوالي غالب باشا الذي لم يدر بخلده رغم ارتيابه بالأمر أن تأخذ الأحداث مجراها الذي صارت عليه. انهى الشريف حسين كل احتمالات التفاهم مع الاتحاديين في 9 شعبان 1334 هـ الموافق 10 يونيو 1916م، حينما أطلق الرصاصة الأولى للثورة من شرفة داره إيذانا بإعلانها، لتبدأ من مكة وتستمر طوال عامين اكتسحت فيها القوات العربية تدعمها مساعدات الحلفاء معظم مواقع الجيش العثماني في الحجاز، وأسهمت بشكل فعال إلى جانب قوات الحلفاء في دخول دمشق سنة 1918م.

### اندلاع الثورة

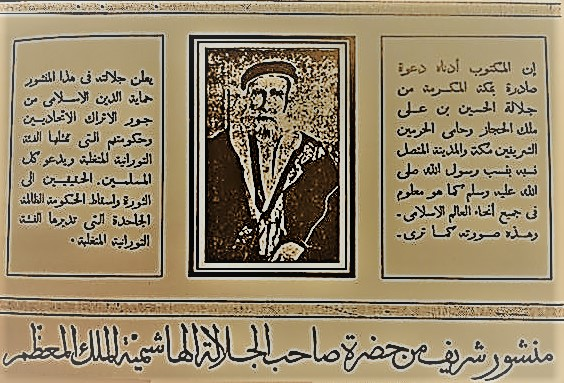
منشور الشريف حسين بن علي الهاشمي لقيام الثورة العربية ضد الأتراك الاتحاديين.

بدأت مناوشات فيصل وعلي ابنا الحسين حول المدينة، وقام عبد الله بن الحسين مع القبائل الموالية للحسين بمحاصرة الطائف، في حين بدأ المتطوعون في مكة وقبائلها ببدء هجوم على مراكز القوات العثمانية المتفرقة، كما انطلق المحتشدون في سهول جدة في مهاجمة الحامية العثمانية فيها. كانت حامية جدة أول المستسلمين بمساعدة ثلاث بوارج بريطانية ساعدت في ضرب تحصينات الحامية واضطرتهم للتسليم بعد ثلاثة أيام من بدأ الحصار، أما مكة التي كانت تحوي ألف جندي عثماني، فبدأ الثوار بحصار الثكنة العسكرية في جرول، وحاصروا قلعة أجياد ومركزي الحميدية والصفا، وقد استسلم المركزان بعد مناوشات بسيطة، أما الثكنة العسكرية فقد اتصل آمرها بالحسين وقال له: إننا مستعدون للتسليم إذا ندبتم من تختارون، فندب الحسين لهم أحد الأشراف وهو شرف بن عبد المحسن البركاتي، فطلب إليه الآمر أن يدخل الثكنة لتجري أعمال التسليم، ولكن الأمور ساءت بين الطرفين ودارت معركة بينهما استمرت أيامًا ثم سلم جند الحامية أنفسهم، وسُلم الحصن بعدها بأسبوع، بعد أن أشعلت النيران في جملة من بيوت مكة كانت تقع في أجياد، كما أصابت بعض النيران حجرًا من الكعبة فسقط واندلع النار في ثوبها. لم يمض شهر ونصف من بداية الثورة حتى استخلصت مكة وجدة من العثمانيين، أما قوات الطائف فقد تطلبت ثلاثة أشهر من الحصار حتى سلمت المدينة إلى عبد الله بن الحسين في 21 سبتمبر 1916م.

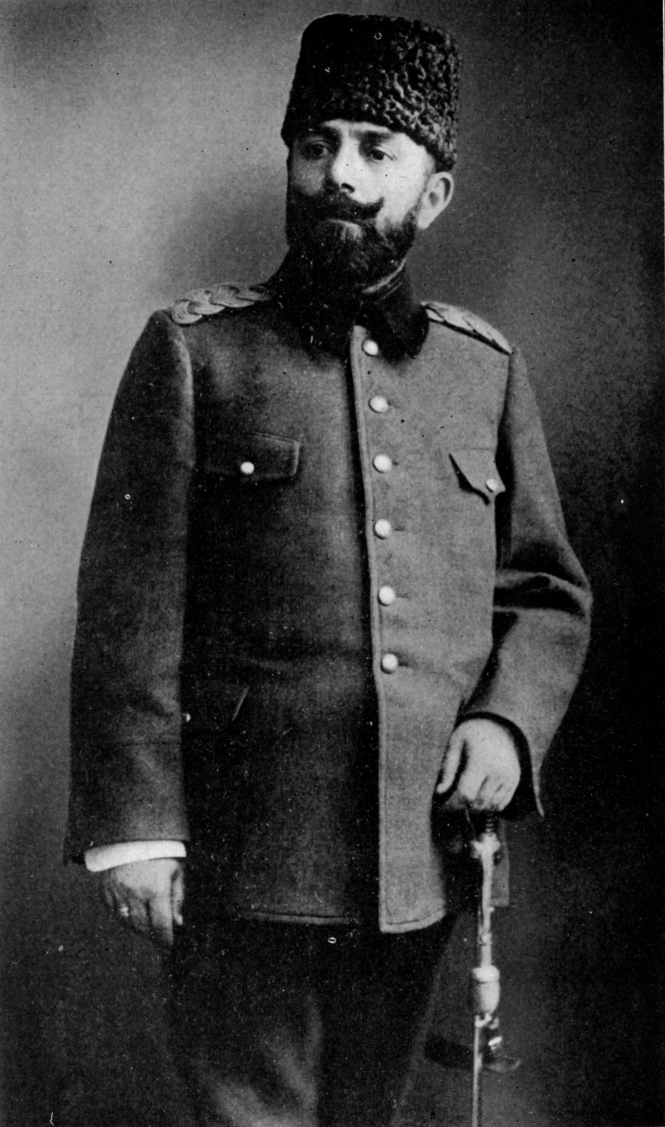
جمال باشا حاكم سوريا وبلاد الشام.

ظلت المدينة محاصرة طوال الثورة، بعد استبسال الحامية العثمانية المتواجدة داخلها، وما كاد ينتهي شهر يوليو حتى كانت الإمدادات البريطانية قد وصلت مقدمتها إلى جدة، وكانت تتمثل في بطارية ميدان وبطارية مكسيم وثلاثة آلاف بندقية وفرقة من الجيش قوامها 330 جنديًا تصحبهم 240 دبابة. انتشرت أخبار الثورة في العالم وأصدر الثوار في مكة منشورات يبررون فيها ثورتهم على الاتحاديين، وبلغت الثورة مسامع الاتحاديين في الأستانة والشام، فأنذروا وتوعدوا، وصدرت أوامر الأستانة بالبدء في إخماد ثورة مكة، وبدؤوا في تعيين شريف جديد من آل زيد وهو الشريف علي حيدر، وكان علي يقيم في الأستانة ويعمل تحت لواء الاتحاديين في وظيفة وكيل المجلس العمومي العثماني، فتوجه فورًا إلى الشام لمقابلة جمال باشا، الذي زوده بما يلزم من عتاد فوصل المدينة في أوائل شهر سبتمبر 1916م، وكان العثمانيون في المدينة بقيادة فخري باشا، واستطاعوا إحراز عدة انتصارات على جيش الثوار المُحاصر، وهجموا على جيش فيصل حتى تراجع في بعض المرات إلى ينبع كما زحفوا باتجاه جيش علي إلى قرب رابغ. واستطاع الشريف علي أن يتصل ببعض القبائل ويستميلها إلى صفوف العثمانيين، كما استطاع أن يستميل حسين بن مبيريك أمير رابغ ليساعده ضد الثوار، فبذل ابن مبيريك جهد كبير في تأخير كثير من الإمدادات التي كانت ترسلها بريطانيا إلى الثوار، وقام علي بطلب مزيد من الإمدادات من الشام، وكاد الشريف علي أن ينجح في زحفه إلى مكة على رأس محمل الحج العثماني، لكن العثمانيين عجزوا عن إمداده بالذخائر والمؤن، فاضطر للعودة لدمشق سعيًا وراء المؤونة فلم ينجح فترك الأمر ومضى إلى لبنان بعيداً عن رحى الثورة وحروبها. نشط الحسين في طلب الإمداد من قوات الحلفاء، فأرسلوا إليه بعض الضباط العرب الذين أسروهم في بعض مواقعهم مع الجيش العثماني، وكان في مقدمتهم عزيز المصري ونوري السعيد وجميل المدفعي وجعفر العسكري وعلي جودة الأيوبي ومولود مخلص. كانت الأوامر قد صدرت إلى عبد الله بن الحسين بعد سقوط الطائف أن يتوجه مع جيشه لمساعدة إخوانه في اقتحام المدينة، فتوجه إليها وعسكر شرقي المدينة بينما كان أخواه علي وزيد يعسكران في رابغ وفيصل في بير درويش غربي المدينة.

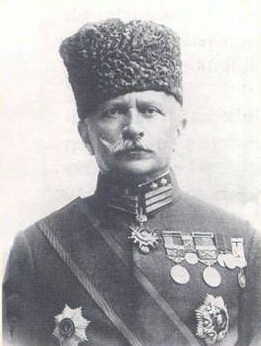
فخري باشا وعُرف أيضًا بنمر الصحراء، كان آخر الأمراء العثمانيين على المدينة المنورة.

سير الأمير فيصل في 17 يناير 1917م فرقة من جيشه باتجاه الشمال إلى مدينة الوجه، واستطاعت الاستيلاء على الحامية العثمانية فيها، ومضت الفرقة متوجهه إلى شمال الوجة بقيادة بعض الأشراف يساندهم بعض الضباط العرب ومتطوعي مكة وبعض قوى القبائل فاستولوا على العديد من القرى وانتهوا بدخول العقبة في 9 يوليو 1917م. انضم إلى الجيش في العقبة كثير من القبائل وأسرى العرب من أهل العراق وسوريا وبعض المصريين، ثم زحفت بعض ألوية الثوار لوادي موسى واشتبكت مع القوى العثمانية بقيادة أحمد جمال باشا واستولوا على وادي موسى. استمر الزحف بعد أن رأى فيصل أن في استطاعة الجيش أن ينقل ميدانه من العقبة وما حولها إلى حوران وجبل الدروز. وفي 2 أكتوبر 1918م عسكر جيش فيصل قبالة دمشق دون أن يدخلها، وبدخوله دمشق قام فيصل بتأسيس حكومته في الخامس من أكتوبر وأصدر بلاغًا رسميًا جاء فيه: شكلت في سوريا حكومة دستورية عربية مستقلة استقلالًا مطلقًا باسم مولانا أمير المؤمنين الشريف حسين بن علي. وفي السابع من شهر مارس عام 1920م أعلن المؤتمر السوري في دمشق استقلال سوريا بحدودها الطبيعية ومنها فلسطين واختيار فيصل ملكًا دستوريًا عليها، ونصب فوق مكان الاجتماع علم مملكة الحجاز بعد أن أضيفت إليه نجمة واحدة. انتهى جيش الشمال بقيادة فيصل على فتح الشام، بينما كان جيش الشرق بقيادة عبد الله وجيش الجنوب بقيادة علي لا يزالان حول المدينة يحاصرانها، كانت الحرب سجال بين الطرفين، وأخذ فخري باشا ومقاتليه في الاستبسال في الدفاع عن المدينة والتصدي لهجمات المحاصرين، كانت أحد مآسي هذه المعارك والحروب معاناة سكان مدن الحجاز، فقد اضطر فخري باشا إلى اجبار سكان المدينة بالهجرة إلى الشام، كما قاسى أهل مكة ومدن الحجاز الأخرى من غلاء الأسعار وقلة الأرزاق في مدة الحرب. في شهر أغسطس عام 1918م أعلنت هدنة عامة بين المتقاتلين، وجاء في شروط الهدنة: أن يتم جلاء العثمانيين عن جميع بلاد العرب، وتنفيذًا للهدنة أبرق وزير الحربية العثماني في إستانبول إلى قائد حامية المدينة يأمره بتسليم المدينة فورًا، لكنه رفض الاستسلام واستمر في دفاعه عن المدينة، لكنه ما لبث أن سلم المدينة في 10 يناير 1919م ووقعت الاتفاقية الخاصة بذلك وبها تم الاستسلام، وعليه تم اجلاء فخري باشا والذي وصف بأسد الصحراء من قبل البريطانيين على وطنيته في المدينة المنورة، وقواته البالغ عددها 8.000 مقاتل إلى مصر.

## قيام مملكة الحجاز
استقل الحجاز من ناحية واقعية عن الدولة العثمانية في 10 يونيو 1916م أي في اليوم الذي أعلنت فيه الثورة في مكة من قبل الحسين، حيث بدأ منها استقلال الحجاز، وأخذ في الشهور التالية إلى إقرار شكل الحكم الذي ستسير عليه الدولة الجديدة، والتي تعد أول دولة عربية كاملة الاستقلال تؤسس في القرن العشرين. لم ينتظر الحسين تسليم المدينة ليشكل حكومته الهاشمية بل تركها لحصار أولاده علي وعبد الله وابتدأ في عمل ما يلزم لتأسيس دولة عربية هاشمية، واتخذ لها علمًا جديدًا من أربعة ألوان: أبيض وأسود وأحمر وأخضر وكان يقول عنها أنها تمثل أعلام النبوة والخلافة الأموية والعباسية والعثمانية. اجتمع الحسين مع بعض أعيان الحجاز وشخصياته المتنفذة وبناءً على اقتراح الأمير عبد الله وبإيحاء من والده للتشاور في إقرار ملكية الحسين على البلاد العربية، وتمهيدا لذلك قام الشيخ فؤاد الخطيب بإلقاء خطبه أشاد فيها بالحسين وجهوده لأجل القضية العربية، ختمها بطائفة كبيرة من البرقيات التي تساند المنصب الجديد الذي ينوي الشريف اتخاذه، هدف الخطيب بذلك إلى إخذ مبايعتهم بملكية الحسين على العرب. ولما لم يكن هناك من يعارض هذا الاقتراح نادى الحاضرون بمبايعة الحسين ملكًا على الحجاز في 6 محرم 1335 هـ الموافق 2 نوفمبر 1916م. وبإعلان الملكية جرت المراسيم الخاصة بمبايعة الشريف البيعة الخاصة، حيث قام الشيخ عبد الله مراد بقراءة كتاب البيعة الذي تسلمه من الشيخ عبد الله سراج نائب رئيس الوزراء أمام الحسين والشخصيات التي حضرت المناسبة من مختلف المدن الحجازية، واتبعت المراسيم الخاصة بالبيعة العامة أمام الناس، أقبل بعدها الشيخ سراج على الشريف حسين وسلمه الكتاب مصافحًا إياه إشارة لمبايعته، ليتبعه الحاضرون في مصافحة الملك الجديد. وفي اليوم التالي أصدر الحسين خطابًا عيَّن فيه أول حكومة في عمر المملكة وكانت الحكومة تشمل: الأمير علي رئيس الوكلاء والأمير فيصل وكيل الداخلية والأمير عبد الله وكيل الخارجية، والشيخ عبد الله سراج نائبًا عن رئيس الوكلاء وقاضي القضاة والشيخ عبد العزيز المصري رئيس أركان الحرب ووكيل رئاسة الجند والشيخ علي مالكي وكيلًا للمعارف والشيخ يوسف قطان وكيلًا للمنافع العمومية والشيخ محمد أمين كتبي وكيلًا للأوقاف والشيخ أحمد باناجة وكيلًا للمالية.

### الملك حسين بن علي الهاشمي

#### لقب ملك العرب

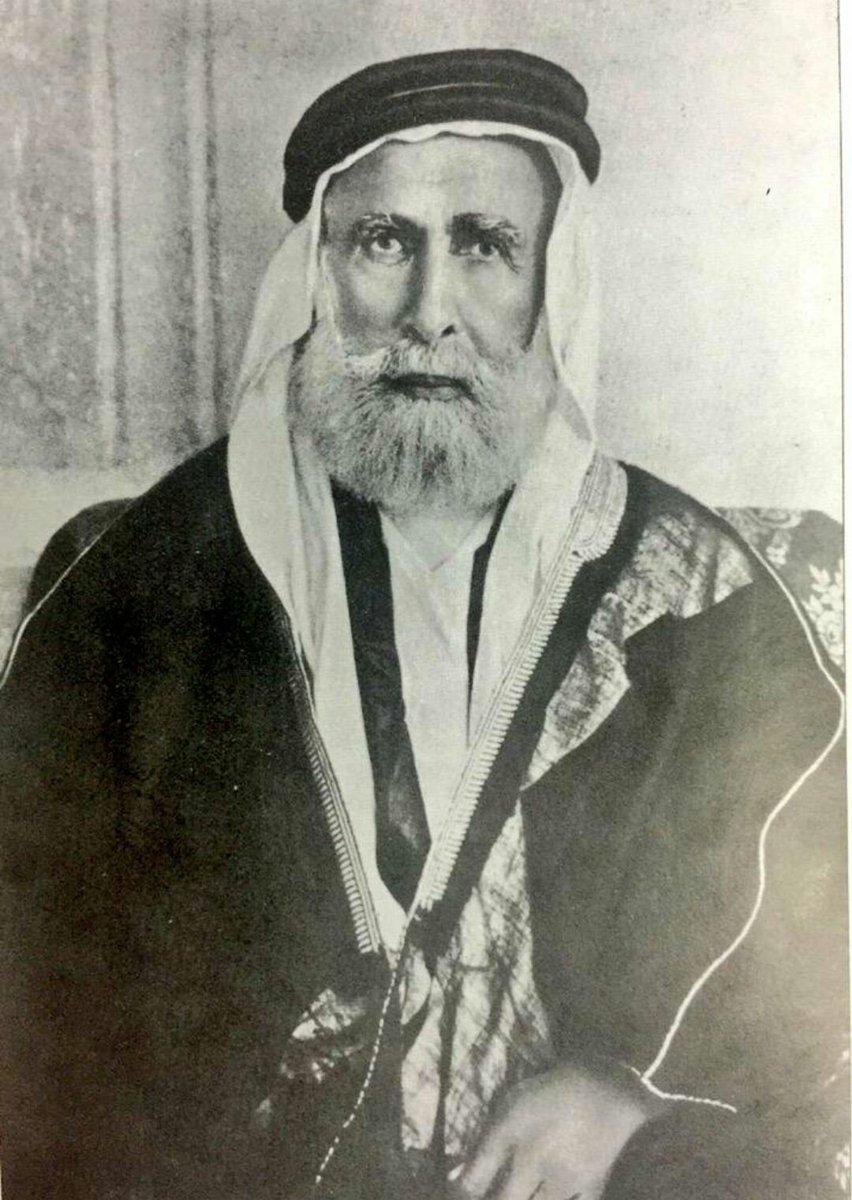
ملك الحجاز حسين بن علي الهاشمي.

أبرق الأمير عبد الله في اليوم التالي للبيعة نبأ إعلان مملكة الحجاز إلى الدول الحليفة، وطالبهم الاعتراف بوالده ملكاً على العرب بعد استقلاله عن الدولة العثمانية. إلا أن هذه الخطوة لم تحظ بمباركة بريطانيا وفرنسا، وأصبح الاعتراف باللقب مدار خلاف بين الجانبين، وأبلغت الدولتين اعتراضهما عن هذه الخطوة للحكومة الحجازية عام 1916، من جهته اعتبر الحسين قضية اللقب في برقيته للمعتمد البريطاني في جدة أمرًا طبيعيًا كأحد الدلائل المهمة على انتصار العرب واستقلالهم عن الحكم العثماني، فضلا عن كونه دون لقب الخلافة الذي خوطب به من قبل بريطانيا قبيل إعلان الثورة، أخذت بعض الدول الغربية على الحسين تسرعه في اتخاذ هذه الخطوة، فهي تجد نفسها سعيدة بالاعتراف به ملكًا شرعيًا على الحجاز على أن لا يلقب باللقب الملكي الذي قد يثير المشاكل مع الحكام العرب الآخرين. لم تكتفي الحكومة البريطانية بذلك وبعثت إلى الملك حسين بمذكرة رسمية أوضحت فيها موقفها وموقف حلفائها من الملكية، جاء فيها:
| مملكة الحجاز | أن حكومة بريطانيا ومعها حكومة فرنسا وروسيا مع أنها تعتبر أن سموكم الرأس الاسمي للشعوب العربية في ثورتها ضد مساوئ الحكم التركي، ومع سرورها بالاعتراف اعترافًا واقعيًا بأن سموكم الحاكم الشرعي والمستقل للحجاز، إلا أنها لا تستطيع الاعتراف باللقب الذي اعلنتموه، والذي يمكن أن يثير التفرقة بين العرب في الوقت الحاضر، ومن ثم يعيق التسوية السياسية النهائية لقضايا الجزيرة العربية على أسس مرضية... ذلك أن التسوية النهائية يجب أن تتم بمواقفة الزعماء العرب الآخرين وهي موافقة لا دليل عليها في الوقت الراهن، وهي تسوية يجب ان تتبع لا أن تسبق النصر في ميدان الحرب، وتلاحظ الحكومة البريطانية أن اللقب الذي اتخذتموه سيادتكم يقوم على أساس قومي وليس على أساس الأقطار، وهي تسجل ما صدر عنكم من أن ابن سعود والسيد الإدريسي يحكمان بلديهما، وأنه لا رغبة لسموكم في التدخل في شؤونهما. | مملكة الحجاز |

وفي الوقت الذي كان يواجه فيه الحسين الموقف البريطاني السلبي، كان ممثله في القاهرة الفاروقي يواجه نفس الموقف، فلم تجد اتصالاته نفعا مع المسؤولين البريطانيين والفرنسيين بشأن إقرار لقب الملكية، ونشره في الصحف. أيقن الحسين بعبث هذه الجهود فبعث لممثله بالكف عن مساعيه والتقيد بتعليمات وزارة خارجية الحجاز. بعثت كل من بريطانيا وفرنسا في 3 يناير 1917 بمذكرة إلى الحسين تضمنت اعترافهما به ملكًا على الحجاز فقط ويلقب بجلالة ملك الحجاز، وقامت جريدة القبلة بإذاعة خبر اعتراف الحليفتين به ملكا على الحجاز. أما الإمبراطورية الروسية فكانت أولى الدول التي اعترفت بهذا اللقب، وبعث وزير خارجيتها المستر ستورمر ببرقية إلى الأمير عبد الله وزير خارجية الحجاز عام 1916، أبلغه فيها اعتراف حكومته الرسمي باستقلال البلاد العربية، وملكية والده عليها. أما بالنسبة لإيطاليا فقد أقرت ما أقرته دول الحلفاء الأخرى في اعتبار الحسين ملكًا على الحجاز فقط. كان الحسين يعرب عن شكواه بشأن اللقب في مناسبات كثيرة، ويصرح بأن اتخاذه لقب ملك البلاد العربية ليس بحرص على أي قصد غرضي، بل لاطمئنان أقوام العرب وصيانة أذهانهم عن التشويش.

#### معاهدة سايكس بيكو

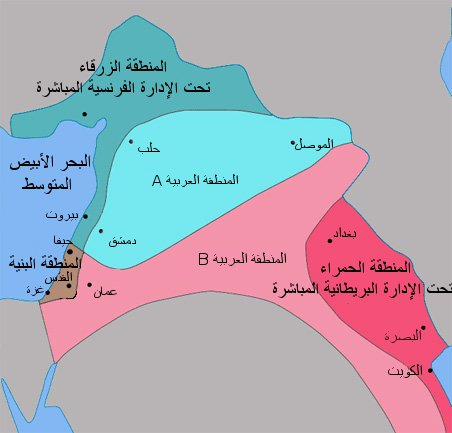
خارطة تمثل تقسيم الدول الاستعمارية لمنطقة الشرق الأوسط حسب اتفاقية سايكس بيكو.

سعت بريطانيا وفرنسا قبل معاهدة سايكس بيكو عام 1916م إلى تسوية وعود مكماهون التي نصت على إقامة دولة عربية مستقلة، هذه الوعود اصطدمت مع المصالح والمطامع الفرنسية في سوريا، وتمهيدًا لذلك حاولت بريطانيا الترويج بأهمية التفاوض المباشر بين فرنسا والملك حسين، وعليه بدأ ممثلين عن الجانبين البريطاني والفرنسي بالتشاور مع الحسين، مثل السير مارك سايكس الجانب البريطاني، فيما مثل الجانب الفرنسي فرانسوا جورج بيكو، على أن يسعيا قبل لقاء الحسين إلى الاتصال بسكان المنطقة وتقريب نظرهم بشأن الاتفاقية،. ما إن وصل سايكس وبيكو إلى القاهرة عام 1917م حتى كشف بيكو بوضوح عن مصالح بلاده في سوريا، أما بالنسبة للحسين فقد استفسر الفاروقي عن الهدف من بعثة سايكس وبيكو، وتقرر أن يسافرا إلى جدة للاجتماع بالحسين للمشاورة في الأمور التي من شأنها قدما إلى البلاد العربية، تم طمأنة الحسين بشأن مقاصد فرنسا في داخلية سوريا، في حين وضح سايكس للحسين عزم الحلفاء على دعم طموحات العرب، مع الإشارة إلى صعوبة فرض سيادته على السكان الذين لا يرغبون فيها، أما بالنسبة لبغداد فقد أوضح سايكس باحتفاظ بريطانيا بالسلطة العسكرية والسياسية فيها لما تقتضيه المصالح السياسية والتجارية. أكد الحسين عند اجتماعه بسايكس على الاستقلال الذي وُعد به، وخشيته من التهم في المستقبل حالة الإخلال بذلك، خاصة في حالة ضم سوريا لفرنسا، لكن سايكس أكد على أهمية التسوية العربية الفرنسية، ترك سايكس جدة ولم يكشف حقيقة معاهدة سايكس بيكو أمام الملك حسين، ليعود مرةً ثانية برفقة بيكو بهدف بحث الأمر تفصيلا، بدأ الطرفان اجتماعهما الأول في عام 1917، وصرح بيكو عن عزم حكومته أن تساعد في الساحل السوري بعمل عسكري مثلما يساعد البريطانيين في العراق، وكان رد الحسين برفض تسليم المسلمين إلى حكم مباشر لدولة غير مسلمة.

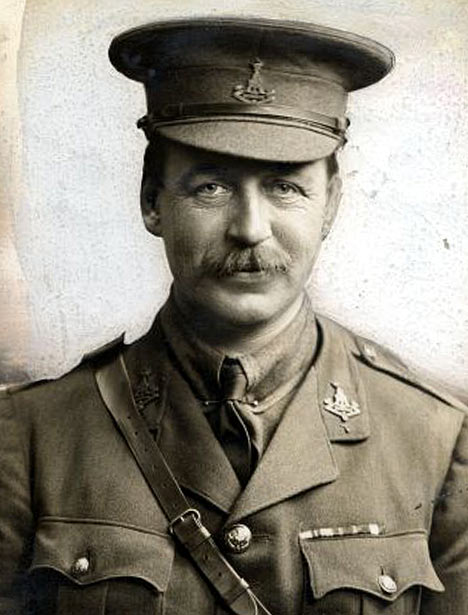
العقيد البريطاني مارك سايكس.

في الاجتماع الثاني الذي عقد بين الأطراف طرح الحسين وجهة نظره وإجابته على كل من سايكس وبيكو: «إن جلالة ملك الحجاز يسره أن يعلم أن الحكومة الفرنسية تستوصب المطامح القومية العربية، وبما أن الملك يثق ببريطانيا العظمى فإنه سيقبل إذا ما اتبعت فرنسا تجاه المطامح العربية في سوريا المسلمة السياسية ذاتها التي تتبعها بريطانيا في بغداد». وبين أن موقفه المتمثل في الإجابة الأخيرة إنما جاء لثقته الكاملة بحفاظ بريطانيا على وعودها واطمئنانه لأقوال سايكس الذي يمثلها مباشرة. كان الحسين يملك رسالة من مكماهون تنص على استقلال العراق باستثناء البصرة التي ستخضع لبريطانيا مؤقتًا مقابل أجر مالي تدفعه الأخيرة، وأوضح لبيكو مسؤوليته عن سوريا وأهلها الذين بايعوه بالملك، أما ما تحاوله فرنسا في ضم المسيحيين إلى جانبها، فإنما تهدف بذلك إلى خلق نوع من التعصب الأعمى، فلا أهمية لمن يكون لبنان بقدر أهمية تقرير مصيره بيد أبنائه، كما رفض ما أوضحه سايكس في كون السلطة التنفيذية الممنوحة للمستشارين الأوروبيين في البلاد العربية سبيلًا لحل المشكلة، ثم بعث الحسين إلى المندوب السامي في القاهرة رسالة: «لا بد أن حضرته صرح لفخامتك أن ملخص قراري الصريح الغني عن التأويل والتفسير بأنه إذا لم تكن حدود البلاد العربية على الوجه المقرر سابقا مع بريطانيا العظمى فإن إخلاصي ونصحي لها ولبلادي وقوميتي يوجبني على الانسحاب بصورة قطعية».

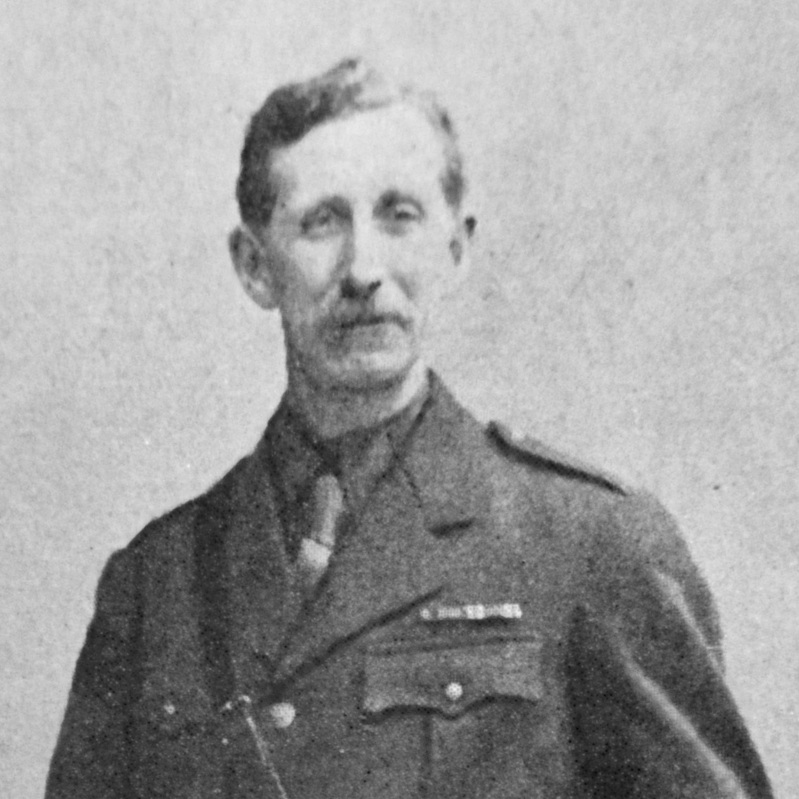
الدبلوماسي الفرنسي فرانسوا جورج بيكو.

لم يكتف الحسين بذلك، وأوفد فؤاد الخطيب إلى القاهرة لشرح موقفه من محادثات جدة، مما دفع بمسؤولي القاهرة إلى إبلاغ سايكس بعدم استيعاب الحسين لما طرحه مع بيكو، وهو يفهم أن العراق وسوريا مستقلتان يتبعان للدولة العربية الموحدة بلا شروط، وأشار كلايتون في رسالة إلى سايكس بقوله: «لم يفهم أبدا الوضع كما عرض إليه بشأن سوريا والعراق في اجتماعكم المشترك، أو على الأقل فهو يصمم أن لا يفهم الوضع وأن يخرج من المقابلة بتفسيره هو، إلا أنني أظن أن الأحداث ستكون أقوى منه، وأنه في نهاية الأمر سيضطر إما أن يقبل الأمور كما هي أو أن يسقط». عبر الحسين في اجتماع جمعه بلورنس عن رفضه القاطع إلحاق بيروت ولبنان بفرنسا وأنها أقطار عربية، كما رفض الدخول في بحث تفصيلي حول الحدود، وحجته كانت أن الحرب لم تنته بعد. كان الحسين يعتقد أن الوجود الفرنسي في سوريا احتلالا وقتيًا ولأسباب إستراتيجية وسياسية، وأكد هذه الحقيقة عند اجتماعه بالمعتمد البريطاني في جدة في منحه لفرنسا ما لبريطانيا في العراق، مع بقاء سوريا بمدنها المختلفة حمص وحماة وطرابلس ضمن حدود الدولة العربية المتفق عليها، لكن المعتمد البريطاني ولسن اعتبر هذه المدن ضمن منطقة النفوذ الفرنسي. بعد أن نفذت معاهدة سايكس وبيكو ظهر موقف الملك حسين من المعاهدة في افتتاحية أحد أعداد جريدة القبلة في مقال تحت عنوان القضية العربية في دورها الجديد، وجاء فيها: «وأنه لو فهم من سايكس وبيكو بوجود ترتيبات تتنافى مع الأهداف العربية لتخلى عن تحالفه مع بريطانيا، ووافق على عقد صلح منفرد مع الأتراك، الذين وافقوا على استقلال العرب التام وتحقيق كافة مطاليبهم بضمان ألمانيا».
وُقعت اتفاقية سايكس بيكو بين كل من فرنسا وبريطانيا على اقتسام الدول العربية الواقعة شرقي المتوسط عام 1916، وتم الوصول ذلك في شهري أبريل ومايو على صورة تبادل وثائق بين وزارات خارجية الدول الثلاث: فرنسا وبريطانيا والإمبراطورية الروسية، وأسفرت مفاوضات الدول عن اتفاقية ثلاثية لتحديد مناطق نفوذ كل دولة: استيلاء فرنسا على غرب سوريا ولبنان وولاية أضنة. استيلاء بريطانيا على منطقة جنوب وأواسط العراق بما فيها مدينة بغداد، وكذلك ميناء عكا وحيفا في فلسطين. استيلاء روسيا على الولايات الأرمنية في تركيا وشمال كردستان. المنطقة المحصورة بين الأقاليم التي تحصل عليها فرنسا، وتلك التي تحصل عليها بريطانيا تكون اتحاد دول عربية أو دول عربية موحدة، ومع ذلك فإن هذه الدولة تقسم إلى مناطق نفوذ بريطانية وفرنسية، ويشمل النفوذ الفرنسي شرق بلاد الشام وولاية الموصل، بينما النفوذ البريطاني يمتد إلى شرق الأردن والجزء الشمالي من ولاية بغداد وحتى الحدود الإيرانية. يخضع الجزء الباقي من فلسطين لإدارة دولية. يصبح ميناء إسكندرون حرًا.

#### القضية الفلسطينية

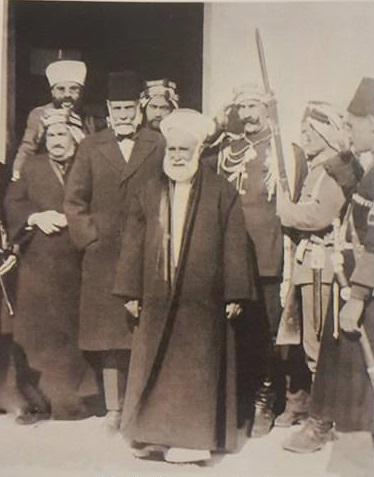
الشريف حسين بن علي في بيت المقدس.

أثار وعد بلفور 2 نوفمبر 1917 موجة من السخط والاحتجاج لدى الأوساط العربية، في بادئ الأمر لم يصدر عن الحسين فقام السوريين المقيمين في مصر بالاتصال بالحسين عن طريق الفاروقي ممثله في القاهرة، أفهم الفاروقي السوريين باقتناع الحسين بالبرنامج البريطاني المتعلق بمستقبل فلسطين، لكن السوريون عزموا على الاجتماع المباشر بالهاشميين للكشف عن موقفهم، فبعثوا بحقي العظم ممثلا عنهم، لكن الاجتماع بالحسين وابنه فيصل لم يكن موفقًا، وأخفق العظم في دفع الأمير فيصل إلى التأثير في والده للاحتجاج ضد وعد بلفور مما دفع بالعظم للارتياب بسياسة الأشراف إزاء فلسطين. طلب الحسين من الحكومة البريطانية تفسيرًا واضحًا لوعد بلفور ومداه، فبادرت وزارة خارجية بريطانيا إلى إيفاد الدكتور هوغارث إلى الحسين لتسوية الإشكال، وحملته مذكرة شفهية تضمنت وجهة نظرها بالأوضاع الحالية للبلاد العربية، جاء فيها ثلاث نقاط، الأولى: عزم بريطانيا إتاحة الفرصة الكاملة أمام العرب لاستعادة كيانهم كباقي الامم، الثانية: تأكيد الحكومة البريطانية على رفضها خضوع شعب لشعب آخر في المنطقة، ونظرًا لأهمية فلسطين الدينية وبحكم مراكزها الدينية التي تمثل الأديان السماوية، فإن الأمر يقتضي إقامة نظام خاص بهذه المراكز، أما النقطة الاخيرة فتتعلق بعودة اليهود إلى فلسطين، حيث أبدت بريطانيا عطفها وعزمها على إزالة ما يعيق هذا المشروع على أن يتفق ذلك مع حرية الأهالي الموجودين. لم يبدي الحسين تعاطفه لفكرة الإشراف الدولي على فلسطين واستقرار اليهود فيها، وقبوله بالتدابير المناسبة لتأمين الأماكن المقدسة.

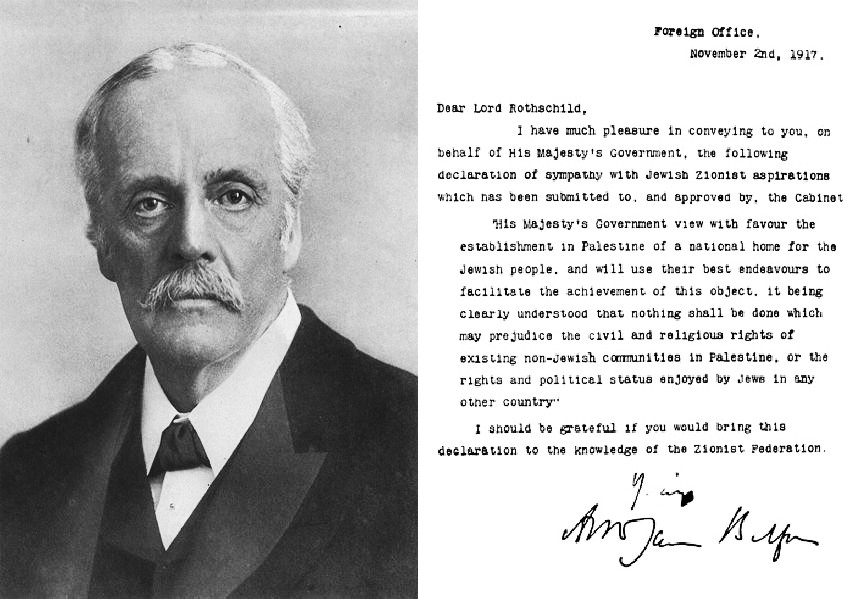
رسالة وعد بلفور.

فيما يتعلق بإقامة اليهود في فلسطين، لم ير الحسين في ذلك الأمر أكثر من كونه موضوعًا يتعلق بطائفة من أهل الذمة، وذهب إلى أنه لن يقبل قيام دولة يهودية مستقلة في فلسطين. لم يكن موقف الحسين من الموضوع مشجعًا لوجهة النظر البريطانية. أعلن الحسين موقفه من القضية الفلسطينية في مقالة نشرتها جريدة القبلة وقد جاء فيه: «لقد كان من أعجب الأمور قبل هذا العهد الأخير أن يزهد ابن فلسطين في بلاده ويتحول منها راكبا كل بحر إلى كل قطر لا يمسكه في تربته الأصلية تسليل آبائه واجداده فوق أديمها... هذا بينما نرى أجانب إسرائيليين ينسلون إليها من روسيا وألمانيا والنمسا وإسبانيا وأمريكا حتى ارتقى عددهم خمسة وثلاثين عاما من أربعة عشر ألف نسمة إلى خمسة وأربعين ألف».

#### محاولة التفاهم معالعثمانيين
مرت محاولات التفاهم بين رموز مملكة الحجاز والعثمانيين بثلاثة أدوار هامة لم تسفر عن نتائج إيجابية. تمثل الدور الأول بجهود جمال باشا، وتمثل الدوران الثاني والثالث بمفاوضات جمال باشا الصغير مع المسؤولين الحجازيين. ما إن انكشفت اتفاقية سايكس بيكو المتعلقة بالمشرق العربي، حتى كانت تفاصيلها بيد الحكومة العثمانية، التي سارعت لاستغلالها في اقناع الحسين بسحب قواته من خطوط القتال، وجاءت عروض العثمانيين للصلح عام 1917، حيث بعث جمال باشا بثلاث برسائل إلى القادة الحجازيين اثنتين منها إلى كل من الأمير فيصل وكان حينها في العقبة والقائد جعفر العسكري، وكانت الثالثة للأمير عبد الله، أوضح جمال في رسالاته أن الثورة في الحجاز ألحقت الضرر بالدولة العثمانية ووحدتها، وأشار إلى صعوبة الإقرار بالثورة بعد تكشف حقيقة الحلفاء وأطماعهم في العراق والشام وفلسطين، ودعى الأمير فيصل إلى الاجتماع لغرض تدارك الأمور، وإقرار جمال باشا في رسائله بالحكم الذاتي الكامل للولايات العربية، لكن هذه المحاولة انتهت برفض الحسين فكرة الصلح مع العثمانيين. الدور الثاني: مساعي جمال باشا الثاني أو الصغير ومرت مساعيه بدورين رئيسيين كان الأول عام 1918، حينما فاتح جمال الصغير الأمير فيصل بالتفاهم، ودعاه لعقد صلح، ولم يعارض فيصل فكرة الصلح شريطة انسحاب القوات العثمانية عن المدينة المنورة ومعان وجميع محطات سكة الحديد حتى عمان، ليحاول بعدها اقناع والده بمفاوضات الصلح، غير أن الحسين أصر على رفضه لمشروع الصلح. الدور الثالث من محاولة الصغير كان في 5 يونيو 1918، إذ قدَّم ثانيةً إلى فيصل الدعوة للتفاهم، أجاب فيصل بالقبول مقابل الشروط التالية: نقل جميع القوات العسكرية المرابطة على خط سكة الحديد بين المدينة إلى عمّان، والتحاق جميع الضباط العرب الموجودين في الأناضول والروميللي بالجيش العربي، ويوضع الجيش العربي تحت امرة قائده حالة اشتراكه بجانب الدولة العثمانية ضد العدو، تحصل سوريا على استقلالها الذاتي، تمتنع القوات العثمانية من الاستحواذ على أية كمية من المواد التموينية الموجودة في سوريا، لكن هذه المحاولة قوبلت من جديد برفض الحسين. قام الأمير فيصل بإعادة فتح المفاوضات مع جمال الصغير، ونقل إليه مطالبه المتمثلة بحرية واستقلال العرب ضمن اتحاد لا مركزي مع الدولة العثمانية، واذا ما أبدت الدولة استعدادها لذلك، فالعرب على استعداد للموافقة على الصلح، كما طالب بانسحاب القوات العثمانية عن البلاد العربية لإعلان استقلالها. رفع جمال الصغير مطالب فيصل إلى الأستانة فوافق عليها السلطان، وأصدر ارادته السنية في إقرار مطالب الجانب العربي، غير أن كلا من أنور وطلعت باشا أهملا الأمر، ولم يبلغا القوات العثمانية في سوريا بالأمر بعد الهزيمة النهائية التي لحقت بهذه القوات وخروجها من فلسطين، وبذلك فشلت آخر محاولة للصلح بين الهاشميين والدولة العثمانية خلال فترة الحرب.

## الحرب الحجازية النجدية

راية سلطنة نجد.

عندما قام الحسين بثورته على الدولة العثمانية رحب سلطان نجد عبد العزيز بن سعود بالفكرة وتبادل مع الحسين كتب الود والمجاملة، إلا أنه بعد أن أعلن الحسين نفسه ملكًا للعرب، بدأ الشك يتوجس في نجد مخافة أن يطمع الحسين في ضمها، فانطلق ابن سعود يحتج ويعترض ويطلب تحديد الحدود التي تفصل نجد عن الحجاز. زاد الأمر سوءًا بين الطرفين عندما أخذت دعوة نجد في النشاط بين القبائل المتاخمة للحجازيين. أرسل الحسين حملات لتلك القبائل إلا أنها لم تنجح، ثم أوعز لابنه الأمير عبد الله أن يتجه إلى تربة والخرمة عام 1919 واصطدم مع قبائل عتيبة لكنه لم يستطع القضاء عليهم. استغل ابن سعود هذا الأمر وزحف على رأس جيشه إلى تربة فوافته قبل أن يصلها أخبار هزيمة الجيش الهاشمي. سعت بريطانيا للتدخل بين الطرفين ووضعوا ضمان مبدئي ينص على: ضمان بريطانيا بقاء الوضع الراهن في الحدود مع الحجاز، ضمان بريطانيا منع الحسين من أي عمل عدواني، ضمان بريطانيا الحج بالنسبة لرعاياه وسلامتهم في الحجاز. لكن هذه المساعي لم تجد طريقًا لتنفيذها. ما إن انتهت معركة الخرمة حتى بدأت مشكلة الحجاج من النجديين، وأساس المشكلة هي القيود التي عمد الحسين إلى فرضها على الحجاج النجديين القادمين للحج وما ترتب على ذلك من إعاقة لحجهم، كان الشرط الذي اشترطه الحسين بداية الأمر لقبول الرعايا النجديين للحج هو مجيئهم غير مسلحين، ثم أضاف شرطًا جديدًا مفاده رفض الحجاج النجديين، ما لم يتم التوصل إلى اتفاق نهائي مع عبد العزيز بن سعود. في حج عام 1922، عزم النجديين على الحج مسلحين، وأمر الحسين نجله فيصل بعزمه الانسحاب مع حكومته إلى جدة حالة تقدم الحجاج النجديين إلى بلاده، وبعد تدخل أطراف خارجية حج النجديون تحت إمرة أحد كبار أتباع ابن سعود وهو مساعد بن سويلم بعد أن حُدِّد عدد الوافدين إلى الحج، وساد شيء من التودد بين الطرفين تبادل خلاله الجانبان بعض الرسائل الودية، وأظهر الحسين ترحيبه بممثل ابن سعود والحجاج النجديين الذين قارب عددهم إلى 1800 شخص. كان هذا الموقف موقفًا وقتيًا حيث تردت علاقات الجانبين مجددًا، بسبب التوسعات التي بدأها عبد العزيز بن سعود في شبه الجزيرة العربية، إذ استولى على إمارة حائل وإمارة أبها في عسير، فضلا عن الهجمات التي أخذت تشنها قواته ضد شرق الأردن ومعان والسكة الحديدية.

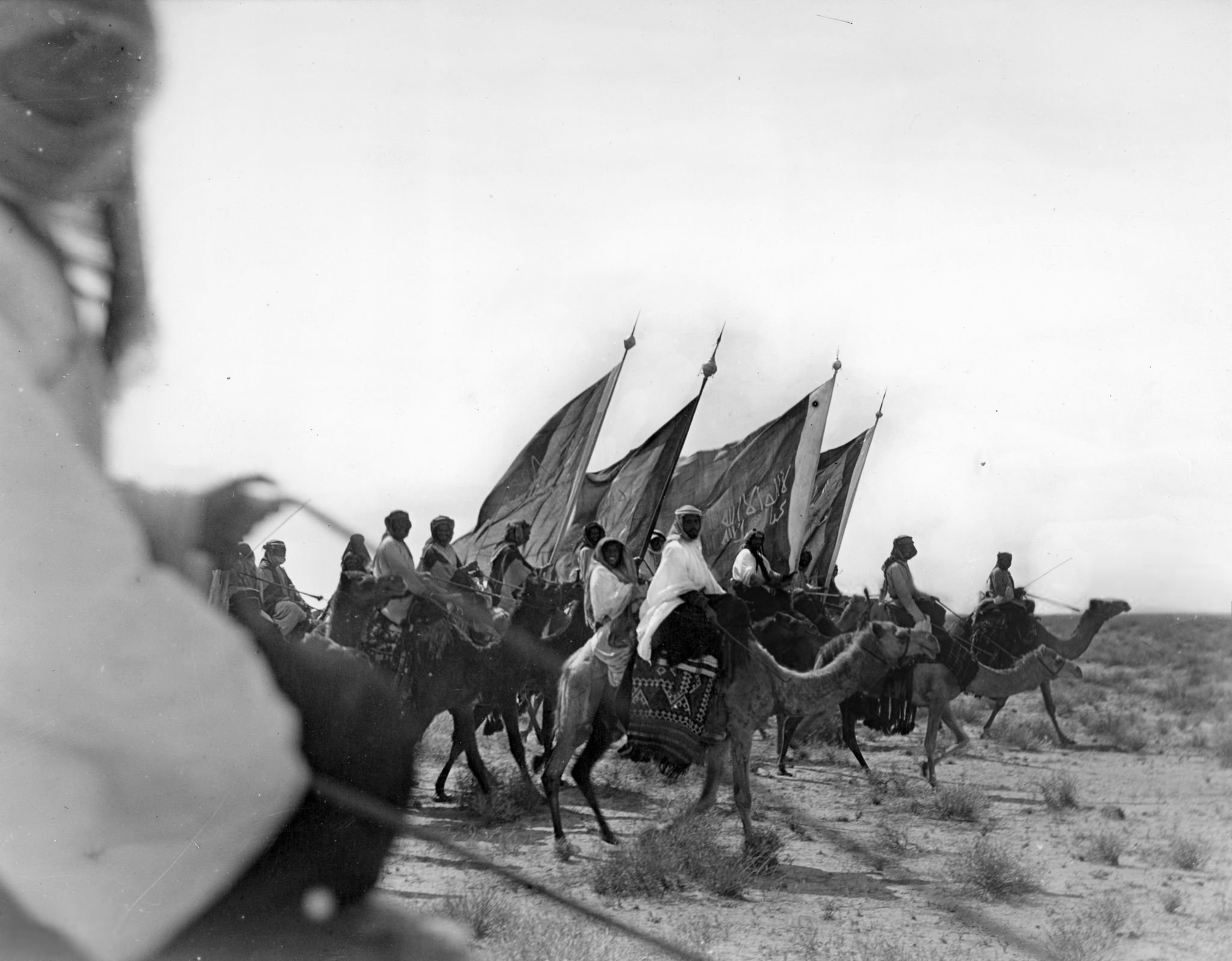
جيش إخوان من أطاع الله.

كان المؤتمر الذي عقدته بريطانيا في الكويت عام 1923 آخر محاولة لحل النزاع بين الحجازيين والنجديين، وضم كل من العراق وشرق الأردن لمعالجة مشاكلهما مع عبد العزيز بن سعود برعاية بريطانية، تم دعوة الملك حسين لإيفاد من يمثله في المؤتمر، إلا أنه رفض الدعوة لأنه كان يرى أن البريطانيين يميلون لابن سعود، وابتدأت الجلسة بغياب الممثل الحجازي، بينما وافق ابن سعود على الاشتراك في المؤتمر شريطة اقتصار الممثلين المشاركين على تمثيل مصالح بلادهم فقط. جدد المسؤولون البريطانيون دعوتهم إلى الحسين لحضور المؤتمر في دورته الثانية، ووافق الحسين على إيفاد نجله الأمير زيد ممثلا عنه في المؤتمر، شريطة إيفاد ابن سعود أحد أبنائه أيضًا، واشترط انسحاب جميع الحكام العرب في الجزيرة ويريد بذلك عبد العزيز بن سعود بالدرجة الرئيسية إلى ما كان عليه آباؤه وأجداده، فكان على ابن سعود التنازل عن واحتي الخرمة وتربة وإمارة حائل لآل رشيد، وإمارة أبها لآل عايض والجوف لشرقي الأردن، إلا أن عبد العزيز بن سعود رفض أن يوفد أحد أبنائه للمؤتمر بحجة ثقته التامة بمندوبيه، فلم يسع حكومة الحجاز إلا أن تقابل هذا الموقف بالرفض، ليكون ذلك آخر محاولة في طريق تفاهم الطرفين.
أعلن الملك الحسين بن علي نفسه خليفةً للمسلمين في 11 مارس 1924م في عمّان بعد إعلان كمال أتاتورك رئيس جمهورية تركيا إلغاء الخلافة الإسلامية، وتلقى الحسين البيعة من الناس في الحجاز والشام ومن الحجاج في ذلك العام. وعند عودته للحجاز اتخذ إجراءات تأسيس مجلس شوري خاص بالمنصب الجديد ضم عددا من علماء الدين المسلمين من مختلف الأقطار الإسلامية. كان ابن سعود من أكبر من عارضوا خطوة الحسين، فقام بتحريك القوات النجدية باتجاه الطائف في أغسطس عام 1924، بقيادة كل من: خالد بن لؤي وسلطان بن بجاد بطلا معركة تربة، وتمكنت من اكتساح مخافر الحدود الأمامية، وواصلت تقدمها نحو الطائف، فيما سارع الحسين وبعد سماعه بهذه الأخبار إلى إرسال نجله الأمير علي مع عدد من قواته لدرء الخطر الذي يهدد الطائف، إلا أن الأمير أخفق في إيقافهم، وفشل في خطته التي ارتآها بالانسحاب عن المدينة، استعدادا لمواجهتهم، فقد أربك انسحابه على وضع المدينة بعد خلوها من القيادة والقوات الكافية، مما سهل مهمة في اقتحام الطائف وسقوطها بيد القوات النجدية في 3 سبتمبر 1924م، كان انسحاب الأمير علي إلى منطقة الهدا استعدادًا لوقف التقدم النجدي نحو مكة، لكن هذا الانسحاب لم يغير النتيجة، إذ تمكن النجديون من دحر علي في معركة سميت باسم الموقع الذي دارت فيه معركة الهدا وذلك في حوالي 26 سبتمبر 1924.

### الملك علي بن الحسين الهاشمي

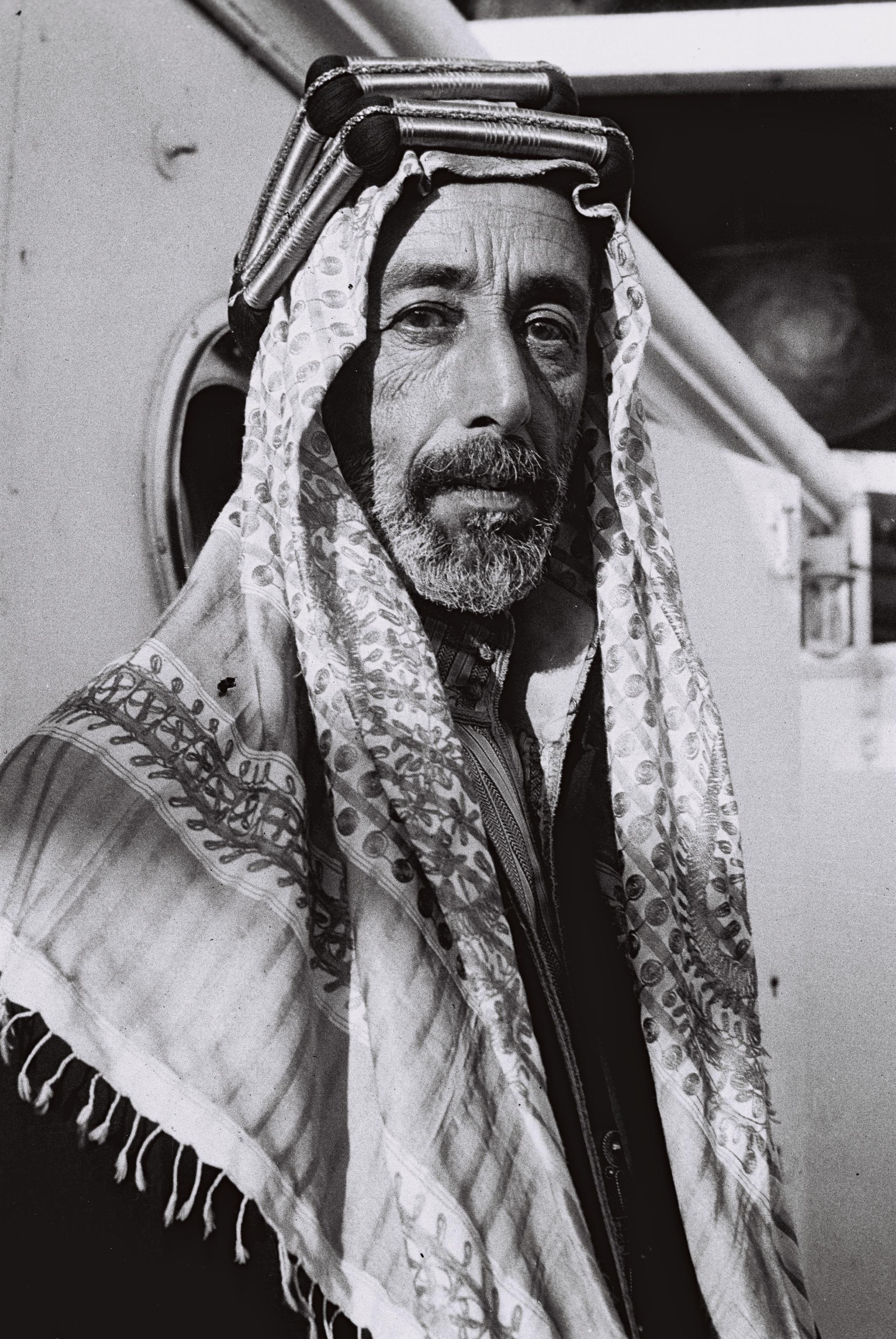
الملك علي بن الحسين آخر ملوك الحجاز.

بعد هزيمة القوات الحجازية في معركةالطائف وقرب القوات النجدية من مكة عاصمة المملكة الحجازية، ارتأى أعيان جدة بعد التشاور مع أعيان مكة تأسيس الحزب الوطني الحجازي لمطالبة الحسين بالتنازل عن العرش لنجله علي بن الحسين، في هدف إيقاف القتال، وأكدوا على الأمير علي لدى اجتماعهم به في جدة قبول منصب والده، ولم يوقفهم اعتذاره عن ذلك، وواصلوا خطوتهم هذه وابرقوا للحسين بمكة في 3 أكتوبر 1924 يبلغوه بإجماع أهل الحجاز على تنازله لنجله علي، بعد فناء الجيش وانتشار الفوضى في البلاد، وذهبت البرقية وأوضحت صلاحيات الملك الجديد حيث سيكون: ملكًا على الحجاز فقط، مقيدًا بالدستور على شريطة أن ينزل على رأي المسلمين وأهل الحجاز في تحقيق آمالهم ورغائبهم في إصلاح شؤون البلاد المادية والمعنوية. واقترحت هذه الجماعة في برقيتها تشكيل مجلسين أحدهما نيابي وطني لإدارة الأمور الداخلية والخارجية والآخر شوري يتكون من أعضاء منتخبين من المسلمين على اختلاف بلادهم، ومهمته الإرشاد وتقديم العون لإصلاح شؤون البلاد المختلفة. مع استجابة الحسين لهذه الدعوة فإنه رفض موافقتهم تنصيب نجله من بعده، الأمر الذي دفع كبار أهل الحجاز إلى تجديد دعوتها لإنقاذ الموقف الحرج، وحملوه مسؤولية الأرواح التي ستزهق جراء القتال إذا ما أصر على موقفه. أبرق الملك حسين في 4 أكتوبر 1924 لأعيان الحجاز يطلب إرسال من يختارونه لإشغال منصبه والإسراع في ذلك، ونودي بالأمير علي ملكًا على الحجاز فقط، وجرت له البيعة في نفس اليوم 4 أكتوبر على أن يخضع للشروط الدستورية المنوه عنها من قبل، والمتمثلة في خضوعه لإرادة الأمة والتقيد بالدستور، وأن يشكل في البلاد مجلسًا نيابيًا ينتخب أعضاؤه من المدن الحجازية بموجب قانون أساسي يضعه مجلس تأسيسي لتولي إدارة البلاد بشؤونه الداخلية والخارجية، بواسطة وزارة دستورية مسؤولة أمام المجلس ولحين تشكيل المجلس النيابي قرر إحالة أعمال الحكومة إلى هيأة يتم تشكيلها لمراقبة هذه الأعمال، ولا يمكن اتخاذ أي إجراء دون تصديق الهيأة المذكورة. لذا وبموجب الشروط كان على الملك علي أن يخضع لنظام دستوري في الحكم وأن تحصر سلطاته على الحجاز فقط، إضافة إلى نقطة أخرى وهي ترك مسألة الخلافة للعالم الإسلامي.
اعترض الحسين على شكل النظام الجديد في الحجاز وأعرب عن احتجاجه على طبيعة الحكم الدستوري لتعارض الخطوة مع أهداف نهضته المتمثلة في استقلال البلاد العربية بحدودها المتفق عليها عام 1916، غير أن اعتراضات الحسين وحتى التغيير الذي أصاب نظام الحكم لم يغيرا من حقيقة الموقف شيء، أو أن يكون له أثر في إيقاف التقدم النجدي نحو مكة. طلبت لجنة الأعيان المشتركة المتمثلة في الحزب الوطني الحجازي من الحسين بعد بيعتها لنجله علي بالملكية ترك البلاد لتهيئة الأوضاع، فترك الحسين مكة وتوجه إلى جدة ووصلها في 9 أكتوبر 1924 ولم يمكث بها سوى ستة أيام، وغادرها متجهًا إلى العقبة المقر الذي ارتأى الإقامة فيه، ثم ما لبث أن استقر في قبرص. وصل الملك علي إلى مكة بعد إتمام مراسيم بيعته في جدة لتولي مهام منصبه الجديد، ولم تطل إقامته في مكة لأكثر من أسبوع اضطر بعدها إلى إخلائها والانتقال إلى جدة، بعد تيقنه من عجز قواته عن مقاومة التقدم النجدي الذي وصل منطقة الزيمة القريبة من مكة، حيث لم يبق معه من القوات أكثر من 200 عسكري، هذا إلى جانب اقتراح لجنة الأعيان على الملك علي بالانسحاب إلى جدة، منعًا لإراقة الدماء وحرمةً للأماكن المقدسة، فعمد إلى مغادرتها إلى جدة وذلك في 14 أكتوبر، وانسحبت معه قواته بناءً على أوامره، بعد فشله بالدخول في مفاوضات صلح مع ابن سعود الذي التي شارفت قواته على ضواحي مكة.

## مرحلة السقوط

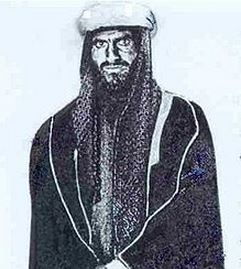
سلطان بن بجاد أحد قادة الإخوان في الحرب النجدية ضد مملكة الحجاز.

واصل جيش نجد تقدمهم نحو مكة مستغلين فرصة تنازل الحسين وانتشار الفوضى في البلاد، فدخلوها في 16 أكتوبر بقيادة خالد بن لؤي وسلطان بن بجاد. أوقف ابن سعود تقدم قواته إلى جدة لحين وصوله مكة والإشراف على إدارتها مباشرة، فرابطت قواته في مكة فيما تولى قائدة خالد بن لؤي زمام الأمور كحاكم على مكة لحين وصول ابن سعود. دخل ابن سعود مكة في 4 ديسمبر 1924 وألقى على أهلها كلمة طمأنهم فيها على مستقبلهم، وأشار إلى تطبيق أحكام القرآن والسنة النبوية والتشاور لما فيه خير الطرفين. كانت لجنة الأعيان المشتركة قد ناشدت عبد العزيز بن سعود قبل دخوله مكة في 4 ديسمبر بترك الحجاز لأهله الذين لا دخل لهم بالنزاع، وأكدت في كتابها انتهاء سلطة الحسين المطلقة بإنزالها إياه عن العرش ومبايعتهم ابنه علي ملكًا على الحجاز فقط، وعلى أن ينزل على رأي المسلمين أو أن يوقف الجيوش عند آخر نقطة بلغتها، غير أن ابن سعود كان مصرًا على موقفه في إخراج الحسين وعائلته من الحجاز، واعدًا أهالي جدة بالأمان إذا ما غادر الحسين وعائلته، عاودت لجنة الأعيان المشتركة مساعيها مجددًا وارتأت الاتصال بقادة عبد العزيز بن سعود في مكة، وتبادلوا معه الرسائل وصولا إلى ما ينهي القتال، طالبوهم فيها الموافقة على قدوم وفد حجازي إلى مكة للتفاهم على هدنة بين الطرفين حقنا للدماء لحين مجيء الوفود الإسلامية التي طلبت اللجنة قدومها، وبالتحديد جمعية الخلافة في الهند، فغادر الوفد الحجازي والتقى بخالد بن لؤي، لكن الوفد الحجازي عاد وأبلغ لجنة الأعيان على حمل الملك علي على التنازل، لكن ولمَّا لم تتفق اللجنة على عزل الملك علي أعلن محمد الطويل رئيس اللجنة انتهاء مهمتها وحلها، ورفع أهالي جدة في حوالي 22 أكتوبر مضبطة إلى رئيس الحكومة الحجازية طالبوا فيها الملك بالتخلي عن الدفاع عن جدة، إلا أن الملك عارضهم. قام كل من جون فيلبي وأمين الريحاني طالب النقيب بمحاولات مستقلة لحل النزاع بين الملك علي والسلطان عبد العزيز لكن هذه المحاولات بائت بالفشل، ثم قام الملك فؤاد بإرسال بعثة مصرية للحجاز بغرض إبرام صلح بين الطرفين لكن هذه المحاولة كغيرها من المحاولات لم تجد طريقًا للنجاح.

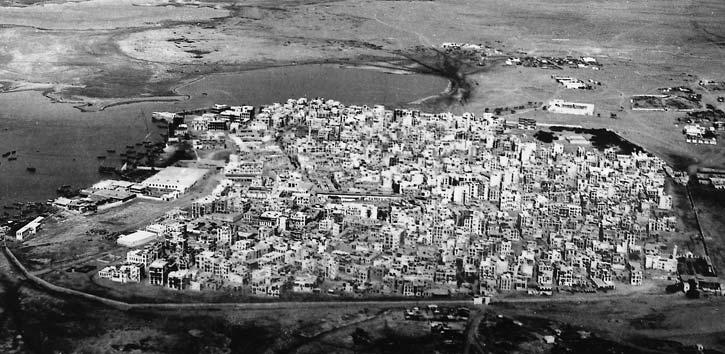
جدة التي جرى تسليمها في اتفاقية سميت باتفاقية تسليم جدة في صورة التقطت عام 1938.

مكث ابن سعود عدة أشهر في مكة قبل أن يجهز على جدة مقر الملك علي، حيث استكمل خلالها استعداداته العسكرية واستطاع دخول بعض المواقع الاستراتيجية المتمثلة بثغور القنفذة والليث ورابغ، واستطلع أوضاع الأجزاء الأخرى من المملكة الحجازية، التي كانت تسير من سيئ إلى أسوأ، بتاريخ 2 يناير 1925 تحركت القوات النجدية إلى جدة ووصلت طلائعها إلى سهل جدة، لم يحصل في بداية الأمر صدام مباشر بين طلائع القوات النجدية والقوات الحجازية، واقتصر الأمر على مناوشات بسيطة، اندفعت بعدها القوات النجدية إلى مهاجمة خط الدفاع المحيط بجدة فاحتلت بعض المواقع المجاورة كالنزلة اليمانية ونزلة بني مالك ومنطقة الرويس. لم تتم المواجهة بين الجيشين حتى مارس 1925 عندما قامت القوات الحجازية بالخروج عن المدينة، واشتبكت مع القوات النجدية، شمل الاشتباك مدن شمال الحجاز، كينبع ومدائن صالح والعلا وينبع النخل والعوالي وبدر، في هدف إحكام حصار المدينة المنورة، وتمكنت القوات النجدية من دخول ينبع النخل وضباء وأملج والوجه في مايو 1925، وتم دخول المدينة في ديسمبر 1925 بعد حصار دام عشرة أشهر.

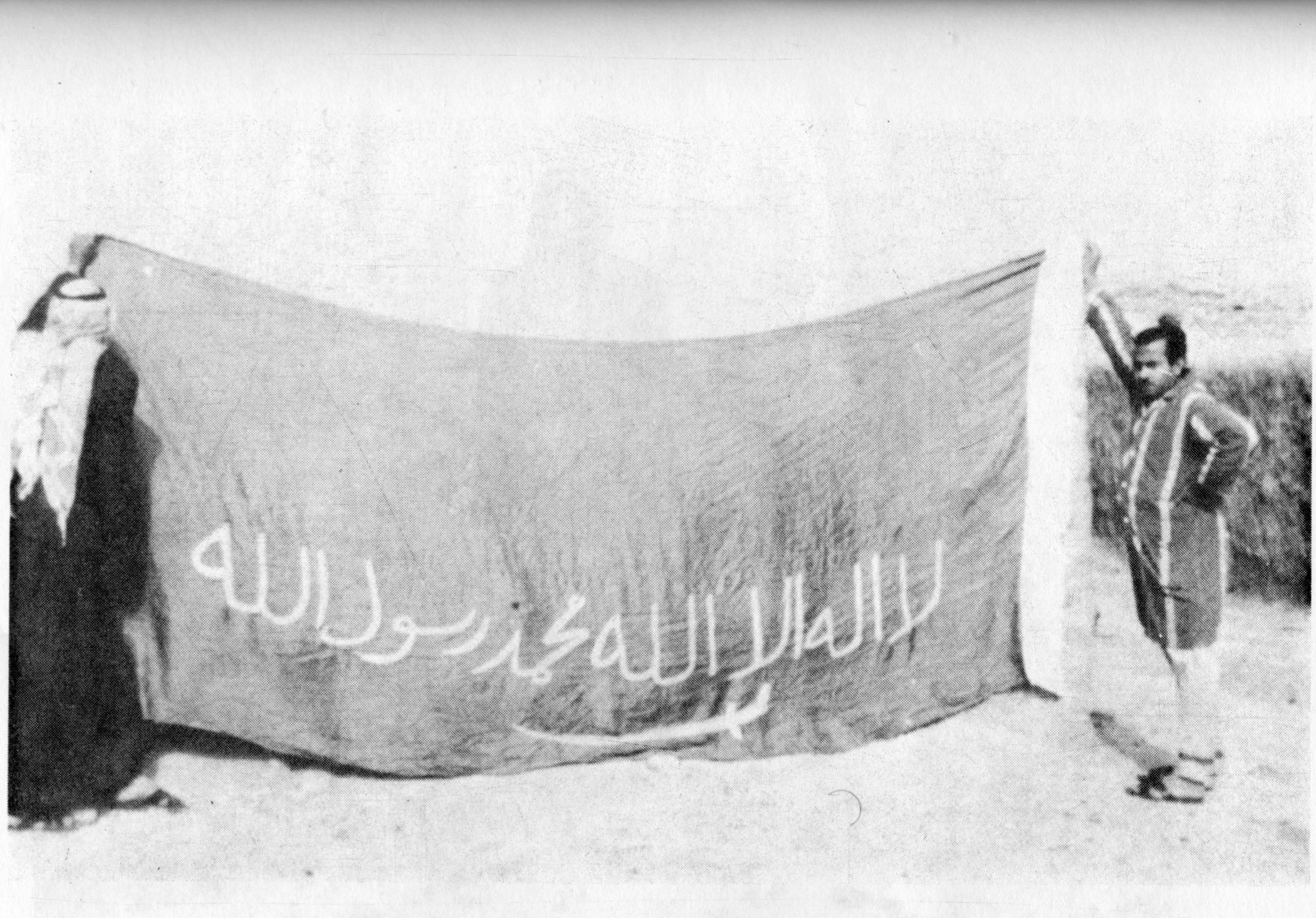
راية الإخوان وهم أساس القوات السعودية المشاركة في حروب توحيد السعودية.

أما جبهة جدة فاستمر فيها الهدوء لحلول موسم الحج، حيث عمد ابن سعود ولتسهيل مقدم الوافدين إلى الحج إلى سحب قواته من جبهة جدة، استأنف بعدها حصاره للمدينة التي أخذت أوضاعها بالتردي بعد أن كابدت حصارًا قاسيًا دام عام تقريبًا، اضطر الملك علي أثرها في 17 ديسمبر 1925 الموافق 1 جمادى الآخرة 1344 هـ، على تسليم جدة وفق اتفاقية سميت اتفاقية تسليم جدة ونصت على: ضمان ابن سعود لسلامة أهالي جدة بما فيهم الموظفين والعسكريين، تسليم الملك علي أسرى الحرب الموجودين إن وجدوا، تعهد عبد العزيز بن سعود بمنح العفو العام، تسليم جميع الأسلحة والعتاد إلى عبد العزيز بن سعود، يتعهد الملك علي بعدم إتلاف أي قطعة من الأسلحة التي تحت يد قواته، يتعهد ابن سعود بتسفير الضباط والجنود الراغبين في العودة إلى أوطانهم إن رغبوا، يتعهد ابن سعود بتوزيع خمسة آلاف جنيه على الضباط والجنود الموجودين في جدة، يتعهد بإبقاء جميع الموظفين المدنيين الذين يجد فيهم الكفاية والأمانة، يتعهد بالسماح للملك علي لنقل أمتعته وأثاثه وسيارته، يتعقد بمنح ممتلكاته الشخصية في الحجاز شريطة أن تكون موروثة، على الملك علي مغادرة جدة قبل يوم الثلاثاء القادم، تصبح البواخر الحجازية ملكا لابن سعود، يتعهد الملك علي ورجاله وسكان جدة بعدم بيع أو إخراج أي شيء من أملاك الحجاز، يتمتع أهالي ينبع من مدنيين عسكريين بالحقوق والامتيازات السالفة فيما يتعلق بتوزيع النقود، يتعهد عبد العزيز بن سعود بالعفو عن عدد من الأشخاص اتفق على أسمائهم، لا يعتبر عبد العزيز بن سعود مسؤولا عن تنفيذ هذه الشروط حالة إخلال الطرف المقابل بأحد موادها، يتعهد الطرفان بالكف عن أي عمل عدائي خلال سير هذه المفاوضات. أبحر الملك علي إلى عدن في 22 ديسمبر على متن باخرة بريطانية متوجهًا إلى بغداد ليستقر إلى جانب أخيه الملك فيصل، وأودعت إدارة جدة إلى سلطة محلية تتولى مهمة تسليمها لابن سعود ريثما يتوجه إليها، حيث دخلها بعد يومين من مغادرة علي للبلاد أي في 24 ديسمبر، تنتهي بذلك أول دولة عربية في القرن العشرين، بعد عمر دام تسع سنوات وبضعة أشهر، وبذلك أصبحت كافة المناطق الحجازية تحت سيطرة ابن سعود.

## العلاقات الخارجية

### بريطانيا

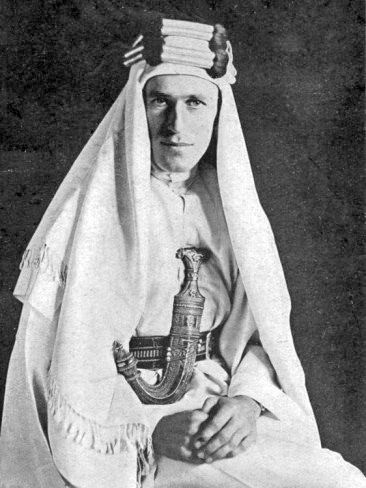
توماس إدوارد لورنس المشهور بلورنس العرب الذي قاد المفاوضات الأولى مع الملك الحسين سنة 1921 لإبرام معاهدة بين بريطانيا ومملكة الحجاز.

دُعي الحجاز إلى مؤتمر الصلح الذي انعقد في باريس سنة 1919 بصفته دولة حليفة ساهمت في المجهود الحربي، وكانت الدعوة موجهة من بريطانيا إلى الحسين، الذي بدوره رشح ابنه فيصل لحضور المؤتمر، كان موقف الوفد الحجازي حرجا للغاية، فقد أراد فيصل أن يكون ممثلًا عن مملكة الحجاز والبلاد العربية، بينما الحلفاء أرادوا تمثيله عن الحجاز فقط، فكان بداية الاصطدام مع بريطانيا وفرنسا ومطامعهما في البلاد العربية، وما لحقها من المشكلة الفلسطينية والانتداب على البلاد العربية. حاول فيصل في مؤتمر الصلح إبعاد فرنسا عن أهدافها في السيطرة على سوريا، في الوقت الذي بدأت فيه بريطانيا بتنفيذ التزامها حيال حليفتها بشأن سوريا وامرت بسحب جيوشها عن الأخيرة تمهيدا لدخول القوات الفرنسية، صاحب ذلك تحاشي مسؤولي بريطانيا من بحث هذا الموضوع مع الملك حسين، وتوجت بريطانيا مواقفها ضد الملك حسين والدول العربية بالتزاماتها في مؤتمر سان ريمو في 25 أبريل 1920 بإقرارها مبدأ الانتداب على أقطار المشرق العربي وبما ينسجم مع مصالح حليفتها فرنسا. طالب الحسين من خلال رسائله مع مكماهون بأمله في التزام بريطانيا بوعودها معه، مطالبته باستقلال العراق وسوريا وشبه الجزيرة العربية وفلسطين بأي وسيلة كانت، واعدًا باستمرار العرب على حماية مصالح بريطانيا في المنطقة. وكان الحسين قد رفض التوقيع على معاهدة فرساي في 28 يونيو 1919 ومعاهدة سيفر في 10 أغسطس 1920 لإقرارهما مبدأ الانتداب على البلاد العربية، وبما تضمنه من دعم لسياسة إنشاء وطن قومي لليهود في فلسطين. حاول الأمير فيصل معالجة القضية السورية في عصبة الأمم، وتلقى تعليمات من بوالده بعدم الذهاب إلى فرنسا، وأن يقتصر مباحثاته مع الحكومة البريطانية فقط، واقتصار المباحثات على رسائل مكماهون دون سواها. عقد فيصل اجتماعه مع البريطانيين في الفترة بين عام 1920 وعام 1921 لكن هذه المباحثات لم تثني الحلفاء عن فكرة الانتداب واستقلال البلاد العربية، واستقر رأيها على الموافقة على تنصيب فيصل ملكًا على العراق.

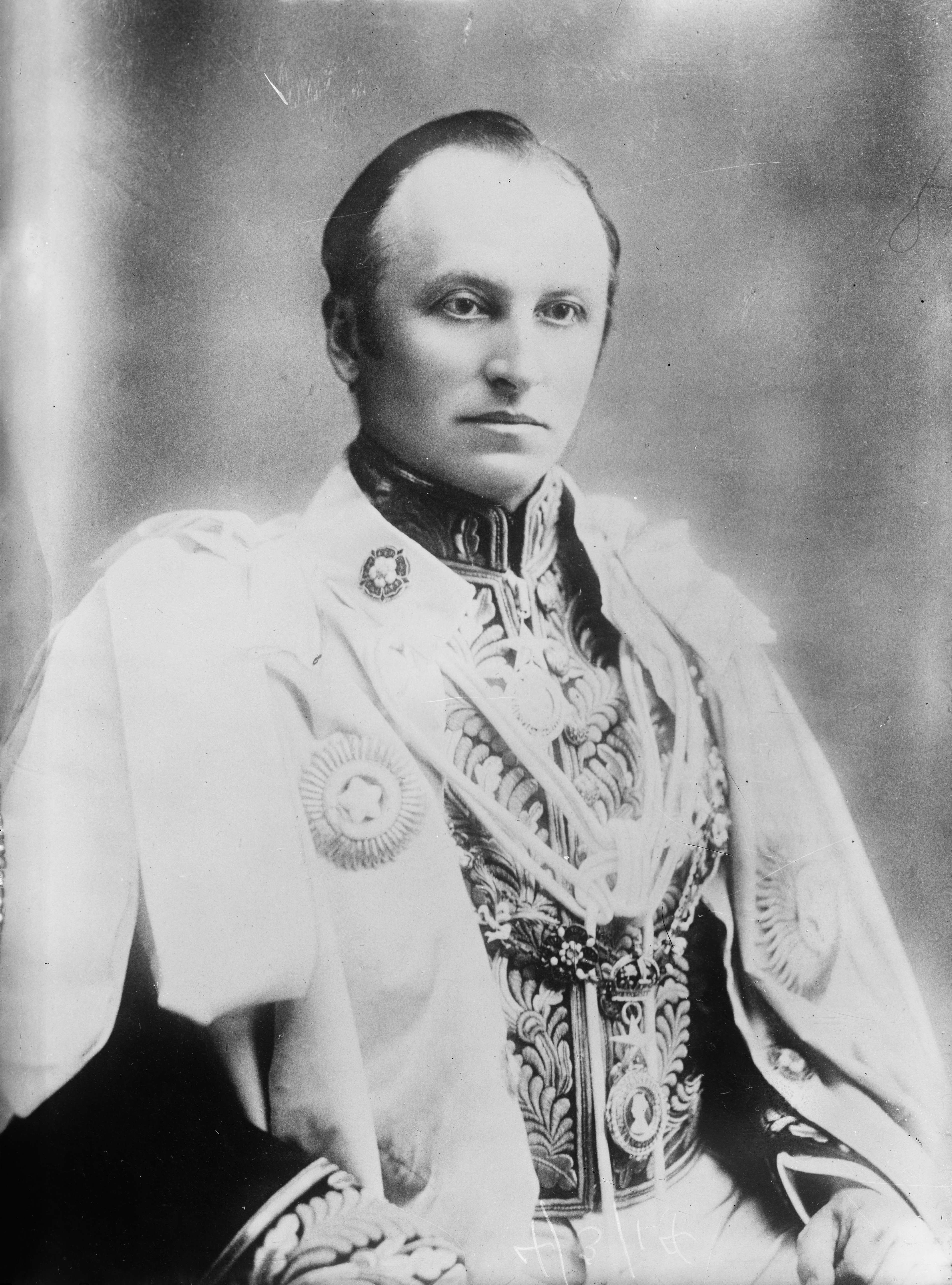
اللورد كرزون وزير الدولة للشؤون الخارجية البريطانية الذي فاوضه ناجي الأصيل ممثل الحسين في المفاوضات الثانية سنة 1923 لإبرام معاهدة بين بريطانيا ومملكة الحجاز.

حاولت الحكومة البريطانية فرض سيادتها على الحجاز عن طريق معاهدة مرتين، كانت الأولى سنة 1921، أما الثانية فكانت في سنة 1923، ولم تنجح المحاولتين. كانت الأولى عندما حاولت الحكومة البريطانية بعد انتهاء مؤتمر القاهرة 1921 تحديد علاقاتها مع الحكومة الهاشمية ضمن السياسة التي اختطها المؤتمر في الشرق الأوسط من خلال معاهدة مع الحسين من شأنها إقناعه بالموافقة على سياستها في المنطقة، وقد تم إعداد مسودة المعاهدة المقترحة من قبل لجان ارتباط دوائر الشرق الأوسط التي عقدت في وزارة المستعمرات إلى جانب مسودة تصريح يقر فيه الحسين السياسة الانتدابية في المنطقة، تولى مهمة المفاوضات مع الحسين لورنس العرب، وبعد أشهر طويلة من المفاوضات، وبسبب اختلاف الأطراف على بنود الانتداب واستقلال العرب وقضية حدود الحجاز مع نجد وعسير فشل الطرفان في توقيع المعاهدة. المحاولة الثانية كانت سنة 1923، حين دارت مباحثات بين ناجي الأصيل واللورد كرزون على أثر محاولة الحلفاء التوصل إلى تسوية مع الأتراك في اجتماعات مؤتمر لوزان التي بدأت منذ نوفمبر 1922، حاول الحسين استغلال هذه المناسبة والتفاوض مع بريطانيا لما يمكن التوصل إليه، وأبلغ وزارة خارجيتها بطلب الاشتراك في المؤتمر، لكن تجاهل بريطانيا لطلبه دفعه للمشاركة دون أن توجه له دعوة رسمية، وانتدب الدكتور ناجي الأصيل ممثلا عنه في المؤتمر، الذي حمل معه المعاهدة الأولى التي فشل الطرفان في التوقيع عليها، سلم الأصيل اللورد كرزون مذكرة من الملك حسين كرر فيها مطالبه الثابتة في تنفيذ الوعود المقطوعة للعرب، وعقد معه عدة اجتماعات تمخضت عن اتفاق مبدئي بين الطرفين بشأن مشروع معاهدة جديدة تنظم علاقة الدولتين. لكن بعد الضغوط الفلسطينية التي مورست على الملك الحسين، طلبت الحكومة الحجازية من وزارة الخارجية البريطانية الموافقة على الاقتراحات المتقدمة بشأن فلسطين، لكن بريطانيا بعثت مذكرة إلى الحسين ضمنتها موقفها واصرارها على تنفيذ وعد بلفور، وانتهت المفاوضات بعدم إقرار الحسين على المعاهدة بصيغتها البريطانية.

### روسيا السوفيتية
كانت سياسة روسيا قبل وبعد اندلاع الحرب العالمية الأولى على اتفاق مع سياسة الحلفاء وخاصة فيما يتعلق بالاستعمارية منها، لكن بعد قيام ثورة أكتوبر الاشتراكية سنة 1917 تغيرت سياسة روسيا الخارجية، والتي تمثلت خطوتها الأولى بفضح مخططات الحلفاء الاستعمارية المتمثلة في معاهدة سايكس بيكو. كانت العلاقة بين الحجاز وروسيا السوفيتية تتسم بنوع من الجفوة والنفور تماشيًا مع موقف بريطانيا الحليفة الرئيسية للحجاز. لكن سياسة الحجاز الخارجية كان لابد لها أن تتأثر بالتغيرات الجديدة التي طغت على السياسة الدولية، وبالذات السياسة البريطانية في المنطقة بعد انتهاء الحرب العالمية، ومن هنا كان الأمير فيصل قد حث والده خلال إقامته في إيطاليا سنة 1920 بعد هزيمته في سوريا بالالتفات إلى الاتحاد السوفييتي والاستفادة من دعوته الموجهة إلى أقطار الشرق للتحرر والاستقلال، ثم تطورت العلاقة إلى لقاءات دبلوماسية مباشرة بين مسؤولي كل من الحجاز والجمهورية الروسية السوفيتية، تم هذا في مؤتمر لوزان سنة 1922 بين ناجي الأصيل ممثل الحجاز في المؤتمر، وجورجي تشيشيرين وزير الخارجية السوفييتي ورئيس وفده للمؤتمر، تناول اللقاء نقطتين تتعلق الأولى برغبة الحسين في تزعم العرب جمعيًا، ثم العمل على إقامة علاقات دبلوماسية بين البلدين، بخصوص النقطة الأولى أوضح تشيشيرين أنهم متعاطفون مع توحيد الشعب العربي، ولكنهم لا يستطيعون التدخل في مسألة ما إذا كان هذا التوحيد مرغوبًا فيه بشكل اتحاد تحت زعامة الحسين أو بشكل آخر. في روما 1924 تكلل اجتماع الدولتين بالاتفاق على التبادل الدبلوماسي، وتقرر أن يكون لجمهورية روسيا السوفيتية في الحجاز ممثلية وقنصلية عامة، وأن يكون للحجاز بالمقابل بعثة رسمية في موسكو، كان كريم عبد الغفور وفيج حكيموف أول ممثل وقنصل سوفييتي عام لدى الحجاز في 9 أغسطس من نفس العام، وكان أول مبعوث دبلوماسي حجازي لدى الاتحاد السوفيتي كان الأمير حبيب لطف الله، غير أنه لم تسنح للحسين فرصة متابعة علاقاته الجديدة، بعد اضطراره للتنازل عن العرش في نفس الشهر الذي استقرت فيه سفارته في موسكو إثر الحرب الحجازية النجدية، وعبر الاتحاد السوفييتي عن موقفه تجاه الحرب بأمله في خروج الحجاز من هذه المخاطر سالمًا.

### تركيا
كانت محاولات التقارب التي بذلتها الحجاز مع الأنظمة الجديدة التي جاءت بعد الحرب العالمية الأولى انعكاسًا لتدهور علاقاته بالحليفة الرئيسية بريطانيا، ورد فعل لسياستها التي خيبت آمال الحسين وتوقعاته وآمال الشعوب العربية. أبدى الحسين مظاهر التعاطف والنوايا الطيبة لحركة الكماليين ومن أن ثورته إنما جاءت ضد الاتحاديين، وبحكم مصالح الجانبين في سوريا بدأت محاولات التعاون ضد العدو الفرنسي المشترك، لم تكن هذه المحاولات خافية عن البريطانيين، الذين أخذوا يحذرون من تحركات الأمير فيصل، بعد أن تمكنوا من الوقوف على زيارته إلى مدينة حلب للاجتماع بمبعوثي مصطفى كمال أتاتورك، صعَّد الأمير فيصل من مساعيه للتفاهم مع الكماليين بعد إخراج الفرنسيين له من سوريا، وكلف مرافقه ساطع الحصري بالسفر إلى الأستانة للتباحث مع الكماليين بما يوصل إلى إعادة النظر في العلاقات القائمة بين الطرفين، فاجتمع الطرفان وطرح موقف العرب الحاضر وما يحيط بهم من ظروف، بما في ذلك محاولة تصحيح التصورات الخاطئة في ذهن الأتراك تجاه العرب، لم تكن المحادثات بنَّاءة ليتعذر استئنافها، اتصل الأمير فيصل بفريد بك وزير مالية الحكومة التركية بأنقرة، واستفساره عن مدى استعداد الأتراك لتمويل حركة العرب ضد فرنسا، أوضحت الحكومة الكمالية في أنقرة موقفها على لسان فريد بك بعد مرور شهرين على الاتصال بالأمير فيصل، فأكدت رغبتها في تحرير جميع الأقطار الإسلامية من احتلال الأجنبي وتقديم التضحية الممكنة، وأضافت: «إلا أننا لا نعلم ما هي العواطف التي تكنها نحونا اليوم الهيئة الحاكمة في الحجاز، غير أننا نظن أن هذه الحكومة خاضعة للتأثير الإنجليزي في الحجاز»، وأضافت المذكرة الجوابية إلى مساعدة سوريا والعراق لنيل استقلالهما واستعداد الحكومة الكمالية للتعاون مع أي جهة إسلامية في هذا السبيل، وأشارت إلى استعدادها لفسح المجال أمام الحركة المناوئة للفرنسيين في ممارسة نشاطها في هضبة الأناضول شريطه استصحاب عناصرها لبعض الأوراق اللازمة بهم. كان آخر ما جرى في العلاقات الحجازية التركية هو اللقاء المباشر الذي تم بين وفدي الدولتين في مؤتمر لوزان، أبلغ عصمت باشا وزير خارجية تركيا ورئيس وفدها للمؤتمر ناجي الأصيل رئيس الوفد الحجازي أن يبرق إلى جلالته الهاشمية بصفته الرئيس الأعلى للأمم العربية بأن عصمت باشا مخول السطلة التامة من حكومة أنقرة ليعلن أن تركيا لا تضمر أي عداء نحو العرب، وأن تركيا اعترفت بالاستقلال التام للبلاد العربية، وأن ذلك لا يقتصر على الحجاز وحده بل يتناول سوريا وفلسطين والعراق. لم تسفر محاولات التفاهم بين الجانبين الحجازي والتركي عن نتائج إيجابية، وتجمدت العلاقة بين البلدين حتى نهاية المملكة سنة 1925.

### سوريا

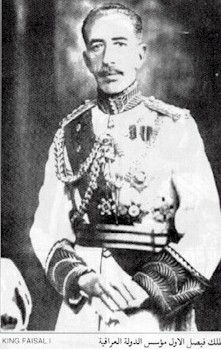
الملك فيصل الأول أحد أبناء الملك الحسين، أول ملوك المملكة العراقية (1921 - 1933) وملك سوريا (مارس 1920 - يوليو 1920).

لم تنته المفاوضات بين الأمير فيصل والحلفاء في مؤتمر الصلح في باريس إلى حل مرض بشأن سوريا، وأصرت فرنسا على فرض سيادتها على البلاد، وكانت آخر الجهود المبذولة للتفاهم هي محادثات فيصل مع جورج كليمانصو رئيس الوزراء الفرنسي في الفترة بين عام 1919 وعام 1920 والتي انتهت باتفاق مبدأي يقضي باستقلال شكلي لسوريا والاعتراف بانفصال لبنان سياسيا عنها، على أن يقوم مؤتمر الصلح بتعيين الحدود. لكن فيصل اعتذر عن توقيع الاتفاق لرفض السوريين له، ووعد بعرض المشروع عليهم واقناعهم بقبوله، لكنه فشل في ذلك لإصرار السوريين على رفضه، فضلا عن وقوف الحسين إلى جانبهم، والذي بعث برسالة إلى فيصل ونشرتها في جريدة الأهرام جاء فيها: أنه لا يقر إدنى مادة يأتي بها الأمير فيصل مندوبه في مؤتمر الصلح يكون من مقتضاها الاخلال بشيء من حقوق البلاد العربية واستقلالها التام المطلق. لم يكتف السوريون باعتراضهم السابق وراحوا لاستكمال ذلك وقرروا عبر المؤتمر السوري الذي عقدوه في 6 مارس 1920 باستقلال سوريا بحدودها الطبيعية، وتنصيب فيصل ملكًا دستوريًا على البلاد. حظى القرار بتأييد الحسين إلى جانب تأييده لقرار المؤتمر العراقي الذي رشح فيه الأمير عبد الله ملكًا على العراق. لم تمنع معارضة الحسين للخطط الفرنسية في احتلال سوريا من تنفيذ ما اتفق عليه في معاهدة سايكس بيكو، وأخذت القوات الفرنسية تحت قيادة الجنرال غورو بالتحرك لاحتلال سوريا، ولفشل الملك فيصل في إقناع الجنرال بالعدول عن إنذاره الذي وجهه إلى الحكومة السورية، ولتجنب الصدام العسكري مع القوات الفرنسية، أعلن عن استجابته لشروط غورو والتي ضمنها إنذاره، ودخلت القوات الفرنسية دمشق، رفع الحسين احتجاجا استنكر فيه الأعمال الفرنسية وسحب مندوب الحجاز في مؤتمر الصلح في باريس، وقامت وزارة خارجيته باحتجاج رسمي إلى عدد من الدول الأوربية تستنكر فيه العدوان الفرنسي. بعد مضي شهر على سقوط النظام الهاشمي في دمشق، وقعت في حوران السورية انتفاضة قادها شيوخ المنطقة ضد السلطات الفرنسية، اضطر قادة الانتفاضة فضلا عن وقوف أهالي شرقي الأردن إلى جانبهم لطلب العون من الملك حسين، الذي قام بالاتصال بالسلطات الفرنسية ينذر فيه بالكوارث والاخطار التي ستحل، وبعث بابنه الأمير عبد الله مع قواته باتجاه شرقي الأردن، ليكون عبد الله وكيل أخيه في ما حول سوريا من الأراضي التي لم يحتلها الفرنسيون، غادر عبد الله من الحجاز ومعه من القوات ألف مقاتل، وانتهى في عمان راضيًا بمنصب حاكم شرقي الأردن، في الوقت الذي سبقه فيه فيصل بالتنصيب على عرش العراق، الأمر الذي أربك موقف الهاشميين من القضية السورية، ومراوحتها بين المطالبة بالحقوق والتروي في حصولها. بعد أن حصل في سوريا صدامات وأحداث مع الفرنسيين سنة 1922 أرسلت الأوساط السياسية نداءات إلى حكومة الحجاز فقام الملك الحسين بإرسال برقيات احتجاج إلى رئيس الجمهورية الفرنسية يطالبه بالوفاء بالوعود لكن هذه النداءات لم تثني فرنسا عن مواصلة انتدابها على سوريا.

### العراق
لم يكن الحسين واثقًا من سياسة السلطات البريطانية في بغداد لاعتقاده بسعيها إلى إزالة نفوذه أو تقليصه في العراق، كان عدد من القادة العراقيين على اتصال بالقوة الفعالة المساهمة في أحداث سوريا والحجاز، وكان عدد من الضباط العراقيين قد شكلوا أغلب قوات الأمير فيصل أثناء تقدمه نحو الشام، وانتظم هؤلاء في جمعية سميت جمعية العهد العراقي، وكان من جملة أهدافها استقلال العراق وتحريره من أية سيطرة أجنبية وربطه بسوريا مستقلة في ظل أسرة الملك حسين في الحجاز. كان قادة ثورة العشرين قد اتصلوا بالملك حسين بعد تصلب السلطات البريطانية ورفضها التفاهم معهم وأطلعوه على الأوضاع الدائرة في العراق والأهداف التي كانت تضمرها بريطانيا للبلاد، في محاولة لعرض القضية العراقية في الخارج، وبعث قادة الثورة ممثلهم محمد رضا الشبيبي إلى الحسين، وزودوه ببعض المضابط والوثائق التي تضمنت سير القضية العراقية وتواقيع القوى المناهضة للاحتلال، إلى جانب مطالبتهم الحسين بالتدخل بما يحمل البريطانيين للتفاهم وحل القضية حلا يتلاءم ومواقف الشعب العراقي المتمثلة بتاسيس دولة عربية مستقلة يرأسها أمير عربي من العائلة الهاشمية. لما ضيقت السلطات البريطانية خناقها على رؤساء الثورة لم يجد قسم منهم بدًا من اللجوء إلى الملك حسين، في مكة طلب الحسين من الزعماء العراقيين مبايعة نجله فيصل ملكًا على العراق بدلًا من أخيه عبد الله الذي كان قد رشح من قبل الضباط العراقيين لهذا المنصب، لم يمانع الزعماء ذلك وبايعوا فيصل على عرش العراق، في بغداد يوم 11 يوليو 1921، وكان قسمًا من النقود التي ساهمت في دعم ثورة العشرين كانت تجهز من قبل الملك حسين. كان للحسين دور في قضية الموصل خلال المفاوضات التي عقدت في لوزان بين بريطانيا نيابة عن العراق والكماليين في تركيا، ويذكر أن الحسين تقدم بمذكرة رسمية إلى مؤتمر لوزان في عام 1923 احتج فيها على مزاعم الأتراك في تبعية الموصل، إذ إن الولاية جزءا لا يتجزأ من العراق، وعد مزاعم الكماليين بالباطلة ولا أساس لها من الصحة، أوفد الحسين ابنه زيد لتولي مهمة توحيد موقف السكان وتعاونهم ضد أي هجوم تركي على الموصل، وكان زيد قد اتخذ من الموصل مركزًا لنشاطه، وتكوين جيش غير نظامي من العشائر العربية، لكنه عمد إلى سحب الأمير زيد من الموصل للضغط على الحكومة البريطانية في مفاوضات لوزان، وكانت إحدى مواد المعاهدة المقترح مع الأتراك تنص على إحالة القضية إلى عصبة الأمم، قام اللورد كيرزون في مفاوضاته مع الأتراك بالضغط لأن تكون بريطانيا صاحبة الحكم في الموصل لصعوبة المفاوضات الدائرة بين العرب والأتراك، لكن الحسين أوضح في مذكراته لمؤتمر لوزان تجرد الأتراك عن أية مطامع في البلاد العربية، وأبلغ مندوبة في لوزان الأتراك بالاعتراف باستقلالهم. بقي الحسين مواكبًا لقضية الموصل حتى بعد احالتها إلى عصبة الأمم في أغسطس عام 1924، إذ طالب في مذكرة رسمية بعثها إلى سكرتارية عصبة الأمم، بأحقية العرب بالموصل لكونها جزءا لا يتجزأ من البلاد العربية، وعدم إمكانية فصلها عن هذه البلاد، وأوضح عدم اعتراف حكومة الحجاز بأي قرار يصدره مجلس العصبة ما لم يكن منسجما مع هذه المبادئ.

### إمارة شرق الأردن

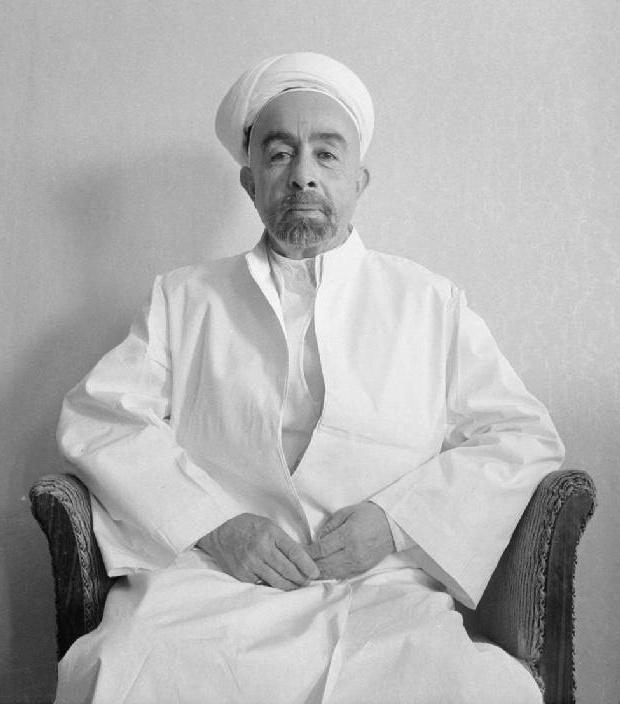
الملك عبد الله بن الحسين أحد أبناء الملك الحسين، مؤسس المملكة الأردنية الهاشمية وأول ملوكها.

لم يكن هناك ما يثير الانتباه في العلاقات الحجازية الأردنية منذ تأسيس الإمارة عام 1921 وتنصيب الملك عبد الله بن الحسين عليها، سوى قضية واحدة وقعت عام 1924 وهي مشكلة القضاءين الحجازيين العقبة ومعان، اللتان كانتا تابعتين للحجاز خلال العهد العثماني، وأصبحا قضاءين تابعين للمملكة الحجازية بعد تأسيسها عام 1916، لم يكن القضاءان مرتبطان ارتباطًا مباشرًا بالحجاز حتى عام 1922، حين قررت الحكومة الحجازية ربط القضاءين بكامل شؤونها الإدارية بالعاصمة، إلا أن بريطانيا عمدت إلى محاولة ضم المنطقة من حدود الحجاز وإلحاقها بإمارة شرق الأردن إسميًا، وتحت سيطرتها فعليًا بحكم كونها الدولة المنتدبة على الإمارة، قام الملك عبد الله أثناء زيارة والده إلى عمان أوائل عام 1924 ببحث المسألة، ووافق والده على أن يكون التنازل شخصيًا، وأن يحكمها نيابة عن والده مع بقاء تبعيتها للحجاز، وقرر أن تكون معان مركزًا لولاية معان التي ألحقت بها إداريًا العقبة وتوابعها تبوك ووادي موسى والشوبك، وعهد بإدارتها إلى القائد غالب باشا الشعلان مع صلاحيات تامة في إدارة شؤونها المختلفة. ظلت العقبة ومعان تابعتين للحجاز طيلة بقاء الحسين في حكم الحجاز، ولم تتخل الحكومة الحجازية مع ما أدخل على المنطقة من التعديلات الإدارية عن استمرارها في ربط المنطقة ككل مباشرة بالعاصمة مكة. تم التوقيع على اتفاقية جدة بين الملك علي والملك عبد الله يوم 5 يونيو 1925، والتي نصت بتبعية العقبة ومعان لإمارة شرق الأردن.

### مصر
كانت مصر في فترة قيام مملكة الحجاز تحت الحماية البريطانية التي أعلنت منذ عام 1914، وكانت العلاقة بين البلدين جيدة في مجملها ولم يكدرها سوى قضيتين برزتا في أواخر عمر المملكة الحجازية، القضية الأولى: قضية الحج وملابساته، فقد قامت الحكومة الحجازية برفض طلب الحكومة المصرية في إقامة مستشفيين خلال موسم حج سنة 1923، خشية أن يقود ذلك إلى فتح باب للتدخل الأجنبي في الحجاز بعد أن بادرت دول أخرى بنفس الطلب المصري، عمدت الحكومة المصرية ولإقامة هذين المستشفيين إلى الاتصال بوزير خارجية الحجاز قبيل وصول المحمل المصري، ولرغبة الحجاز في تسوية الأمر، اجتمع الشيخ سراج نائب رئيس الوزراء الحجازي بأمير الحج المصري وأبلغه بموافقته على دخول البعثة الطبية بما في معيتها من الأطباء والموظفين، غير أن أمير الحج المصري كانت لديه أوامر بإقامة مستشفيين في كل من جدة ومكة، وانتهى الاجتماع برجوع المحمل إلى مصر، قامت الحكومة المصرية ممثلة بوزارة الأوقاف في هذا الموسم بقطع الإعانات والتبرعات الموقوفة لأهل الحجاز من قبل الأهالي المصريين، كان لقطع الإعانات المصرية تأثير كبير على حكومة الحجاز حيث جاء بعد أربعة أعوام من انقطاع الإعانات البريطانية عن الحجاز، وفي وقت كانت فيه العلاقات مع بريطانيا في توتر وجفاء. ظلت العلاقات على حالها حتى اقتراب موعد حج عام 1924، وفيه بدأ الانفراج، وأبلغت وزارة خارجية الحجاز نظيرتها المصرية في شهر أبريل 1924 عن عزم الحكومة الحجازية في تسوية الخلاف، وأبدت الحكومة المصرية موافقتها وعبرت أن ليس في نيتها منع الإعانات المخصصة للحجاز، بعد اكتفائها بالإيضاحات التي بسطها مندوب الحجاز في مصر للحكومة المصرية بشأن حقيقة الخلاف، اجتمع عبد الملك الخطيب ممثل الملك الحسين في مصر بوزير مالية مصر محمد توفيق نسيم باشا وتم التفاهم على إنهاء الخلاف والاتفاق على السماح للأطباء المصريين بممارسة عملهم وتعيين قاعات خاصة في مستشفيات الحجاز للحجاج المصريين، وأبلغ نسيم باشا الخطيب بأوامر الملك فؤاد في إرسال المحمل المصري هذا العام. القضية الثانية: الموقف المصري من خلافة الحسين، إذ رفضت مصر الاعتراف بخلافة الحسين التي أعلنها في عمان في شهر مارس 1924 ودعت إلى عقد مؤتمر إسلامي في القاهرة لتقرير مصيرها باتفاق المسلمين.

### إمارات شبه الجزيرة العربية
لم تكن هناك علاقة مهمة بين الحجاز وإمارة آل رشيد قبل قيام المملكة الحجازية، وإذ كان هناك نوع من الاحتكاك بين حائل والحجاز في هذه الفترة فتتمثل في إعاقة القوات الحجازية التي كان يقودها الأمير عبد الله قوات لابن رشيد في مهاجمة الأراضي النجدية أثناء قتال عبد العزيز بن سعود مع قبائل العجمان في الأحساء، ودفعها إلى التراجع عن هدفها. كان موقف ابن رشيد من قيام الحسين بثورته ضد الدولة العثمانية موقف سلبي، فقد كان ابن رشيد عثماني الولاء، وكان هناك اتفاق على أن تتولى قوات ابن رشيد حماية خطوط السكة الحديدية وإعاقة العمليات العسكرية التي تقوم بها قوات الحسين، غير أنه وبرغم الأموال التي كانت تنفق على جيش ابن رشيد لم ينفذ الاتفاق، سوى هجوم بسيط شنته قوات ابن رشيد في مدائن صالح الحجازية. ظلت العلاقات بين الحسين وإمارة آل رشيد خاملة طيلة فترة الحرب، لكن العداء المشترك الذي يربط الجانبان لسلطان نجد كان له أثره في محاولة التوصل لتفاهم، تشير بعض الوثائق إلى مبادرات تحالفية بين الجانبين في الأيام الأخيرة من الحرب العالمية الأولى، بدأها ابن رشيد في رسالة وجهها إلى الأمير عبد الله، وردا عليه طلب الحسين خضوعه لسيادته، وقطع علاقاته مع العثمانيين كدليل على حسن نيته، إلا أن ابن رشيد كان يرغب أن تكون سيادة الحسين اسمية، وجاءت إحدى شروطه لقبول دعوة الحسين متمثلة بالمطالبة بمنطقة تيماء ومناطق أخرى كان الجيش الحجازي قد استولى عليها، وهذا ما رفضه الحسين. بعد توتر العلاقات الحجازية النجدية إثر الهزيمة في معركة تربة عام 1919، بادر الحسين لتبني خطوة التعاون مع ابن رشيد، وقام بجث سعود الرشيد حاكم حائل لقتال ابن سعود وتعهد بإمداده بكافة الإعانات والذخائر والأسلحة، لكن أمير حائل اقترح عقد صلح بينه وبين ابن سعود، وهذا ما دفع الملك حسين لمطالبة قبيلة شمر بعزل سعود الرشيد وأن تختار أفضل خلف من العائلة. في أواخر عام 1920 حرك ابن سعود قواته نحو حائل، بعد أن أبدت السلطات البريطانية موقف الحياد في النزاع بين ابن سعود وابن رشيد، واضطر محمد بن طلال حاكم الإمارة إلى الاستغاثة بالحسين وعونه لدفع القوات النجدية عن حائل، لكن الحسين تغافل نداءه ولم يجبه على طلبه، ودخلت القوات النجدية حائل في عام 1921م، استنكر الحسين الاستيلاء على حائل وطالب بانسحاب القوات النجدية عن حائل، وذهب إلى الاتصال بابن سعود يطالبه بالتخلي عن إمارة حائل لأصحابها، بما في ذلك مناطق أخرى كان قد سقطت بيد ابن سعود في السابق، هذا الطلب كان ضمن الشروط التي اشترطها الحسين للاشتراك في مؤتمر الكويت 1923م.

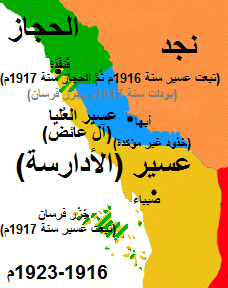
نفوذ الإمارة الإدريسية في المخلاف السليماني باللون الأصفر، ويظهر حدودها مع مملكة الحجاز باللون الأخضر.

كان الحسين ينظر إلى محمد بن علي الإدريسي بداية ظهوره نظرة تجاهل وأن أمره سينتهي سريعًا. ولما كان للحسين بعض النفوذ الاسمي على بعض قبائل المخلاف السليماني أبدي عدم ارتياحه وريبته من الإدريسي بعد أن تزايد أهميته وما التف حوله من القبائل التي تأثرت بشخصيته القوية، فأخذ يظهر مخاوفه من الإمارة الإدريسية الجديدة وما قد تشكله من خطر على حدوده الجنوبية، فاستغل الدعوة التي وجهتها الدولة العثمانية له للإسهام مع قواتها ضد الإدريسي الذي زاد من بسط سيطرة على مناطق عسير ولم تبق له سوى أبها عاصمة عسير حيث كانت تحاصرها قواته، أعد الحسين حملة عسكرية قادها بنفسه في 1911، تمكن وبعد مقاومة شديدة أظهرتها القوات الإدريسية من فك حصار أبها واخضاعها للسيادة العثمانية، ولم يكتف الحسين واستجاب من جديد لدعوة الدولة العثمانية لمقاتلة الإدريسي بعد أن استعاد نشاطه من جديد في عسير، ووجه نجله الأمير فيصل بحملة ثانية لإسناد القوات العثمانية، غير أن الحملة فشلت في تحقيق مساعيها، وظل الإدريسي واقفًا في وجه العثمانيين متخذًا من الجبال مقرًا له. حاول الحسين أن يلعب دور الوسيط بين الحكومة العثمانية والإدريسي، إلا أن العثمانيين لم يكترثوا بهذا الاقتراح، وأخذت تشكك في نواياه، خصوصًا وأنها كانت قد وعدته بتنصيب أحد أبنائه أميرا على عسير إذا ما تم له القضاء على حركة الإدريسي. أما موقف الإدريسي من ثورة الحسين فكانت مؤيدة لها، واستجاب لدعوة الحسين في الوقوف إلى جانبه بوجه العثمانيين، وأوضح في رسالة بعثها له استعداده لذلك، وضرورة تجاوز المشاكل القديمة. ظلت العلاقة بين الطرفين خاملة حتى عام 1920 حينما برزت مطامع كل من الحسين وابن سعود في عسير التي كان يحكمها آل عايض حلفاء الحسين، وما قادت إليه الأطماع من التوترات بين هذه الأطراف، وحتى عام 1925 لم تكد تخلو من بعض المبادرات الشخصية التي طرحت لتفاهم الطرفين أو تحالفهما. أبدى الحسين تجاوبه مع بعض المساعي التي قدمت لتسوية خلافاته مع الإدريسي، ولم يعارض الإدريسي الاقتراح الذي كان طرحه أمين الريحاني الذي كان في رحلة إلى اليمن، وعبر عن احترامه وإجلاله للملك حسين، وعن رغبته في أن يبادله الحسين ذلك، قادت هذه الاستجابة الريحاني للاتفاق مع الإدريسي على صيغة معاهدة صلح وتحالف مع الحجاز، وجاء في فحوى الاتفاق: الاتفاق على تحديد الحدود بما يرضي الطرفين، مع الدعوة إلى الحصول على التزام ثابت من جانب الحسين بشأن هذه الحدود، على ان لا يعترض الإدريسي على قضية لواء عسير، والمطالبة بجلاء عبد العزيز بن سعود عنه، وإرضاء الحسين بجزء لا يحول بينه وبين الإدريسي في الجوار مع ما يقتضيه ذلك من السعي إلى تسوية الخلافات القائمة بين الحسين وعبد العزيز بن سعود لوضع حدود مقنعة بين الأطراف الثلاثة، وتنصيب قاضيين أو قاض واحد من كلا الطرفين للفصل في قضايا النزاع التي تقع بين رعاياهما، والاتفاق على العمل الذي يمكن بواسطته حفظ البلدين من أي تدخل أجنبي والتشاور بين الطرفين وأخذ الآراء في القضايا الهامة المتعلقة بالعقود والمعاهدة، وتبادل المنافع التجارية بين الطرفين وتسهيل الأمور المتعلقة بالصادرات والواردات بينهما.
كانت إمارة آل عائض تتخذ في مدينة أبها في عسير مقرًا لها، وسادوا المنطقة بعد رحيل العثمانيين عنها، وكانت مدار تنافس حقيقي بين الحسين وابن سعود، كانت الإمارة في طور تقارب مع الملك حسين، وسعى ابن سعود ولدعم الفوائد التي جناها من معركة تربة إلى السيطرة على مرتفعات عسير والواحات المحيطة بها، وكان للتجاوب الذي أبداه محمد بن علي الإدريسي محفزًا لابن سعود في الالتفاف صوب عسير، فالإدريسي ولخشيته من نشاط الحسين ودعمه لآل عايض ضده ومطامع جاره الإمام يحيى في بلاده، اندفع لمحالفة ابن سعود وانتهى معه باتفاقية تعاون في أغسطس 1920. استثمر سلطان نجد بشكل فعلي هذا التحالف حينما وجه قواته نحو إمارة آل عايض وتمكن من هزيمتهم وأسر الحسن بن عايض ونقله إلى الرياض. استاء الحسين لهذا الحدث، واتصل بالمعتمد البريطاني في جدة يطالبه بالضغط على ابن سعود والإدريسي للعودة إلى حدودهما التي كانا عليها قبل الحرب العالمية أو خلالها، وأرسل نجله فيصل رسالة إلى المعتمد البريطاني في اليوم التالي من اتصال الحسين. ولم يقف الحسين عند هذا الحد، فأمد حسن بن عايض بالمال والسلاح، بعد أن تمكن من الوقوف في وجه عبد العزيز بن سعود والسيطرة على المنطقة مجددًا، إلا أن مقاومة ابن عايض لم تصمد طويلًا وتمكنت القوات النجدية من هزيمته في عام 1922، وبسط سيطرتها ثانية، وتمكنت من الاقتراب من ميناء القنفذة الحجازي في الحدود الجنوبية للمملكة وخيمت بالقرب منه. شرع الحسين من جديد في دعم ابن عايض الذي جاءه لاجئًا، وبعث إلى عسير بحملة من قواته النظامية والبدوية، واصلت سيرها إلى أبها وقامت بقصف حاميتها النجدية، وتمكن فيصل بن عبد العزيز قائد القوات النجدية من مشاغلة القوات الحجازية واستدراجها إلى كمين وضعه لها، استطاع بعدها من إلحاق الهزيمة بقوات الحسين وتشتيتها، وألحقت إمارة أبها بسلطنة نجد نهائيًا ولم تفلح المحاولات المشتركة التي بذلها الحسين وابن عايض لاسترداد الإمارة.

## أنظمة الدولة

### النظام السياسي

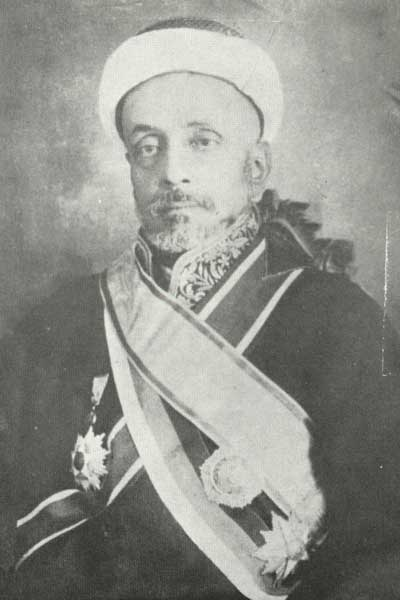
عبد الله سراج أول نائب لرئيس الوزراء في عهد الملك حسين.

انتقل الحجاز عام 1916 من إمارة عثمانية إلى مملكة مستقلة ذات نظام ملكي، تسلم الملكية فيها الحسين كأول ملك للبلاد، وقد حكم فيها حكمًا ملكيًا مطلقًا، كان فيه المرجع الأول والأخير لكل أمر، دون أن يتمتع الآخرون بصلاحياتهم، فكان لا يترك أبسط الأشياء دون الإشارة إليها بخط يده، إذ لم تكن تخلو من عبارة أوامر الإدارة السنية. لم يتعجل الحسين في تأسيس حكومة مستقلة في الحجاز وظلت رسائله تصدر باسم شريف مكة وأميرها لعدة أشهر بعد الثورة حتى تيقن من زوال الخطر، وبعد أن قطعت الثورة شوطًا كبيرًا وسيطرت على أغلب مدن الحجاز اتجه إلى تشكيل الوزارة، فوجه في 5 أكتوبر 1916 مرسومه الملكي إلى الشيخ عبد الله سراج يأمره بتاليف الحكومة الحجازية، والتي ضمت الوزراء: الأمير علي رئيسا للوكلاء، الشيخ عبد الله سراج نائبًا لرئيس الوكلاء وقاضيًا للقضاة، الأمير فيصل وزيرًا للداخلية، الأمير عبد الله وزيرًا للخارجية، عزيز علي المصري وزيرًا للحربية، علي المالكي وزيرًا للمعارف، الشيخ يوسف بن سالم وزيرًا للنافعة، محمد أمين وزيرًا للاوقاف، بالإضافة إلى منصبه السابق مدير الحرم، أحمد عبد الرحمن باناجه وزيرًا للمالية، الشيخ عبد القادر غزاوي وزيرًا للبرق والبريد، الدكتور نديم وزيرًا للصحة. كان الأمير علي يحاصر المدينة عند تشكيل الوزارة فتولى منصبه الشيخ سراج، في حين ترك الأمير عبد الله منصبه سنة 1921 حين تسلم عرش إمارة شرق الأردن، فخلفه الشريف شرف بن عبد المحسن البركاتي فمساعد اليافي وفوزي البكري ثم الشيخ فواد الخطيب الذي شغل المنصب إلى خروج الحسين نهائيًا، أما الأمير فيصل فلم يتول منصبه وشق طريقه لتسلم عرش العراق، فحل في منصبه الشريف عبد الله صهر الحسين، بينما ترك عزيز علي المصري منصبه بعد شهور لخلافات حصلت بينه وبين الحسين، فخلفه محمود بك القيسوني ثم صبري بك العزاوي البغدادي، كما أعقب الشيخ المالكي في وزارته الشيخ كامل القصاب الفلسطيني ثم عبد الله الزواوي، في حين أعقب محمد أمين الشريف ناصر بن شكر، أما الدكتور نديم فأعقبه خليل الحسيني ثم محمد الحسيني. كانت هذه الوزارة هي الوزارة الوحيدة التي شكلت في عهد الحسين، حتى مبايعة نجله الأمير علي ملكًا دستوريا على البلاد عام 1924. لم يكن في مملكة الحجاز ذكر لوجود سلطة تشريعية تمارس دورًا واضحًا في جهاز الحكومة، وكل ما يرد في المصادر التاريخية هو تأسيس مجلس باسم مجلس الشيوخ الأعلى في نفس اليوم الذي شكلت فيه الوزارة، تقوم مهماته النظر في كل ما يتعلق بمصالح البلاد ومراقبة أعمال الدوائر الرسمية، وكان أعضاء المجلس يعينون من قبل الملك حسين.
بعد أن تدهورت أوضاع الحجاز في وقت كانت القوات النجدية قد دخلت الطائف وأصبحت على مشارف مكة عاصمة المملكة، اجتمع مجموعة من أعيان جدة وانبثق عن اجتماعهم حزب كونه المجتمعون قبيل مبايعة الأمير علي بالملك، وأطلقوا عليه اسم الحزب الوطني الحجازي، وكان الهدف الأساسي من تأسيس الحزب السعي بكل الوسائل لحفظ البلاد من مخاطر الحرب الحجازية النجدية، وتأسيس مملكة دستورية إسلامية، وتم تشكيل إدارة الحزب برئاسة الشيخ محمد الطويل وعضوية 12 عضو عام 1924. ساهم الحزب في إعادة هيكلة مملكة الحجاز من جديد، وكان له دور كبير في إقناع الملك حسين على التنازل عن عرشه وتنصيب ابنه الملك علي ملكًا على مملكة الحجاز، كما كان للحزب دور كبير في صياغة اتفاق تسليم جدة.

### النظام الإداري

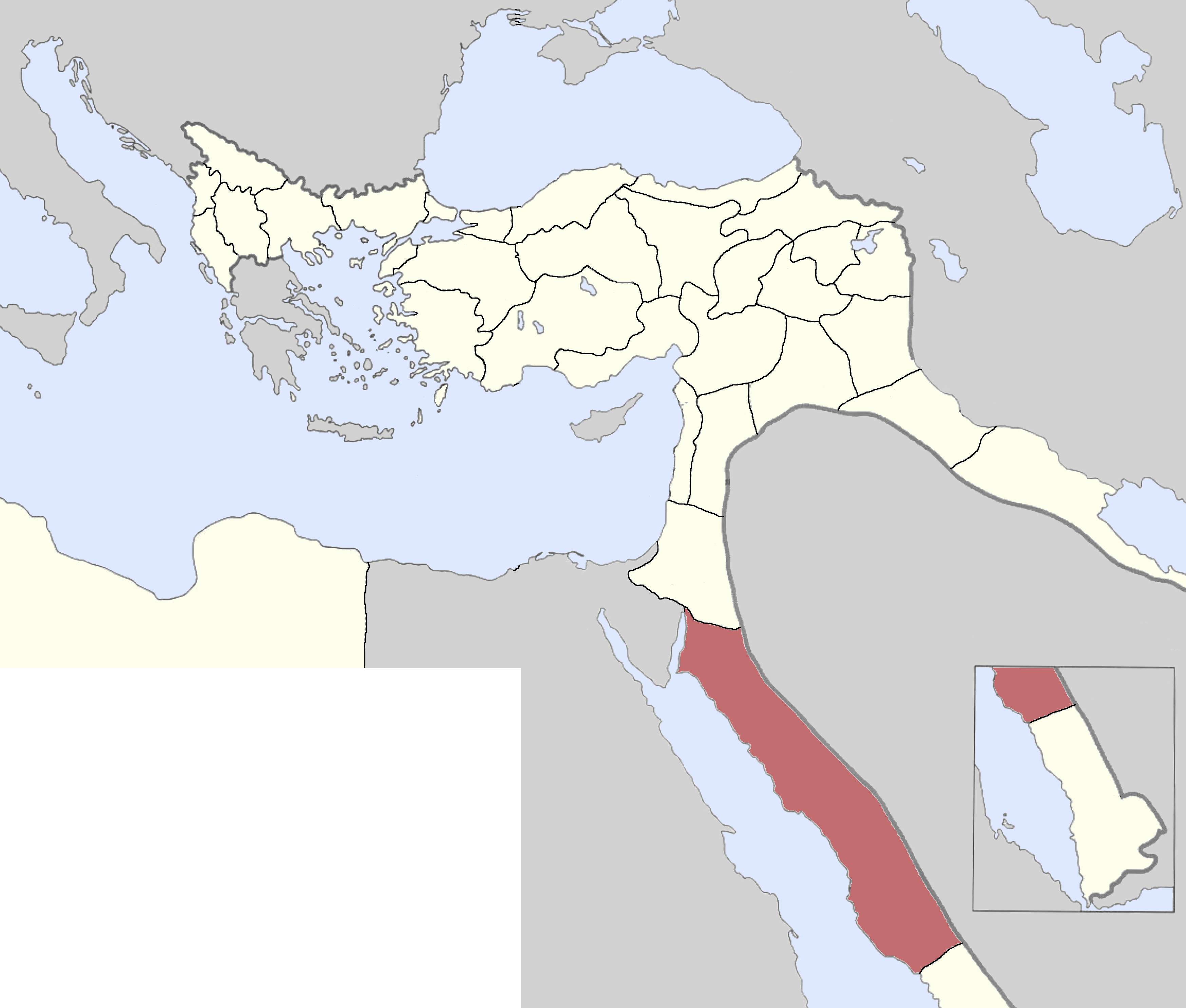
يشير اللون الأحمر لولاية الحجاز في أحد أطوارها الأخيرة.

كان الحجاز وحتى استقلاله عن الدولة العثمانية سنة 1916 ولاية عثمانية تسمى ولاية الحجاز تتكون إداريًا من سنجقين متصرفيتين وخمسة أقضية وست نواحي. أما المتصرفيتان فهما: المدينة المنورة وجدة، يتبع المدينة إداريًا أربعة أقضية هي: ينبع البحر والوجه والسوارقية والعقبة، أما جدة فكان يتبعها قضاء واحد هو معمورة الحميد، كما كان يشمل الحجاز إمارة سميت باسم إمارة العرب في الطائف، في حين كانت مكة بمعزل عن هذه التقسيمات فكانت إمارة خاصة بالشريف أطلق عليها إمارة مكة. تعتبر مكة عاصمة ولاية الحجاز يحدها من الغرب البحر الأحمر، ومن الشرق البادية الكبرى ومن الجنوب بلاد قبيلة بني مالك الواقعة بجبال السراة، أما من جهة تهامة فيحدها جنوبًا وادي دوقة، وشمالًا يحدها بادية الشام، ومن جهة البحر الأحمر العقبة. وبالنسبة لعهد المملكة الحجازية، فقد تم تغيير التقسيم الإداري إلى إمارات بلغ عددها ثمانية عشر إمارة وهي:(إمارة مكة المكرمة (العاصمة) - إمارة المدينة المنورة - إمارة الطائف ومركزها بلدة الطائف - إمارة غامد وزهران ومركزها بلدتا الباحة والظفير - إمارة ينبع - إمارة جدة - إمارة رابغ ومركزها بلدة رابغ - إمارة القضيمة - إمارة تبوك ومركزها بلدة تبوك - إمارة ضبا - إمارة العلا ومركزها بلدة العلا - إمارة الجوف - إمارة بني شهر ومركزها بلدة النماص - إمارة الليث ومركزها مرفأ الليث - إمارة القنفذة ومركزها بلدة القنفذة - إمارة القريات - إمارة الوجه ومركزها بلدة الوجه - إمارة أملج)، ويلاحظ عدم وجود متصرفيات في التقسيم الإداري للمملكة كسابقها في الدولة العثمانية، وإنما أصبحت تسمية القضاء تطلق على مختلف الوحدات الإدارية كبيرها وصغيرها دون تمييز. كانت التقسيمات السابقة المتبعة في الدولة العثمانية هي المتبعة في عهد المملكة الحجازية. فقائم مقام في عهد المملكة كان على درجات إدارية متفاوتة، ويشمل: قائم مقام الدرجة الأولى كقائم مقام مكة وجدة وغيرها من المدن الرئيسية، والذي لُقب بصاحب الكمال وقائم مقام الملحقات يقصد بها المدن الثانوية، والملقب بصاحب النباهة فيعني محافظ المتصرفية، وقائم مقام القضاء فكان كما كان في السابق قاضي القضاة.

### النظام القضائي
اعتمدت مملكة الحجاز في تطبيقها للقوانين على نظام قضائي يستند إلى الشريعة الإسلامية، كما اعتمد القضاء في أحكامه في هذا العهد على المذهب الحنفي كمذهب رسمي للدولة، إلا أن المذاهب الأخرى كانت لها قضاتها ومفتوها، فكان للشافعية مفتيها الخاص، وكذلك الحال بالنسبة للمذهب المالكي. كانت الحكومة هي من تقوم بتعيين المفتيين على مدن الحجاز كما هو الحال بالنسبة للقضاة، أما بالنسبة لمنصب رئيس القضاة فكان يسمى قاضي القضاة وهو أرفع المناصب القضائية في المملكة، ويلقب بحضرة حجة الأمة صاحب الإقبال، كانت مهامه الإشراف على مجمل أمور قضاء الدولة، في حين كان القضاة يُوزعون على مختلف مدن الحجاز الصغيرة والكبيرة، على أن يجتازوا اختبارًا خاصًا بالأمور القضائية، وأمام مجلس خاص يعقد في دائرة قاضي القضاة. كان للمحاكم في المملكة عدة أنواع وهي: المحكمة الشرعية، محكمة المواد المستعجلة، المحكمة التجارية، محكمة التعزيرات. كانت المحكمة الشرعية تقتصر في واجباتها على الشؤون المتعلقة بقضايا الميراث والتركات ومن ضمنها تركات الحجاج المتوفين أثناء الزيارة وتوزيعها على مستحقيها، بالإضافة إلى شؤون الأوقاف والقضايا المتعلقة بالمبايعات والوكالات. كان الملك حسين قد أصدر أوامره بعد فترة وجيزة من الاستقلال عن الدولة العثمانية بتأليف لجنة تشكل هيئة المحكمة، وخصص لها الموظفين ممن يتحمل شؤونها الإدارية كالكتبة والمقيدين وموظفي الأمور المالية المتعلقة بالمحكمة، ومن المحاكم التي استجدها الحسين محكمة المواد المستعجلة لغرض حسم القضايا والدعوات المتعلقة بها بشكل عاجل، والإسراع في تنفيذها. شُكلت لهذه المحكمة هيئة تضمنت رئيسًا منتخبًا وعضوية أربعة أعضاء يتم اختيارهم من بين 12 قاضيًا وكانت مهماتها: النظر في تحقيق القضايا التي لا تتجاوز قيمتها خمسة آلاف قرش من ديون وغيرها والبت فيها، والنظر في الجرائم والقضايا الجنائية مما كان متعلقًا النظر فيه بالشرطة وإجراء التحقيق فيها ثم رفعها إلى قاضي القضاة لإحالة ما يقتضي منها إلى محكمة التعزيزات الشرعية للحكم بمقتضاها، التحقيق في المواد المسروقة وتسليمها لذويها، النظر في قضايا الزواج والطلاق والخلع والنفقات والمهور.
المحكمة التجارية شُكلت في مدينة جدة بحكم وضعها التجاري، وتكونت هيئتها من رئيس وستة أعضاء وكاتب مهمتها النظر في المنازعات والقضايا التجارية القائمة بين الأهالي والأجانب، أو بين الأجانب الذين لا يرغبون مراجعة المحكمة الشرعية، ومعالجتها الأمور المتعلقة بتوزيع ممتلكات الأشخاص المعرضين للإفلاس بموجب حصص المستحقين من الدائنين. محكمة التعزيزات الشرعية كانت تختص في التحقيق بأمر الجرائم والجنايات التي تحال لها من قبل قاضي القضاة فقط، والذي يتسلمها بدوره من محكمة المواد المستعجلة، لتقرر بشأنها الأحكام اللازمة. كان للقبائل والبدو الرحل طرقهم الخاصة في المحاكمة والتي كانت تحظى باعتراف الملك دون الخضوع لقوانين المحاكم الرسمية. قامت الحكومة الحجازية بتأسيس مدرسة خاصة بتخريج القضاة سميت بمدرسة قضاء الشرع، فترة دراستها ثلاثة أعوام، يشترط في المتقدم إليها أن يبلغ العشرين من العمر أو أكثر، وإلمامه بالفقه والأصول والخط.

### النظام الاقتصادي

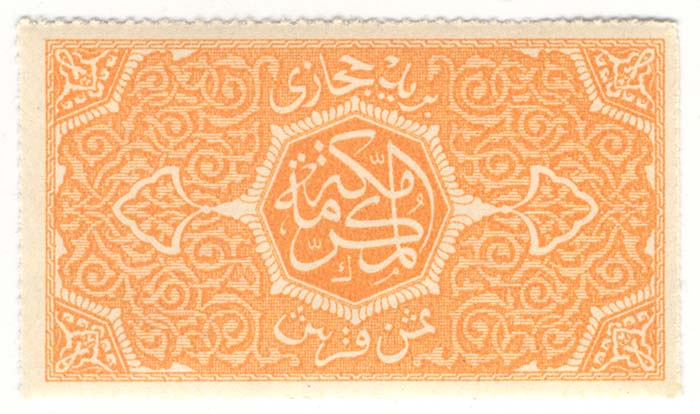
بريد حجازي أصدر من قبل الحكومة العربية الهاشمية.

اعتمدت مملكة الحجاز في إيراداتها العامة على ما تستحصله من ضرائب ورسوم، خاصةً وأنها تدير موسم الحج الذي يدر لها مبالغ مجزية مما تستحصله من الحجاج والزائرين، بالإضافة لمكانة جدة كميناء محوري من وإلى شبه الجزيرة العربية. شملت الأموال المستحصلة من الرسوم المفروضة على الحجاج خلال موسم الحج على: رسم التصديق على جوازات سفر الحجاج، وقد قدرته الحكومة الحجازية بعشرة قروش لكل حاج، وعائدات الكرنتينة أو ما يسمى رسوم الحجر الصحي ومقدارها 37.5 قرش، وخمسة عشر قرشًا أجر الجمل من مكة إلى المدينة المنورة يدفعها الحاج لعمال الملك فيدفع الأخير للجمال خمسة قروش، ونصف قرش يتقاضاه الملك من المطوف عن كل حاج، ورسوم البلدية المقدرة بقرشين عن كل راكب من الحجاج عند نقله على الناقة بعد نزوله في جدة. كما تحصل الحكومة على بعض المبالغ عن طريق الرسوم المفروضة على المراسلات البريدية بين المدن الحجازية جدة ومكة والطائف. كانت لبلديات الحجاز إيراداتها المالية السنوية المتمثلة بالرسوم التي كان تفرضها على الملتزمين من الأهالي لبعض المرافق الاقتصادية، وتشمل: الرسوم المستحصلة من مستلزمي مصائد الأسماك، والرسوم المستحصلة من مستلزمي الذبيحة والقنطارية والحلقات ومستلزمي المواد الغذائية والاستهلاكية. أما الإيرادات الأخرى فكانت تتمثل في الأموال المستحصلة من العقارات والايجارات، وضريبة الدخان التي فرضتها الحكومة في عام 1920 وقدرها أربعون قرش لكل كيلو من الدخان بجميع أنواعه. وأخيرًا رسوم السفن والخدمات التي تقدمها الدولة في مجال التصدير والاستيراد، وكان أهم موانئ المملكة ميناء جدة، يليه أهميةً ميناء ينبع، وقدرة المبالغ المستحصلة من الرسوم المفروضة على البضائع المستوردة من الخارج عام 1919 ب خمسة عشر ألف جنيه أي ستمئة ألف قرش شهريًا.
عندما قامت مملكة الحجاز دولة مستقلة شعر الملك حسين بضرورة توحيد العملة في مملكته الجديدة، فعمد إلى إيجاد عملة حجازية لهذا الغرض استكمالًا لمقومات استقلالها، وأمر بتأسيس دار لضرب النقود سميت بدار الضرب الهاشمية، أما النقود التي صدرت في عهده فضمت النقود الذهبية: وتشمل الدينار الهاشمي وهو على شكلين، الأول سمي باسم ملك البلاد العربية والآخر باسم الناهض بالبلاد العربية، النقود الفضية: وتشمل الريال الهاشمي وربع الريال، النقود النحاسية: وتشمل عملة القرش والبارز وعملة صغيرة يطلق عليها الهللة.

### النظام العسكري

#### الجيش البري
لم يكن لدى الحسين في بداية ثورته جيش منظم، وإنما كانت له قوة صغيرة من الحرس في مكة، باستثناء قوة بعض القبائل التي كانت تتبعه عند دعوته لها، فأسس أول مركز للتدريب في مدينة رابغ في 1916، وكانت نواة الجيش العربي الحجازي، ثم أعقبت هذه الخطوة تأسيس مدرسة حربية في مكة، جند فيها العديد من شبان مكة وجدة، بهدف تدريبهم وإرسالهم إلى رابغ للانضمام إلى قواتها، كما حاول الاستفادة من خدمات الضباط العرب وخاصة من العراق، واستخدموا في الاختصاصات العسكرية كالمدفعية والهندسة والمدافع الرشاشة والخدمات التكنيكية. بدأ الضباط العرب أمثال عزيز علي المصري ومولود مخلص وإبراهيم الراوي في إعداد القوات النظامية، وتمكنوا من تشكيل لواء كامل بضباطه وجنده، تكون بادئ الأمر من فوجي مشاة وفوج رشاش مع بطارية مدفعية. تولى قيادة الجيش الأول الأمير فيصل، والجيش الثاني قاده الأمير عبد الله، وتألف من قوات القبائل ومدفعين جبليين، أما الجيش الجنوبي الذي قاده الأمير علي وساعداه نوري السعيد وعلي جودة الأيوبي، فضم لواء من المشاة تألف من ثلاثة أفواج، واستمر إدخال التطويرات على التشكيلات العسكرية وواصل الضباط العرب، فتولى كل من نوري السعيد وجعفر العسكري من بعده إدخال التحسينات والوحدات القتالية الإضافية على الجيش الشمالي.

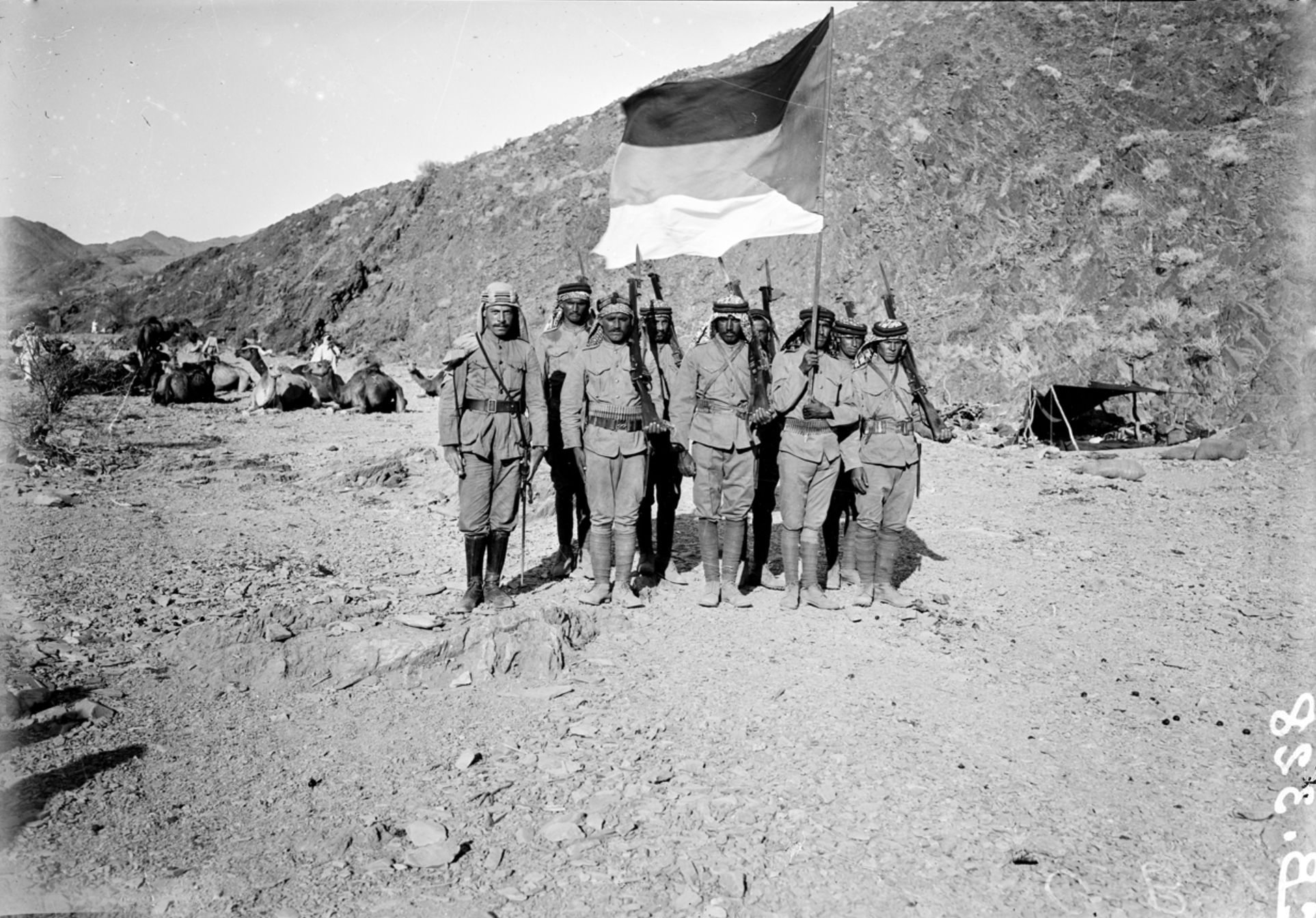
عدد من جنود مملكة الحجاز حاملين علم المملكة الأول.

صُنفت القوات العربية الحجازية إلى عدة أقسام، التقسيم الأول كانت القوات تتفرع فيه إلى قوات برية بدرجة رئيسية وقوات رمزية بحرية وجوية، القوات البرية كانت تنقسم إلى قوات نظامية وأخرى غير نظامية. القوات النظامية كانت بمثابة القوات الرئيسية للبلاد، بقانون تشكيلات الجند الذي صادق عليه مجلس الوزراء وأقره الملك حسين، وقسمت القوات إلى خمسة أصناف هي: قوات المشاة، وقوات المدفعية، وقوات الرشاش، وقوات الفرسان، وقوات الهجانة، والصحة العسكرية. القوات البرية غير النظامية أو كما يطلق عليها القوات البدوية فكانت تختلف عن القوات النظامية من حيث أعدادها وتنظيمها والخدمة فيها نوع من التطوع، ولا يلتزم فيها الجندي بملازمة الثكنة أو مزاولة التدريب عدا فترة الحرب، وكانت واجباته وقت السلم الحفاظ على الأمن في الداخل، كانت طريقة انخراطهم في الجيش تتم بعد إدراجهم في سجل خاص، توزع بعدها على كل فرد منهم بندقية مع راتب شهري يتقاضى نصفه ويترك النصف الثاني كضمان له، لم تكن لهذه القوات مراتب عسكرية عالية، وكان من يسوس أمرهم من هم برتبة عرفاء أو نقباء من داخل العشيرة نفسها. القوة الجوية فقد كانت هناك قوة اسمية وبسيطة لهذا الصنف من القوات تمثلت بعدد بسيط من الطائرات القديمة التي خلفتها الحرب العالمية الأولى، والتي لم تكن مزودة بالسلاح أو المعدات القتالية الكافية، استخدمت هذه الطائرة بادئ الأمر للنقل فقط، ثم استخدمت في الحرب الحجازية النجدية للاغراض القتالية بعض الأحيان، ويقودها بعض الطيارين الأجانب ممن استأجرتهم الحكومة. لم تختلف القوة البحرية من حيث بساطتها وحجم دورها عن القوات الجوية، فلم تكن هناك سوى بعض الزوارق الشراعية الخاصة بالاستخدام البحري التجاري، مع أربع بواخر من النوع الصغير وهي: رشدي والطويل واثنتان أكبر حجما هما رضوى والرقمتين، كانت الحكومة قد ابتاعتهما من الخارج، كان مسؤول القوة البحرية يطلق عليه اسم ناظر البحرية. اتخذ نظام الشارات والرتب العسكرية لتمييز الرتب العسكرية للأفراد، فكانت رتبة الملازم الثان نجمة واحدة، ونجمتان للملازم الأول، وثلاثة للزعيم (اليوزباشي) وتاج لوكيل القائد (قدملي يوزباشي) وتاج ونجمة للقائد (بكباشي) وتاج ونجمتان للقائم قام، وتاج وثلاثة نجوم لقائد اللواء (مير آلالي) وسيفان ونجمة لأمير اللواء، وسيفان ونجمتان للفريق، أما المشير وهي أرفع الرتب العسكرية فكان يقلد سيفان وثلاث نجوم.

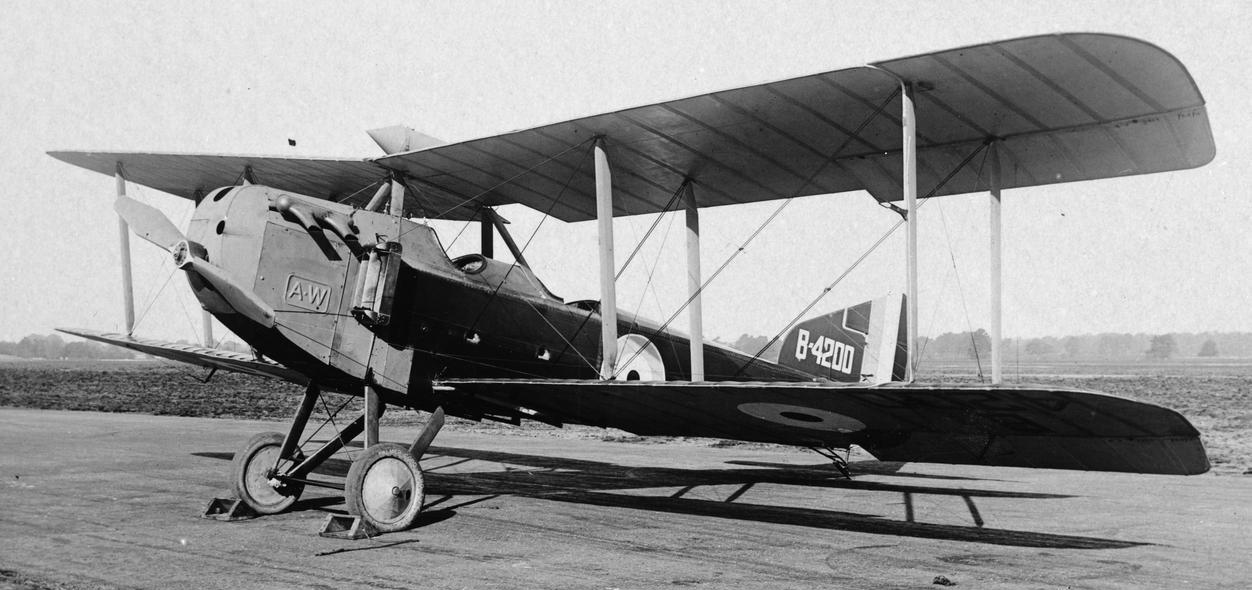
قاذفة قنابل ارمسترونغ ويتوورث إف.كيه.8 استخدمت من قبل القوات الجوية الحجازية.

لم تكن عملية تجهيز الجيش وأرزاقه منتظمة بادئ الأمر، ولم تكن هناك إدارة متقنة لتوزيع اللوازم العسكرية من سلاح ولباس وطعام، وكان الأفراد يأخذون ما يريدون من المواد دون قيد، بعد أن استقلت المملكة استقلالًا تامًا أنشأت إدارة خاصة أطلق عليها ميرة الجيش تولت إدارة التموين للجيش النظامي، في حين كانت وسائل النقل والمخابرات مؤلفة من ألوف من الجمال والبغال والخيل المخصصة لهذا الغرض، فضلا عن بعض السيارات الصالحة للسير في الرمال. كانت المخابرات تتم عن طريق أسلاك البرقية والتلفونية المتوفرة. قامت وزراة الدفاع بتأسيس مدرسة حربية لتخريج الضباط المدربين على الأمور العسكرية والقتالية، وكانت البداية من الضابط محمود القيسوني أحد الضباط المصريين ووكيل القائد العام في مكة الذي قام بتأسيس مدرسة حربية بسيطة في الثكنة الحربية الواقعة في منطقة جرول بمكة، وسميت باسمها، وكان الهدف من تأسيس المدرسة في البداية تدريب الجنود، ثم أصدر الملك حسين أوامره في عام 1335 هـ الموافق 1917 بتأسيس المدرسة الحربية في الثكنة الكبرى في منطقة جرول وتحت إشراف وزير الحربية. أما بالنسبة للقوات الجوية، فقد كانت القوات الجوية الحجازية سلاح الطيران لجيش مملكة الحجاز، وقد عملت ما بين عامي 1916 و1926، وهي أقدم قوة جوية عربية نظامية.

## التأسيس

### الشرطة
عهدت الحكومة الحجازية مهمة حفظ النظام في الداخل إلى جهاز الشرطة الذي قامت بتشكيله بصيغته النهائية في قانون الشرطة الذي وضعته في 20 ربيع الثاني 1335 هـ الموافق لشهر فبراير 1917، وأصبح بموجبه تشكيل أجهزة للشرطة في مختلف المدن الحجازية، وبما يتناسب وحجم المدينة والظروف التي تتطلب ذلك، على أن يناط تقدير ذلك إلى وزارة الداخلية. كان مرجع الشرطة في المدن الحجازية هو حاكم المدينة بينما كان ارتباط مدير شرطة العاصمة بوزارة الداخلية مباشرة، وهي نفسها الوزارة التي تتمتع بصلاحية تعيين أو عزل مدراء الشرطة من المدن الحجازية وفقًا لما ترتأيه، وأنيط قبول الأفراد في جهاز الشرطة بمجلس خاص يعقد برئاسة حاكم المدينة المعينة، وعضوية كل من رئيس البلدية وقائد الحامية فيها، أما واجبات جهاز الشرطة فكانت مقسمة إلى قسمين، قسم يتعلق برؤساء الشرطة والقسم الآخر بأفراد الشرطة، أما أهم واجبات رؤساء الشرطة فكانت تنحصر بضبط النظام في وحدات الشرطة، والأمور المتعلقة بواجباتهم ووظائفهم، وكان من صلاحياتهم تسوية النزاعات القائمة بين الباعة، وقضايا السوق التي لا تتجاوز قيمتها العشرين قرش، وحبس المتنازعين وإحالة ما يستعصي حله من القضايا إلى المراجع العليا، بالإضافة إلى منعهم للسرقات والقبض على السكارى والمخلين، وكان على رئيس الشرطة أن يرفع تقريرًا مجمل إلى حاكم البلدة بالحوادث المتعلقة بدائرته. صلاحيات مدراء الشرطة توجب عليهم مراجعة حاكم البلدة لتنفيذ الحكم إذا اقتضى الأمر. واجبات أفراد الشرطة تتحدد في منع الجرائم والمشاجرات ومراقبة تنفيذ الأوامر الحكومية، ومساعدة الأجهزة الحكومية، على أن يراجع أفراد الشرطة قبل قيامهم بأي إجراء خلال الواجب جهات الشرطة العليا في المنطقة.

## المظاهر الحضاريَّة

### التعليم
حظيت المدارس في الحجاز على اهتمام من قبل الحكومة الحجازية أكبر نسبيًا عما كانت عليه في العهد العثماني، ولم يكن هناك أثر واضح للمدارس المتقدمة عدا بعض المدارس الابتدائية البسيطة التي لم تكن تفي بالغرض المطلوب في جودة التعليم، رغم تأسيس المدرسة الحكومية في المدينة المنورة التي امتازت بنشاطها عن المدارس الأخرى في المدن الأخرى. كانت بداية تطور التعليم في مملكة الحجاز عندما أصبح للتعليم والمعارف مؤسسة خاصة أطلق عليه مجلس المعارف للإشراف على مناهج التدريس وتوحيدها، ثم شكلت لجنة عليا لنفس الغرض من أجل تقرير الكتب الدراسية. مراحل الدراسة في مملكة الحجاز كانت كالتالي، المرحلة التحضيرية: تعتبر أولى المراحل الدراسية، ويدرس فيها الطالب القرآن الكريم ومبادئ التجويد ومبادئ العلوم الدينية الفقه والتوحيد، والإملاء العربي والقراءة العربية والخط، مدة الدراسة فيها عامان، المرحلة الابتدائية أو الراقية: يطلق على مدارسها المدارس الابتدائية الراقية، يدرس فيها الطالب القرآن مجودًا وعلم التجويد وأصول التفسير وعلم التوحيد وعلم الفقه والتربية والنحو والصرف والبلاغة وآداب اللغة العربية والتدريب على الخطابة، والإملاء العربي وتاريخ العرب قبل الإسلام وحتى عهدهم الحاضر، ومختصر جغرافية جزيرة العرب والقارات الخمس، والحساب ومبادئ الهندسة ومبادئ أصول مسك الدفاتر وحسن الخط والحديث وأصوله والرياضة البدنية، مدة الدراسة في هذه المرحلة أربعة أعوام. المرحلة التجهيزية: ينتقل إليها الطالب بعد اتمامه الدراسة الابتدائية ويدرس فيها التفسير والمنطق والطبيعة والميكانيك والدروس الرياضية من جبر ومقابلة، يعتمد الطالب في دراستها على كتب مقررة أوسع مما كانت عليه في المرحلة الابتدائية، الهدف من هذه المرحلة إعداد الطالب للالتحاق بمدرستي الزراعة والصناعة والتي تعدان بمثابة المرحلة الأخيرة في النظام الدراسي. كانت الدراسة في هذه المراحل دراسة مجانية على نفقة الحكومة.
كانت المدرسة الخيرية الهاشمية الواقعة في منطقة المسعى بمكة أولى المدارس التي تأسست في العهد الهاشمي عام 1918، أعقبتها مدارس مماثلة في مكة والمدن الحجازية الأخرى، كما كانت مكة تحوي خمس مدارس تحضيرية هي: المدرسة الخيرية الهاشمية، مدرسة حارة الباب، مدرسة المعلاة، المدرسة الفخرية، مدرسة الفلاح، أما جدة ففيها: المدرسة التحضيرية الهاشمية ومدرسة الفلاح، وفي الطائف المدرسة التحضيرية الهاشمية ومدرسة الفلاح، ومدرسة واحدة في ينبع باسم المدرسة التحضيرية الهاشمية، ومدرسة واحدة في كل مدينة ضباء والوجه والعقبة والشوبك والطفيلة والمدينة المنورة، أما المدارس الابتدائية فكانت ثلاث في مكة واثنتان في جدة وواحدة في الطائف والمدينة المنورة، وبلغ مجموع المدارس في الحجاز عشرون مدرسة. وكان هناك نوع آخر من المدارس يسمى المدارس القروية والتي بلغ عددها 54 مدرسة بالإضافة لاستمرار الكتاتيب في نشاطها التعليمي. لم يكتب للحركة التعليمية في مملكة الحجاز الازدهار المؤمل، وذلك لضعف اقتصاديات البلاد، فقد انخفض عدد الطلبة في المدارس إلى ثلاثين طالبًا أو أكثر بقليل في كل مدرسة عام 1920، بعد أن كان 368 طالبًا في عام 1918.

### الصحافة
رافقت قيام مملكة الحجاز حركة صحفية داعية لها، تمثلت هذه الصحافة في كل من: جريدة القبلة والفلاح وبريد الحجاز ومجلة جرول الزراعية. جريدة القبلة كانت جريدة الحكومة الرسمية والناطقة باسمها، وقد صدرت في أعقاب الثورة في سنة 1916، وكانت أكثر مقالاتها سياسية، مع مقالات في الجوانب الثقافية والأدبية والدينية والاجتماعية، ويذكر أن الحسين كان يشرف بنفسه على سياسة الجريدة وادارتها، وله فيها العديد من المقالات، أما مديرو الجريدة فكانوا من المثقفين العرب الذين عملوا مع الملك حسين كمحب الدين الخطيب وفؤاد الخطيب وحسن الصبان والطيب الساسي وخير الدين الزركلي ورشيد رضا في بداية إصدار الجريدة، استمرت الجريدة بالصدور حتى العدد 823 عام 1924 عندما اندلعت الحرب الحجازية النجدية على الطائف، وكانت تصدر مرتين في الأسبوع. الجريدة الثانية كانت جريدة الفلاح وكانت أقل أهمية من القبلة، تولى تحريرها والإشراف عليها عمر شاكر وهو أحد المثقفين السوريين، وكان الهدف من إصدارها إعانة جريدة القبلة، إلا أن الجريدة لم تقم بالنشاط الكبير، وهو ما يظهر من أعدادها القليلة التي لم تتجاوز 46 عددًا، وبلغت أعوام صدورها خمسة أعوام، وكان أكثر أعدادها في عامها الأخير 1924. الجريدة الثالثة كانت تسمى بريد الحجاز، صدرت خلال الحرب الحجازية النجدية أثناء تولي الملك علي حكم المملكة، أصدرها الحزب الوطني الحجازي، كان الهدف من صدورها الاضطلاع بدور صحيفة القبلة التي توقفت عند سقوط الطائف كصحيفة رسمية، وقد انتهى دورها بعد اتفاقية تسليم جدة وزوال الحكم الهاشمي، بعد أن صدر منها ستة وخمسون عددًا. مجلة جرول هي المجلة الوحيدة التي صدرت في الحجاز، كانت تهتم بشؤون الزراعة، وسميت بهذا الاسم نسبة إلى مدرسة جرول الزراعية الكائنة في منطقة جرول بمكة، كان محرروها من طلبة ومدرسي المدرسة، ولم يصدر منها سوى أعداد قليلة، وتوقفت عن الصدور في عام 1923.

### المواصلات

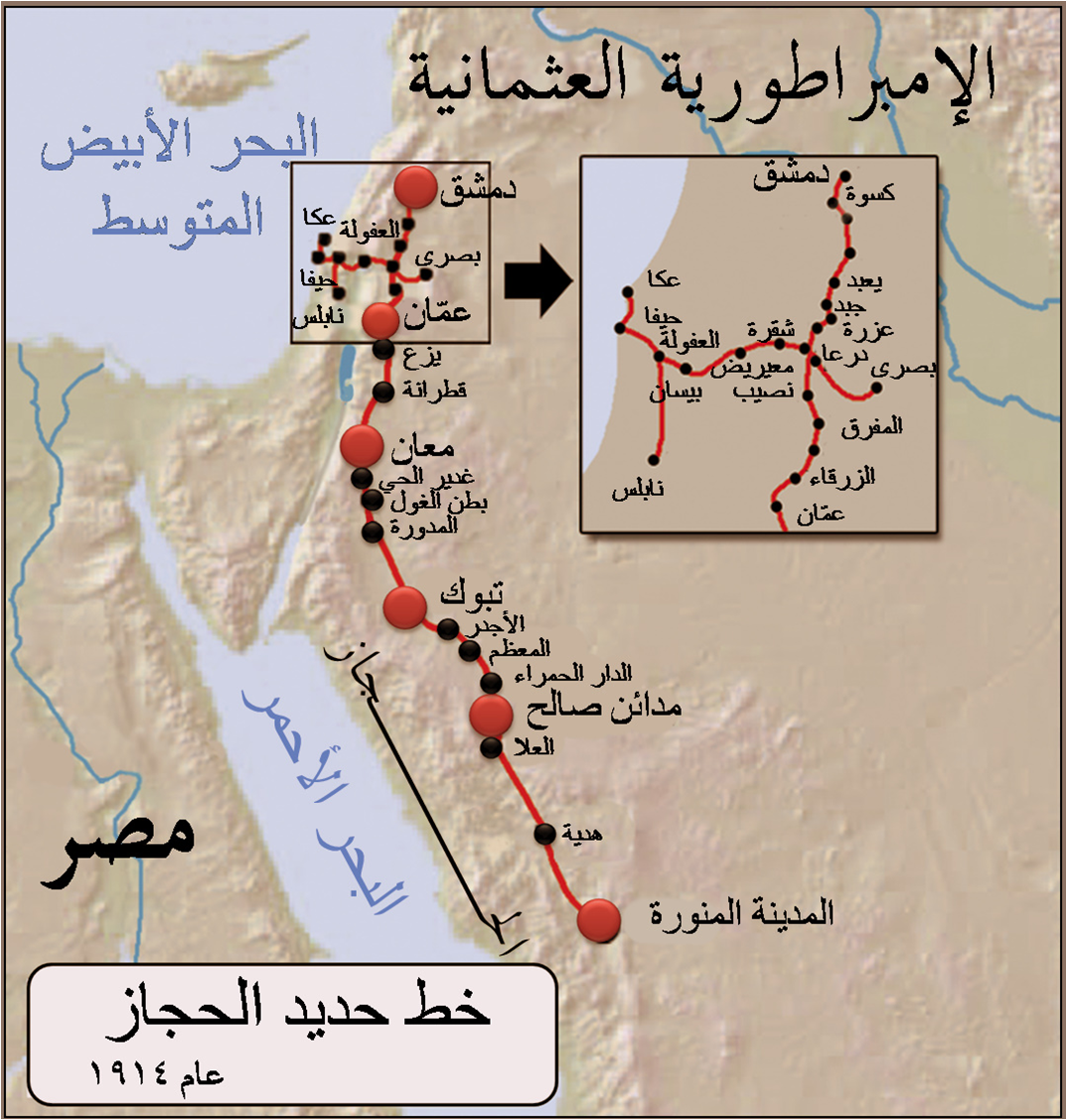
خط حديد الحجاز الذي دُمِّر إبان الثورة العربية.

قامت الحكومة الحجازية بالاهتمام بتنظيم المواصلات، وبالتحديد نظام البريد والبرق، وكان للضروريات العسكرية في السنوات الأولى من عمر المملكة وعلاقتها بالخطط العسكرية الثورية أثر كبير في هذا الاهتمام. وضعت الحكومة عام 1917 قانونًا خاصًا بتنظيمات البريد والبرق الإدارية، في الوقت الذي قامت فيه بتأسيس دائرة مركزية للجهاز في العاصمة مكة، لتشرف على الدوائر الفرعية في المدن الحجازية الأخرى التي قامت الحكومة بتأسيسها بما في ذلك تزويدها بالأجهزة اللاسلكية، هذه المدن هي: جدة والطائف وينبع ورابغ والوجه والعقبة والقنفذة. باشرت الحكومة في تسيير عمل المرفق بعد شهور من بداية الثورة، وعينت له بعض الموظفين المختصين بأمور البريد والبرق، وقامت بتأسيس مكتب خاص داخل الدائرة المركزية للبريد والبرق للتدريب على الأمور المتعلقة بهذا المجال، وأخذت شبكة الهواتف بالاتساع نسبيًا عما كانت عليه في العهد العثماني، ووصل عدد الهواتف في مكة فقط عام 1916 إلى 42 هاتفًا، وكانت في السابق لا تتجاوز الخمسة. مهدت الحكومة السبل لإيصال الرسائل والحزم والمحفوظات إلى أصحابها بين المدن الحجازية، وخصصت من يتحمل نقلها من الموظفين، وكانت عملية النقل تتم مرتين إلى ثلات مرات في الأسبوع. في مجال الطوابع البريدية، أصدرت دائرة البريد عددًا من الطوابع جاء بدايتها عام 1916 بطابعين من فئة القرش ونصف القرش، وصدر عنها بعد ذلك طوابع جديدة من فئة القرشين، ثم أضيفت إليها ثلاثة طوابع أخرى أطلق عليها طوابع المستحق، وبثلاث فئات فئة القرشين والقرش والعشرين بارة.
أما المواصلات البرية، فكانت ما عدا سكة حديد الحجاز على حالها من الأساليب القديمة في اعتمادها على الحيوانات كالإبل والخيول والبغال، ويرجع السبب الرئيسي لاستعمال الأساليب القديمة في النقل لضعف الإمكانيات المالية وطبيعة الحجاز ووعورة طرقه، قامت الحكومة الحجازية ببعض الجهود لإصلاح الأقسام المتضررة من سكة حديد الحجاز جراء العمليات الحربية في السنوات الأولى من الثورة، وتمكنت فيما بعد من إصلاحها، وعلى الرغم من هذه الجهود إلا أن هناك مشاريع تتعلق بالخطوط الحديدية كان نصيبها الفشل، كالمشروع الهادف إلى ربط مدينتي ينبع والوجه بالمدينة المنورة، وذلك لضعف مكانتهما التجارية ولتحول طريق الحج عنهما، طرح هذا المشروع للحسين في سنة 1923 لدراسته إلا أنه أهمل المشروع ولم يكتب له التنفيذ، كما فشل مشروع سكة حديد مكة جدة، بسبب كثرة السيول التي تتعرض لها هذه المنطقة، ولرفض الحسين قبول رؤوس الأموال الأجنبية لتنفيذ المشروع لأن هذه الأموال كان هدفها ابتزاز الحسين سياسياً، بالإضافة لمعيشة القبائل التي تعتمد على أعمال النقل في هذه المنطقة، لكن السبب الرئيسي لفشل تنفيذ جُل المشاريع يعود إلى ضعف مالية الدولة خصوصًا في الفترة المتأخرة من عمر المملكة. أسست المملكة شركة تعنى بأمر النقل البري بين الحجاز وبقية الأقطار العربية، أطلق عليها اسم الشركة الوطنية لسير البواخر والسيارات البرية في البلاد العربية وذلك عام 1920، لكن سرعان ما اختفى ذكرها.

### العَلَم

أول أعلام مملكة الحجاز.

اتخذت مملكة الحجاز حال استقلالها علمًا رسميًا للدلالة على طموحاتها، وقد مرت شعارات العلم بثلاث مراحل في الفترة (1916 - 1921). اتخذ الحسين في البداية الراية الحمراء الداكنة (العنابي)، إلا أنه عدل عنها بناءً على اقتراح بعض الأوساط العربية، واتخذ في نفس العام 1916 علم ذو ألوان ثلاثة، الأبيض والأخضر والأسود، مع مثلث أحمر يتصل بأطراف الألوان الثلاثة، ثم استقر الرأي في سنة 1921 على تغيير مواقع ألوان العلم، حيث احتل اللون الأبيض القسم الوسط من العلم بدلًا من اللون الأخضر الذي احتل بدوره محل اللون الأبيض في القسم العلوي، وذلك لصعوبة رؤية اللون الأبيض من العلم في وضعه السابق بالنسبة للناظر من بعيد، وقد أشارت جريدة القبلة الناطقة باسم المملكة إلى المدلولات التاريخية التي ترمز لها هذه الألوان، فالأسود يرمز إلى راية العقاب الخاصة بالنبي، والتي كانت تتصدر حملاته العسكرية، كما ترمز في ذات الوقت إلى الدولة العباسية التي اتخذت من السواد راية، أما اللون الأخضر ففيه دلالة على أهل البيت أي
الهاشميين عمومًا، بينما يرمز اللون الأحمر إلى راية الأشراف التي اتخذوها منذ عهد الشريف أبو نمي في عهد السلطان سليم الأول، وروعي في علم الدولة الدلالات التاريخية لدول الخلافة. انفردت المملكة بشعار خاص بها أطلق عليه الأورمة يجمع بعض الصور التي ترمز للعمامة الهاشمية وبعض الأسلحة والنخيل وجبال الحجاز.

## قائمة ملوك الحجاز
| # | اللقب                     | الاسم               | سنوات الحكم |
| - | ------------------------- | ------------------- | ----------- |
| 1 | ملك العرب - أمير المؤمنين | حسين بن علي الهاشمي | 1916- 1924  |
| 2 | الملك                     | علي بن حسين الهاشمي | 1924- 1925  |

## الهوامش
1. ↑  حدث الانقلاب العسكري بقيادة "تركيا الفتاة" على السلطان عبد الحميد الثاني في 24 يوليو 1908، وتولى الاتحاديون منذئذٍ مقاليد السلطة وفرضوا نفوذهم.
2. ↑  لم تكن العلاقات بين الشريف والأستانة بما يمكن اعتبارها سيئة. كان ابنا الشريف عبد الله (1882-1951) وفيصل (1884-1933) ممثلين للحجاز في مجلس المبعوثان العثماني في الأستانة، وتحت عين الاتحاديين بحيث بمكنهم اعتقالهما.

### باللغة العربية
1. 1 2  أمين الريحاني. (1987م) ملوك العرب: رحلة في البلاد العربية الجزء الأول (الطبعة الثامنة). بيروت - لبنان. دار الجيل صفحة 22
2. ↑  ناصر بن سليمان العُمري. (2009م) ملامح عربية (الطبعة الأولى). بيروت - لبنان. المؤسسة العربية للدراسات والنشر صفحة 380
3. ↑  روبرت ماكنمارا، ترجمة منال حامد. (2016م) الهاشميون وحلم العرب (الطبعة الأولى). القاهرة - مصر. العربي للنشر والتوزيع صفحة 201
4. ↑  نص اتفاقية تسليم جدة بين الملك حسين بن علي والسلطان عبد العزيز آل سعود مقاتل من الصحراء. وصل لهذا المسار في 30 يناير 2016 نسخة محفوظة 01 يوليو 2017 على موقع واي باك مشين.
5. ↑  دحلان أحمد بن زيني. خلاصة الكلام في بيان أمراء البلد الحرام. مصر. ص. 425 - 427.
6. ↑  نضال داوود المومني: (1417 هـ - 1996م) الشريف حسين بن علي الرضي والخلافة (الطبعة الأولى). عمان - الأردن. منشورات لجنة تاريخ الأردن، مطبعة الصفدي، صفحة 35.
7. ↑  جمال عبد الهادي: الطريق إلى بيت المقدس القضية الفلسطينية-الجزء الثاني (الطبعة الأولى). المنصورة - مصر. دار الوفاء للطباعة والنشر والتوزيع، صفحة 39.
8. ↑  طالب محمد وهيم: (1402 هـ - 1982م) مملكة الحجاز (1916 - 1925) دراسة في الأوضاع السياسية، (الطبعة الأولى). البصرة - العراق. منشورات مركز دراسات الخليج العربي بجامعة البصرة، صفحة 18.
9. ↑  إبراهيم الراوي: (1969م) من الثورة العربية الكبرى الى العراق الحديث ذكريات، (الطبعة الأولى). بيروت - لبنان. مطبعة دار الكتب، صفحة 68.
10. ↑  نضال داوود المومني: (1417 هـ - 1996م) الشريف حسين بن علي والخلافة، (الطبعة الأولى). عمان - الأردن. منشورات لجنة تاريخ الأردن، صفحة 68.
11. ↑  طالب محمد وهيم: (1402 هـ - 1982م) مملكة الحجاز (1916 - 1925) دراسة في الأوضاع السياسية، (الطبعة الأولى). البصرة - العراق. منشورات مركز دراسات الخليج العربي بجامعة البصرة، صفحة 23 - 25.
12. ↑  نضال داوود المومني: (1417 هـ - 1996م) الشريف حسين بن علي والخلافة، (الطبعة الأولى). عمان - الأردن. منشورات لجنة تاريخ الأردن، صفحة 69 - 71.
13. ↑  رسائل من الأمير عبد العزيز بن سعود إلى الشريف حسين بن علي أمير مكة المكرمة مقاتل من الصحراء. وصل لهذا المسار في 6 يناير 2017 نسخة محفوظة 03 مايو 2017 على موقع واي باك مشين.
14. ↑  ضم الحجاز والمخلاف السليماني: الحجاز قبيل دخول السلطان بعد العزيز إليه مقاتل من الصحراء. وصل لهذا المسار في 6 يناير 2017 نسخة محفوظة 13 يونيو 2013 على موقع واي باك مشين.
15. ↑  نضال داوود المومني. (1417 هـ - 1996م) الشريف حسين بن علي والخلافة (الطبعة الأولى). عمان - الأردن. منشورات لجنة تاريخ الأردن مطبعة الصفدي صفحة 78
16. ↑  وقفات مع فصول من تاريخ أبها د. محمد بن عبدالله آل زلفة صحيفة الجزيرة، 5 يناير 2000. وصل لهذا المسار في 6 يناير 2018 نسخة محفوظة 03 فبراير 2017 على موقع واي باك مشين.
17. ↑  نضال داوود المومني. (1417 هـ - 1996م) الشريف حسين بن علي والخلافة (الطبعة الأولى). عمان - الأردن. منشورات لجنة تاريخ الأردن مطبعة الصفدي صفحة 82
18. ↑  نضال داوود المومني. (1417 هـ - 1996م) الشريف حسين بن علي الرضي والخلافة (الطبعة الأولى). عمان - الأردن. منشورات لجنة تاريخ الأردن مطبعة الصفدي صفحة 100
19. ↑  سليمان موسى. (1396 هـ - 1976م) الثورة العربية الكبرى: الحرب في الأردن 1917-1918 مذكرات الأمير زيد (الطبعة الأولى). عمان - الأردن. دائرة الثقافة والفنون صفحة 60
20. ↑  طالب محمد وهيم. (1402 هـ - 1982م) مملكة الحجاز (1916 - 1925) دراسة في الأوضاع السياسية (الطبعة الأولى). البصرة - العراق. منشورات مركز دراسات الخليج العربي بجامعة البصرة صفحة 33
21. ↑  الحسين – مكماهون (مراسلات) الموسوعة الفلسطينية، 19 مارس 2014. وصل لهذا المسار في 7 يناير 2017 نسخة محفوظة 16 أغسطس 2017 على موقع واي باك مشين.
22. ↑  مراسلات الحسين – مكماهون مئوية الثورة العربية. وصل لهذا المسار في 7 يناير 2017 نسخة محفوظة 26 أبريل 2018 على موقع واي باك مشين.
23. ↑  طالب محمد وهيم. (1402 هـ - 1982م) مملكة الحجاز (1916 - 1925) دراسة في الأوضاع السياسية (الطبعة الأولى). البصرة - العراق. منشورات مركز دراسات الخليج العربي بجامعة البصرة صفحة 40
24. ↑  أحمد السباعي. (1419 هـ - 1999م) تأريخ مكة دراسة في السياسة والعلوم والاجتماع والعمران الجزء الثاني (الطبعة الرابعة). الرياض - السعودية. دارة الملك عبد العزيز صفحة 709
25. ↑  نضال داوود المومني. (1417 هـ - 1996م) الشريف حسين بن علي الرضي والخلافة (الطبعة الأولى). عمان - الأردن. منشورات لجنة تاريخ الأردن مطبعة الصفدي صفحة 101
26. ↑  أحمد السباعي. (1419 هـ - 1999م) تأريخ مكة دراسة في السياسة والعلوم والاجتماع والعمران الجزء الثاني (الطبعة الرابعة). الرياض - السعودية. دارة الملك عبد العزيز صفحة 686
27. ↑  مفيد الزيدي. (2004م) موسوعة تاريخ العرب المعاصر والحديث (الطبعة الأولى). عمان - الأردن. دار أسامة للنشر والتوزيع صفحة 55
28. ↑  خير الدين الزركلي تحقيق مفيد نجم. (2009م) ما رأيت وما سمعت من دمشق إلى مكة (1929) (الطبعة الأولى). بيروت - لبنان. المؤسسة العربية للدراسات النشر صفحة 141
29. ↑  أحمد السباعي. (1419 هـ - 1999م) تأريخ مكة دراسة في السياسة والعلوم والاجتماع والعمران الجزء الثاني (الطبعة الرابعة). الرياض - السعودية. دارة الملك عبد العزيز صفحة 690
30. ↑  محمد جميل بيهم. (1950م) قوافل العروبة ومواكبها خلال العصور الجزء الثاني (الطبعة الأولى). بيروت - لبنان. دار الكشاف صفحة 30
31. ↑  طالب محمد وهيم. (1402 هـ - 1982م) مملكة الحجاز (1916 - 1925) دراسة في الأوضاع السياسية (الطبعة الأولى). البصرة - العراق. منشورات مركز دراسات الخليج العربي بجامعة البصرة صفحة 46
32. ↑  طالب محمد وهيم. (1402 هـ - 1982م) مملكة الحجاز (1916 - 1925) دراسة في الأوضاع السياسية (الطبعة الأولى). البصرة - العراق. منشورات مركز دراسات الخليج العربي بجامعة البصرة صفحة 115
33. ↑  نجدة فتحي صفوة. (1402 هـ - 1998م) الجزيرة العربية في الوثائق البريطانية المجلد الثالث (نجد والحجاز) 1917 - 1918 (الطبعة الأولى). بيروت - لبنان. دار الساقي كتاب رقم 62
34. ↑  طالب محمد وهيم. (1402 هـ - 1982م) مملكة الحجاز (1916 - 1925) دراسة في الأوضاع السياسية (الطبعة الأولى). البصرة - العراق. منشورات مركز دراسات الخليج العربي بجامعة البصرة صفحة 120
35. ↑  عصام عبد الفتاح. (2015م) أطلس الحربين العالميتين: الأرض والحرب والسلام (الطبعة الأولى). القاهرة - مصر. شركة الشريف ماس للنشر والتوزيع صفحة 78
36. ↑  اتفاقية سايكس بيكو 1916 الجزيرة نت. وصل لهذا المسار في 16 يناير 2017 نسخة محفوظة 5 سبتمبر 2018 على موقع واي باك مشين.
37. ↑  طالب محمد وهيم. (1402 هـ - 1982م) مملكة الحجاز (1916 - 1925) دراسة في الأوضاع السياسية (الطبعة الأولى). البصرة - العراق. منشورات مركز دراسات الخليج العربي بجامعة البصرة صفحة 126
38. ↑  طالب محمد وهيم. (1402 هـ - 1982م) مملكة الحجاز (1916 - 1925) دراسة في الأوضاع السياسية (الطبعة الأولى). البصرة - العراق. منشورات مركز دراسات الخليج العربي بجامعة البصرة صفحة 135
39. ↑  أحمد السباعي. (1419 هـ - 1999م) تأريخ مكة دراسة في السياسة والعلوم والاجتماع والعمران الجزء الثاني (الطبعة الرابعة). الرياض - السعودية. دارة الملك عبد العزيز صفحة 702
40. 1 2  مفيد الزيدي. (2004م) موسوعة تاريخ المملكة العربية السعودية: الحديث والمعاصر (الطبعة الأولى). الرياض - السعودية. دار أسامة للنشر والتوزيع صفحة 172
41. ↑  محمد سعيد أحمد. (2013م) العلاقات العراقية السعودية ما بين 1914-1953 (الطبعة الأولى). عمان - الأردن. دار يافا العلمية للنشر والتوزيع صفحة 91
42. ↑  طالب محمد وهيم. (1402 هـ - 1982م) مملكة الحجاز (1916 - 1925) دراسة في الأوضاع السياسية (الطبعة الأولى). البصرة - العراق. منشورات مركز دراسات الخليج العربي بجامعة البصرة صفحة 271
43. ↑  مفيد الزيدي. (2004م) موسوعة تاريخ المملكة العربية السعودية: الحديث والمعاصر (الطبعة الأولى). الرياض - السعودية. دار أسامة للنشر والتوزيع صفحة 173
44. ↑  مجموعة مؤلفين. (1431 هـ - 2010م) الدين و الدولة: الأردن نموذجا: وقائع ورشة عمل (الطبعة الأولى). عمان - الأردن. مركز القدس للدراسات السياسية صفحة 14
45. ↑  طالب محمد وهيم. (1402 هـ - 1982م) مملكة الحجاز (1916 - 1925) دراسة في الأوضاع السياسية (الطبعة الأولى). البصرة - العراق. منشورات مركز دراسات الخليج العربي بجامعة البصرة صفحة 276
46. ↑  الحزب الوطني الحجازي ومبادئه الإثنينية. وصل لهذا المسار في 18 يناير 2017 نسخة محفوظة 02 فبراير 2017 على موقع واي باك مشين.
47. ↑  مفيد الزيدي. (2004م) موسوعة تاريخ المملكة العربية السعودية: الحديث والمعاصر (الطبعة الأولى). الرياض - السعودية. دار أسامة للنشر والتوزيع صفحة 176
48. ↑  طالب محمد وهيم. (1402 هـ - 1982م) مملكة الحجاز (1916 - 1925) دراسة في الأوضاع السياسية (الطبعة الأولى). البصرة - العراق. منشورات مركز دراسات الخليج العربي بجامعة البصرة صفحة 284
49. 1 2  مفيد الزيدي. (2004م) موسوعة تاريخ العرب المعاصر والحديث (الطبعة الأولى). الرياض - السعودية. دار أسامة للنشر والتوزيع صفحة 142
50. ↑  طالب محمد وهيم. (1402 هـ - 1982م) مملكة الحجاز (1916 - 1925) دراسة في الأوضاع السياسية (الطبعة الأولى). البصرة - العراق. منشورات مركز دراسات الخليج العربي بجامعة البصرة صفحة 320
51. ↑  فؤاد صالح السَّيِّد. (1436 هـ - 2015م) أعظم الأحداث المعاصرة (1900 - 2014م) (الطبعة الأولى). بيروت - لبنان. مكتبة حسن العصرية صفحة 134
52. ↑  أمين الريحاني. (1981م) سيرة عبدالعزيز بن عبدالرحمن آل فيصل آل سعود ملك الحجاز ونحد وملحقاتهما (الطبعة الخامسة). الرياض - السعودية. منشورات الفاخرية صفحة 320
53. ↑  طالب محمد وهيم. (1402 هـ - 1982م) مملكة الحجاز (1916 - 1925) دراسة في الأوضاع السياسية (الطبعة الأولى). البصرة - العراق. منشورات مركز دراسات الخليج العربي بجامعة البصرة صفحة 172
54. ↑  بوندا اريفسكي، ترجمة خيري الضامن. (1975م) الاتحاد السوفييتي والبلاد العربية سياستان إزاء العالم العربي (الطبعة الأولى). موسكو - روسيا. دار التقدم صفحة 288
55. ↑  طالب محمد وهيم. (1402 هـ - 1982م) مملكة الحجاز (1916 - 1925) دراسة في الأوضاع السياسية (الطبعة الأولى). البصرة - العراق. منشورات مركز دراسات الخليج العربي بجامعة البصرة صفحة 181
56. ↑  طالب محمد وهيم. (1402 هـ - 1982م) مملكة الحجاز (1916 - 1925) دراسة في الأوضاع السياسية (الطبعة الأولى). البصرة - العراق. منشورات مركز دراسات الخليج العربي بجامعة البصرة صفحة 188
57. ↑  عمار علي السمر. (2012م) شمال العراق 1958 - 1975 : دراسة سياسية (الطبعة الأولى). الدوحة - قطر. المركز العربي للأبحاث ودراسات السياسات صفحة 82
58. ↑  وليد سالم محمد. (1435 هـ - 2004م) مأسسة السلطة و بناء الدولة الأمة: دراسة حالة العراق (الطبعة الأولى). عمان - الأردن. الأكاديميون للنشر والتوزيع صفحة 180
59. ↑  م. س. لازاريف، ترجمة عبدي حاجي. (2013م) المسألة الكردية 1917 - 1923 (الطبعة الثانية). بيروت - لبنان.دار الفارابي صفحة 279
60. ↑  طالب محمد وهيم. (1402 هـ - 1982م) مملكة الحجاز (1916 - 1925) دراسة في الأوضاع السياسية (الطبعة الأولى). البصرة - العراق. منشورات مركز دراسات الخليج العربي بجامعة البصرة صفحة 194
61. ↑  يحيى نبهان. (2010م) أطلس الوطن العربي الجغرافي والطبيعي والسياسي (الطبعة الأولى). عمان - الأردن. دار يافا صفحة 44
62. ↑  نضال داوود المومني. (1417 هـ - 1996م) الشريف حسين بن علي الرضي والخلافة (الطبعة الأولى). عمان - الأردن. منشورات لجنة تاريخ الأردن مطبعة الصفدي صفحة 399
63. ↑  طالب محمد وهيم. (1402 هـ - 1982م) مملكة الحجاز (1916 - 1925) دراسة في الأوضاع السياسية (الطبعة الأولى). البصرة - العراق. منشورات مركز دراسات الخليج العربي بجامعة البصرة صفحة 205
64. ↑  نضال داوود المومني. (1417 هـ - 1996م) الشريف حسين بن علي الرضي والخلافة (الطبعة الأولى). عمان - الأردن. منشورات لجنة تاريخ الأردن مطبعة الصفدي صفحة 324
65. ↑  سعود بن عبد الرحمن السبعاني. صنائع الإنجليز: بيادق پرسي كوكس وهنري مكماهون الجزء الأول (الطبعة الأولى). القاهرة - مصر. شمس للنشر والتوزيع صفحة 565
66. ↑  محمد سعيد أحمد. (2013م) العلاقات العراقية السعودية ما بين 1914-1953 (الطبعة الأولى). عمان - الأردن. دار يافا العلمية للنشر والتوزيع صفحة 104
67. ↑  طالب محمد وهيم. (1402 هـ - 1982م) مملكة الحجاز (1916 - 1925) دراسة في الأوضاع السياسية (الطبعة الأولى). البصرة - العراق. منشورات مركز دراسات الخليج العربي بجامعة البصرة صفحة 200 - 212
68. 1 2  طالب محمد وهيم. (1402 هـ - 1982م) مملكة الحجاز (1916 - 1925) دراسة في الأوضاع السياسية (الطبعة الأولى). البصرة - العراق. منشورات مركز دراسات الخليج العربي بجامعة البصرة صفحة 218 - 221
69. 1 2  مجلة المنار محمد رشيد بن علي رضا الموسوعة الشاملة. وصل لهذا المسار في 19 يناير 2017 نسخة محفوظة 04 مارس 2016 على موقع واي باك مشين.
70. ↑  طالب محمد وهيم. (1402 هـ - 1982م) مملكة الحجاز (1916 - 1925) دراسة في الأوضاع السياسية (الطبعة الأولى). البصرة - العراق. منشورات مركز دراسات الخليج العربي بجامعة البصرة صفحة 51 - 56
71. ↑  أحمد السباعي. (1419 هـ - 1999م) تأريخ مكة دراسة في السياسة والعلوم والاجتماع والعمران الجزء الثاني (الطبعة الرابعة). الرياض - السعودية. دارة الملك عبد العزيز صفحة 712 - 716
72. ↑  شرف بن عبد المحسن البركاتي. (2009م) الرحلة اليمانية للشريف حسين بن علي (الطبعة الثانية). لندن - إنجلترا. دار الوراق للنشر المحدودة صفحة 128
73. ↑  قلب جزيرة العرب. القاهرة: مكتبة الثقافة الدينية،. 2002. ISBN:978-977-341-078-0. OCLC:56188219. مؤرشف من الأصل في 2022-07-12.صفحة/ 71-74
74. ↑  طالب محمد وهيم. (1402 هـ - 1982م) مملكة الحجاز (1916 - 1925) دراسة في الأوضاع السياسية (الطبعة الأولى). البصرة - العراق. منشورات مركز دراسات الخليج العربي بجامعة البصرة صفحة 78
75. ↑  محمد طاهر الكردي، تحقيق عبد الملك بن دهيش. (1420 هـ - 2000م) التاريخ القويم لمكة وبيت الله الكريم المجلد السادس (الطبعة الأولى). بيروت - لبنان. دار خضر للطباعة والنشر صفحة 245
76. ↑  مفيد الزيدي. (2004م) موسوعة تاريخ المملكة العربية السعودية: الحديث والمعاصر (الطبعة الأولى). الرياض - السعودية. دار أسامة للنشر والتوزيع صفحة 229
77. ↑  طالب محمد وهيم. (1402 هـ - 1982م) مملكة الحجاز (1916 - 1925) دراسة في الأوضاع السياسية (الطبعة الأولى). البصرة - العراق. منشورات مركز دراسات الخليج العربي بجامعة البصرة صفحة 56 - 60
78. ↑  طالب محمد وهيم. (1402 هـ - 1982م) مملكة الحجاز (1916 - 1925) دراسة في الأوضاع السياسية (الطبعة الأولى). البصرة - العراق. منشورات مركز دراسات الخليج العربي بجامعة البصرة صفحة 76
79. ↑  عملات المملكة الحجازية الهاشمية دار الكتب والوثائق القومية. وصل لهذا المسار في 19 يناير 2017 نسخة محفوظة 5 يناير 2020 على موقع واي باك مشين.
80. ↑  سعود بن عبد الرحمن السبعاني. صنائع الإنجليز: بيادق پرسي كوكس وهنري مكماهون الجزء الأول (الطبعة الأولى). القاهرة - مصر. شمس للنشر والتوزيع صفحة 688
81. ↑  طالب محمد وهيم. (1402 هـ - 1982م) مملكة الحجاز (1916 - 1925) دراسة في الأوضاع السياسية (الطبعة الأولى). البصرة - العراق. منشورات مركز دراسات الخليج العربي بجامعة البصرة صفحة 101
82. ↑  طالب محمد وهيم. (1402 هـ - 1982م) مملكة الحجاز (1916 - 1925) دراسة في الأوضاع السياسية (الطبعة الأولى). البصرة - العراق. منشورات مركز دراسات الخليج العربي بجامعة البصرة صفحة 105
83. 1 2  طالب محمد وهيم. (1402 هـ - 1982م) مملكة الحجاز (1916 - 1925) دراسة في الأوضاع السياسية (الطبعة الأولى). البصرة - العراق. منشورات مركز دراسات الخليج العربي بجامعة البصرة صفحة 109
84. ↑  - الطائرات بزغت في سماء شبه الجزيرة بعد 10 سنوات من إختراعها - صحيفة اليوم - 8 - أبريل - 2015 نسخة محفوظة 14 يناير 2018 على موقع واي باك مشين.
85. ↑  أحمد السباعي. (1419 هـ - 1999م) تأريخ مكة دراسة في السياسة والعلوم والاجتماع والعمران الجزء الثاني (الطبعة الرابعة). الرياض - السعودية. دارة الملك عبد العزيز صفحة 698
86. ↑  الثورة العربية الكبرى في الصحافة المصرية.... اضافة 5 واخيرة وكالة الأنباء الأردنية، 1 أغسطس 2016. وصل لهذا المسار في 20 يناير 2017 نسخة محفوظة 02 أغسطس 2016 على موقع واي باك مشين.
87. ↑  خير الدين الزركلي، تحقيق مفيد نجم. (2009م) ما رأيت وما سمعت من دمشق إلى مكة (1929) (الطبعة الأولى). بيروت - لبنان. المؤسسة العربية للدراسات والنشر صفحة 97
88. ↑  طالب محمد وهيم. (1402 هـ - 1982م) مملكة الحجاز (1916 - 1925) دراسة في الأوضاع السياسية (الطبعة الأولى). البصرة - العراق. منشورات مركز دراسات الخليج العربي بجامعة البصرة صفحة 89
89. ↑  أحمد السباعي. (1419 هـ - 1999م) تأريخ مكة دراسة في السياسة والعلوم والاجتماع والعمران الجزء الثاني (الطبعة الرابعة). الرياض - السعودية. دارة الملك عبد العزيز صفحة 699
90. ↑  القبلة - أول جريدة عربية هاشمية مئوية الثورة العربية. وصل لهذا المسار في 20 يناير 2016 نسخة محفوظة 26 مايو 2018 على موقع واي باك مشين.
91. ↑  الحجاز في أوائل ومنتصف القرن الرابع عشر الهجري: تاريخ الصحافة الإثنينية. وصل لهذا المسار في 20 يناير 2016 نسخة محفوظة 07 أغسطس 2018 على موقع واي باك مشين.
92. ↑  طالب محمد وهيم. (1402 هـ - 1982م) مملكة الحجاز (1916 - 1925) دراسة في الأوضاع السياسية (الطبعة الأولى). البصرة - العراق. منشورات مركز دراسات الخليج العربي بجامعة البصرة صفحة 44
93. ↑  طالب محمد وهيم. (1402 هـ - 1982م) مملكة الحجاز (1916 - 1925) دراسة في الأوضاع السياسية (الطبعة الأولى). البصرة - العراق. منشورات مركز دراسات الخليج العربي بجامعة البصرة صفحة 97
94. ↑  طالب محمد وهيم. (1402 هـ - 1982م) مملكة الحجاز (1916 - 1925) دراسة في الأوضاع السياسية (الطبعة الأولى). البصرة - العراق. منشورات مركز دراسات الخليج العربي بجامعة البصرة صفحة 42
95. ↑  نضال داوود المومني. (1417 هـ - 1996م) الشريف حسين بن علي الرضي والخلافة (الطبعة الأولى). عمان - الأردن. منشورات لجنة تاريخ الأردن مطبعة الصفدي صفحة 123

### باللغة الإنجليزية
1. ↑  Myers، Denys P. (1 يناير 1921). "The Mandate System of the League of Nations". ج. 96: 74–77. مؤرشف من الأصل في 2019-09-21. {{استشهاد بدورية محكمة}}: الاستشهاد بدورية محكمة يطلب |دورية محكمة= (مساعدة)
2. ↑  Yapp، Malcolm (1987). The Making of the Modern Near East 1792–1923. Harlow, England: Longman. ISBN:978-0-582-49380-3. مؤرشف من الأصل في 2022-04-13. P.290
3. ↑  Dan Eldar: French Pplicy Towards Hussayn, Sharif of Mecca, Middle Eastern Studies, Published by Frank Cass London, Volume 26, July 1990 Number3. p329
4. ↑  Correspondence Between Sir Henry McMahon and Sharif of Mecca, July 1915, March 1916, Miscellaneous, london, 1939, p2
5. ↑  William Yall. the Near East. Michigan. University of Michigan Press. N.D. P.251.
6. ↑  spencer">Spencer C. Tucker, Arab Revolt (1916-1918), The Encyclopedia of World War I, ABC-CLIO, 2005, ISBN 1-85109-420-2, page 117. نسخة محفوظة 02 يناير 2018 على موقع واي باك مشين.
7. ↑  Baker, Randall (1979). King Husain and the Kingdom of Hejaz. New York: Oleander Press. P.111.
8. ↑  Mohs, Polly A. (2008). Military Intelligence and the Arab Revolt: The First Modern Intelligence War. Oxford: Routledge. P.128.
9. ↑  Defence Of Medina, İsmail Bilgin, ISBN 975-263-496-6, Timas Publishing Group. نسخة محفوظة 06 أكتوبر 2013 على موقع واي باك مشين.
10. ↑  Francis E. Peters: Mecca: A Literary History of the Muslim Holy Land, Princeton University Press, 1994, ISBN 0-691-03267-X, page 374. نسخة محفوظة 17 يناير 2020 على موقع واي باك مشين.
11. ↑  From His Excelency high commissioner to his highness the king of the hedjaz. Grand sheriff and Emir of Mecca. 24 June 1918 , P. 80.
12. ↑  Lloyd, Georg , the truth about peace treaties , Victor Gollancz , London. 1938. Vol. 1 P. 1034.
13. ↑  Jukka , Nevakivi , Britain , France and the middle east , 1914 – 1920, the Athlone Press. London. 1969. P. 60.
14. ↑  Harry. N. Haward. the King Crane Comision. Beirut. 1963. P. 4.
15. ↑  Peter. Mansfield , the Middle East , Apolitical and Economic Survey , London 1973.P.52
16. ↑  Col. Sir. A. Wilson (Baghdad) to Mr. Montago. 12/21/920 B. D.X.III. (R.S). no. 208. P. 216.
17. ↑  Harding to Allenby , (Cairo) July13. 1920.B.D.XIII. (F.S) no.281.P. 311-312.
18. ↑  Nadav Safran (1988). Saudi Arabia: The Ceaseless Quest for Security. Cornell University Press. ص. 47. ISBN:9780801494840. مؤرشف من الأصل في 2017-10-13. اطلع عليه بتاريخ 2017-01-18.
19. ↑  Niblock, T. (1982). State, Society, and Economy in Saudi Arabia. Croom Helm. ص. 88. ISBN:9780709918066. مؤرشف من الأصل في 2017-04-09. اطلع عليه بتاريخ 2017-01-18.
20. ↑  al-Rasheed، Madawi (2002). A History of Saudi Arabia. Cambridge University Press. ص. 46. ISBN:9780521644129. مؤرشف من الأصل في 2018-11-16.
21. ↑  Allenby. Cairo to. Curzon , May 16. 1920. B. D. XIII. F.s. No. 249. P. 259.
22. ↑  Allenby. Alexandria. to. Curzon. July 3. 1920. B.D. XIII. (f.s) No. 274.P. 306.
23. ↑  Philby. Arabian days. London. Hale 1948.P 288.
24. ↑  Ibid , King Hussein , Mecca to British Agent Jeddah , translation. N. 100. of 4/5/1922. P. 68-70.
25. ↑  Jane. Degras. Soviet Documents on Foreign Policy 1917-1924 Oxford. Vol. 1. 1951. P. 268.
26. ↑  Allenby (Cairo) to Curzon. March 27, 1920. B.D. XIII. (f.s) No. 231.P.237.
27. ↑  Meyer، Karl Ernest؛ Brysac، Shareen Blair (2008). Kingmakers: The Invention of the Modern Middle East. W. W. Norton & Company. ص. 359. ISBN:9780393061994. مؤرشف من الأصل في 2020-01-17.
28. ↑  Numan، Nurtaç (نوفمبر 2005)، The Emirs of Mecca and the Ottoman Government of Hijaz, 1840-1908، The Institute for Graduate Studies in Social Sciences، مؤرشف من الأصل في 2019-12-14, page 61 - 63.

## وصلات خارجية
- الشريف الحسين بن علي الهاشمي
- أبرز محطات الثورة العربية الكبرى مئوية الثورة العربية.
- فيلم وثائقي: الثورة العربية الكبرى يوتيوب.